# 福澤諭吉
- 福澤諭吉
- 福沢諭吉

福澤 諭吉（ふくざわ ゆきち、
新字体：福沢 諭吉、旧字体：福澤 諭吉、天保5年12月12日〈1835年1月10日〉- 明治34年〈1901年〉2月3日）は、幕末から明治期の日本の啓蒙思想家、教育家。大分県中津市出身。慶應義塾の創設者。諱は範（はん）。字は子囲（しい）。揮毫の落款印は「明治卅弐年後之福翁」。雅号は、三十一谷人（さんじゅういっこくじん）。元々は苗字は「ふくさわ」と発音していたが、明治維新以後は「ふくざわ」と発音するようになった。また「中村諭吉」と名乗っていた時期がある。

## 概説
慶應義塾（旧蘭学塾、現在の慶應義塾大学)の他にも、商法講習所（現在の一橋大学）、神戸商業講習所（現在の兵庫県立神戸商業高等学校、他、現在の神戸大学、兵庫県立大学神戸商科大系などの設立の嚆矢となった）、伝染病研究所（現在の東京大学医科学研究所）、土筆ヶ岡養生園（現在の東京大学医科学研究所附属病院、北里大学）の創設にも尽力した。新聞『時事新報』の創刊者でもある。
ほかに東京学士会院（現在の日本学士院）初代会長も務めた。さらに、この業績を基に「明治六大教育家」として列される。
昭和59年（1984年）11月1日発行分から日本銀行券一万円紙幣（D号券、E号券）表面の肖像に採用された。平成16年（2004年）に二千円紙幣以外の紙幣が刷新された時に唯一肖像が引き継がれたが、令和6年（2024年）7月3日発行の新紙幣からは渋沢栄一となった。

## 経歴

### 出生から中津帰藩、長崎遊学

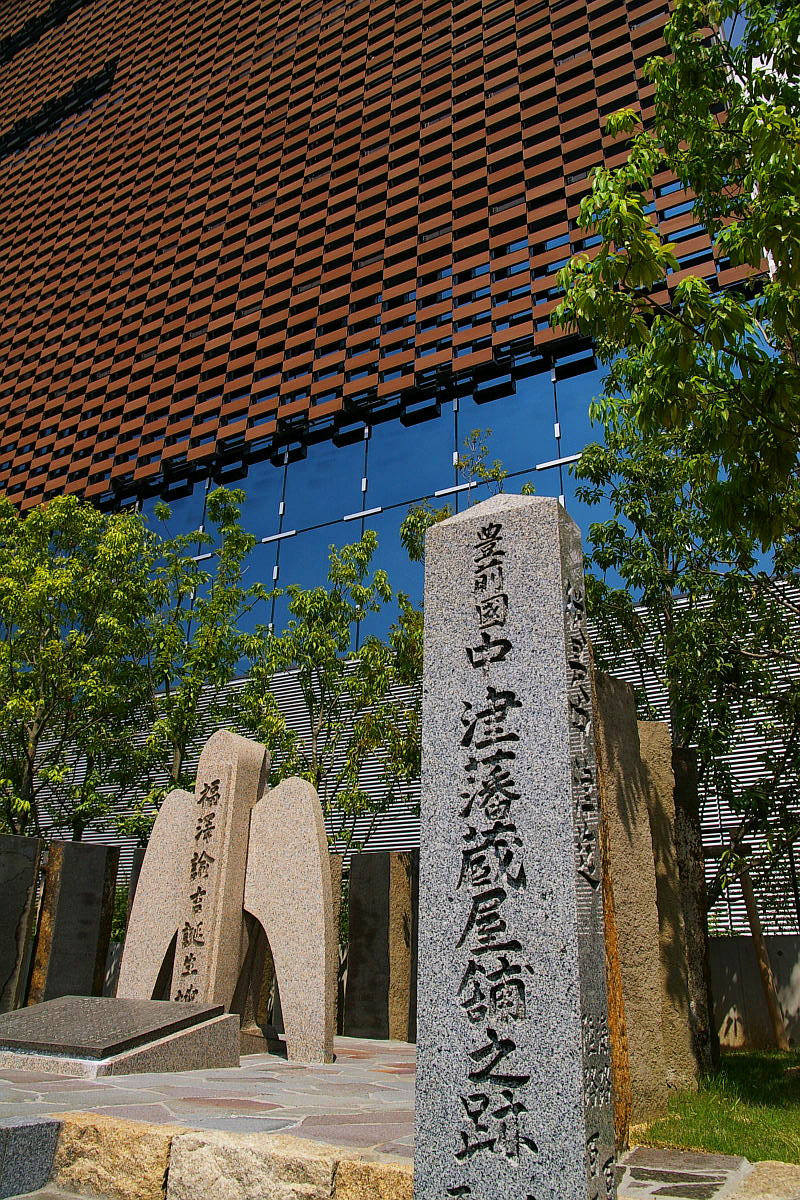
生誕の地と中津藩蔵屋敷跡の記念碑（大阪府大阪市福島区福島一丁目、朝日放送グループホールディングス社屋前）

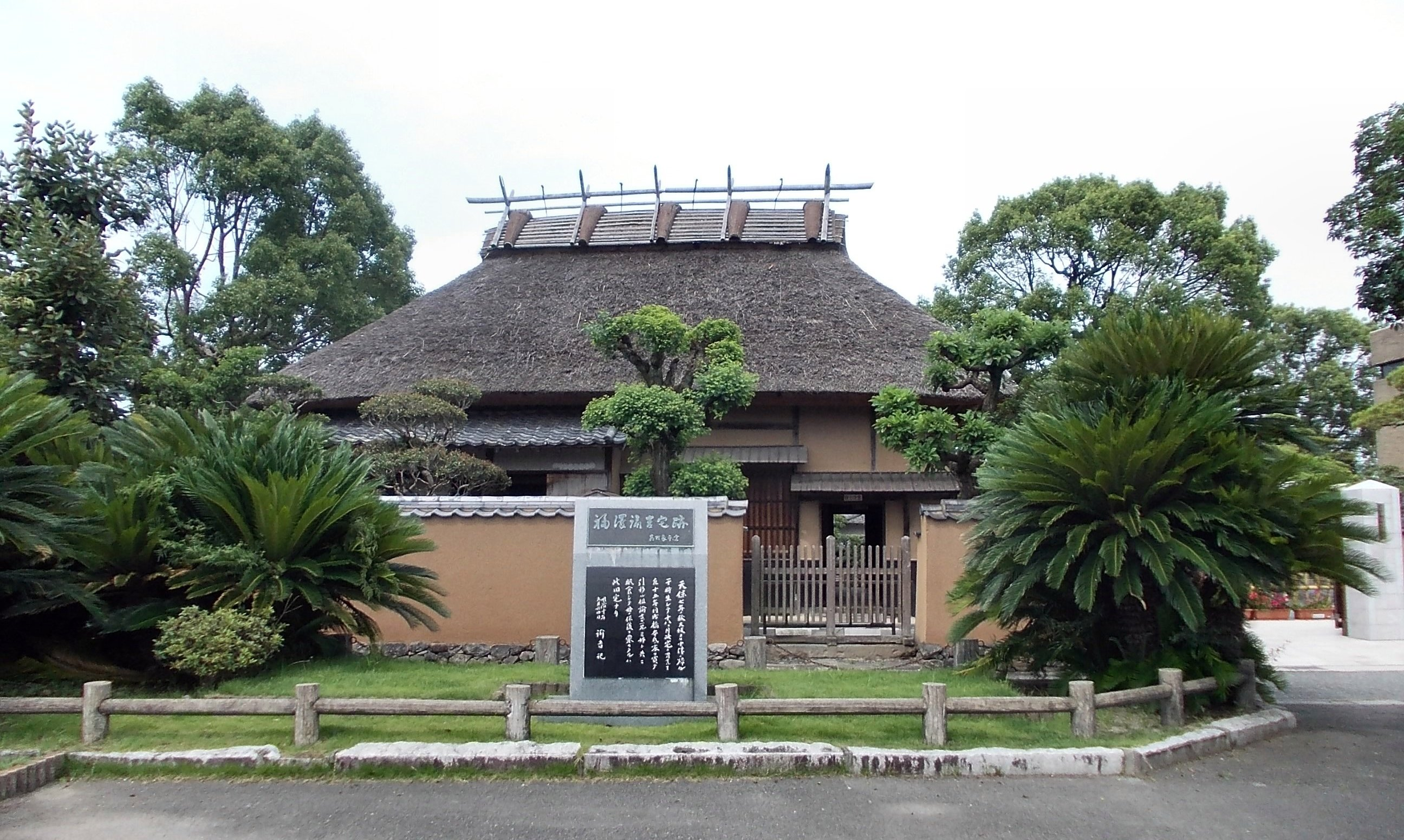
福澤諭吉旧居（大分県中津市）

豊前国中津藩（現在の大分県中津市）の下級武士である父（福澤百助）が大坂堂島新地五丁目にあった豊前国中津藩（現在の大分県中津市）の蔵屋敷に赴任中に下級藩士・福澤百助と妻・於順の間に次男（8～9歳上の兄・三之助と3人の姉〈6歳上、4歳上、2歳上〉を持つ末子）として生まれる。諭吉という名は、儒学者でもあった父が『上諭条例』（清の乾隆帝治世下の法令を記録した書）を手に入れた夜に彼が生まれたことに由来する。福澤氏の祖は信濃国更級郡村上村網掛福澤あるいは同国諏訪郡福澤村を発祥として、前者は清和源氏村上氏為国流、後者は諏訪氏支流とする説があり、友米（ともよね）の代に豊前国中津郡に移住した。
友米の孫である父・百助は、鴻池や加島屋などの大坂の商人を相手に藩の借財を扱う職にありながら、藩儒・野本雪巌や帆足万里に学び、菅茶山・伊藤東涯などの儒学に通じた学者でもあった。百助の後輩には近江国水口藩・藩儒の中村栗園がおり、深い親交があった栗園は百助の死後も諭吉の面倒を見ていた。中小姓格（厩方）の役人となり、大坂での勘定方勤番は十数年におよんだが、身分格差の激しい中津藩では名をなすこともできずにこの世を去った。そのため息子である諭吉はのちに「門閥制度は親の敵（かたき）で御座る」（『福翁自伝』）とすら述べており、自身も封建制度には疑問を感じていた。兄・三之助は父に似た純粋な漢学者で、「死に至るまで孝悌忠信」の一言であったという。
なお、母兄姉と一緒に暮らしてはいたが、幼時から叔父・中村術平の養子になり中村姓を名乗っていた。のち、福澤家に復する。体格がよく、当時の日本人としてはかなり大柄な人物である（明治14年（1881年）7月当時、身長は173cm、体重は70.25kg、肺活量は5.159ℓ）。
天保6年（1836年）、父の死去により中村栗園に見送られながら大坂から帰藩し、中津（現：大分県中津市）で過ごす。親兄弟や当時の一般的な武家の子弟と異なり、孝悌忠信や神仏を敬うという価値観はもっていなかった。お札を踏んでも祟りが起こらない事を確かめてみたり、神社で悪戯をしてみたりと、悪童まがいのはつらつとした子供だったようだが、刀剣細工や畳の表がえ、障子のはりかえをこなすなど内職に長けた子供であった。
5歳ごろから藩士・服部五郎兵衛に漢学と一刀流の手解きを受け始める。初めは読書嫌いであったが、14、5歳になってから近所で自分だけ勉強をしないというのも世間体が悪いということで勉学を始める。しかし始めてみるとすぐに実力をつけ、以後さまざまな漢書を読み漁り、漢籍を修める。18歳になると、兄・三之助も師事した野本真城、白石照山の塾・晩香堂へ通い始める。『論語』『孟子』『詩経』『書経』はもちろん、『史記』『左伝』『老子』『荘子』におよび、特に『左伝』は得意で15巻を11度も読み返して面白いところは暗記したという。このころには先輩を凌いで「漢学者の前座ぐらい（自伝）」は勤まるようになっていた。また学問のかたわら立身新流の居合術を習得した。
福澤の学問的・思想的源流に当たるのは荻生徂徠であり、諭吉の師・白石照山は陽明学や朱子学も修めていたので諭吉の学問の基本には儒学が根ざしており、その学統は白石照山・野本百厳・帆足万里を経て、祖父・兵左衛門も門を叩いた三浦梅園にまでさかのぼることができる。のちに蘭学の道を経て思想家となる過程にも、この学統が原点にある。

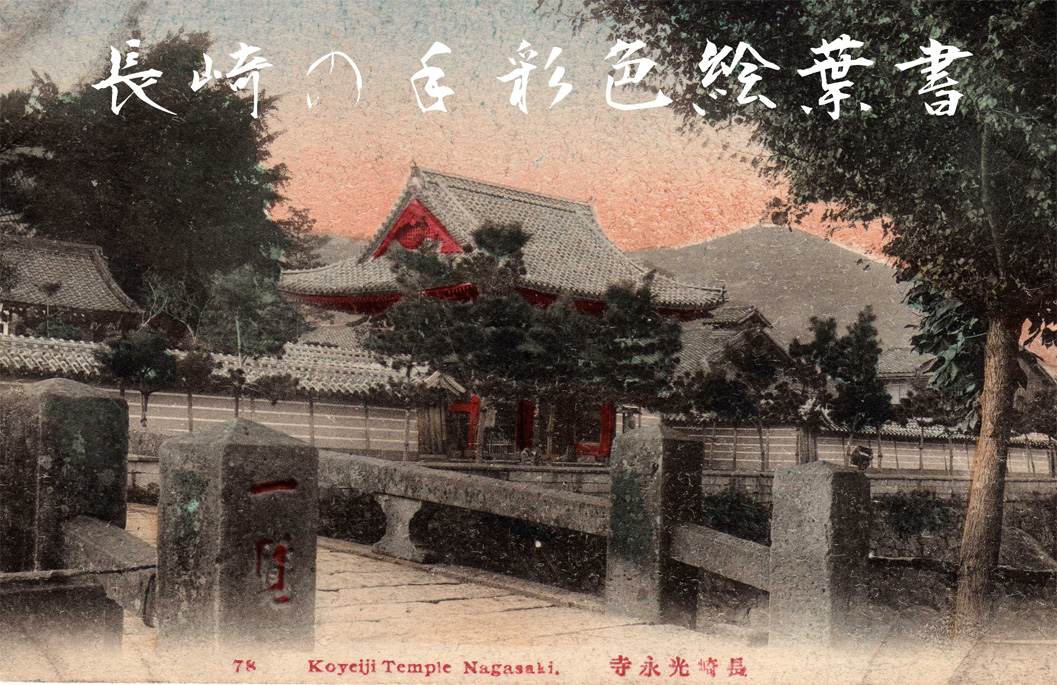
長崎光永寺（大正）、手彩色絵葉書

安政元年（1854年）、諭吉は兄の勧めで19歳で長崎へ遊学して蘭学を学ぶ（嘉永7年2月）。長崎市の光永寺に寄宿し、現在は石碑が残されている。黒船来航により砲術の需要が高まり、「オランダ流砲術を学ぶにはオランダ語の原典を読まなければならないが、それを読んでみる気はないか」と兄から誘われたのがきっかけであった。長崎奉行配下の役人で砲術家の山本物次郎宅に居候し、オランダ通詞（通訳などを仕事とする長崎の役人）の元へ通ってオランダ語を学んだ。山本家には蛮社の獄の際に高島秋帆から没収した砲術関係の書物が保管所蔵されていた。山本はそうした砲術関係の書籍を人に貸したり写させたりして謝金をもらっており、諭吉も閲読を許されて鉄砲の設計図を引くことさえできるようになった。山本家の客の中に、薩摩藩の松崎鼎甫がおり、アルファベットを教えてもらう。その時分の諸藩の西洋家、たとえば村田蔵六（のちの大村益次郎）・本島藤太夫・菊池富太郎らが来て、「出島のオランダ屋敷に行ってみたい」とか、「大砲を鋳るから図をみせてくれ」とか、そんな世話をするのが山本家の仕事であり、その実はみな諭吉の仕事であった。中でも、菊池富太郎は黒船に乗船することを許された人物で、諭吉はこの長崎滞在時にかなり多くの知識を得ることができた。そのかたわら石川桜所の下で暇を見つけては教えを受けたり、縁を頼りに勉学を続けた。

### 適塾時代（大坂）

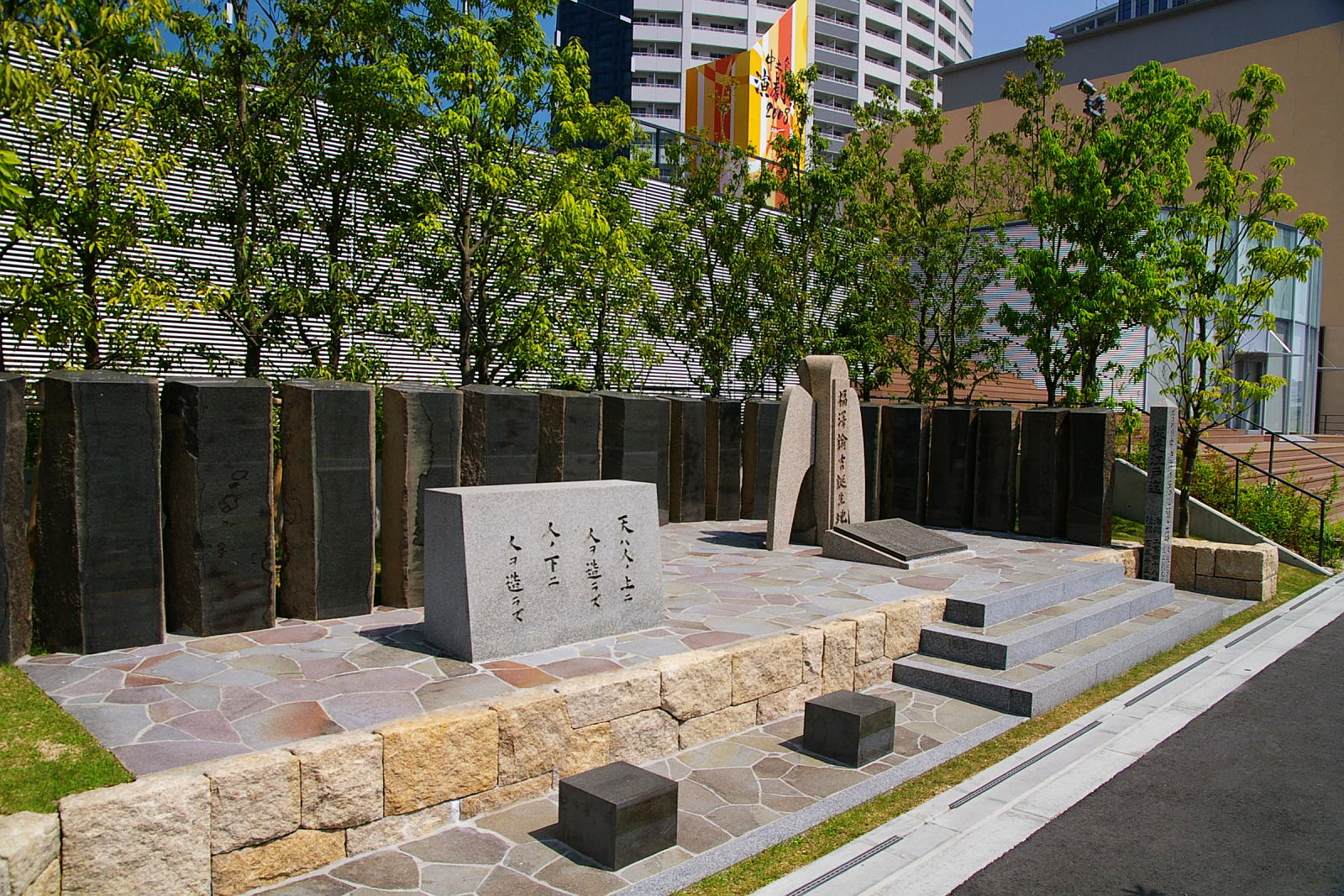
大阪市福島区の福澤諭吉生誕の地記念碑

安政2年（1855年）、諭吉はその山本家を紹介した奥平壱岐や、その実家である奥平家（中津藩家老の家柄）と不和になり、中津へ戻るようにとの知らせが届く。しかし諭吉本人は前年に中津を出立したときから中津へ戻るつもりなど毛頭なく、大坂を経て江戸へ出る計画を強行する。大坂へ到着すると、かつての父と同じく中津藩蔵屋敷に務めていた兄を訪ねる。すると兄から「江戸へは行くな」と引き止められ、大坂で蘭学を学ぶよう説得される。そこで諭吉は大坂の中津藩蔵屋敷に居候しながら、当時「過所町の先生」と呼ばれ、他を圧倒していた足守藩下士で蘭学者・緒方洪庵の「適塾」で学ぶこととなった（旧暦3月9日（4月25日））。
その後、諭吉が腸チフスを患うと、洪庵から「乃公はお前の病気を屹と診てやる。診てやるけれども、乃公が自分で処方することは出来ない。何分にも迷うてしまう。この薬あの薬と迷うて、あとになってそうでもなかったと言ってまた薬の加減をするというような訳けで、しまいには何の療治をしたか訳けが分からぬようになるというのは人情の免れぬことであるから、病は診てやるが執匙は外の医者に頼む。そのつもりにして居れ」（自伝）と告げられ、洪庵の朋友、内藤数馬から処置を施され、体力が回復する。そして。一時中津へ帰国する。
安政3年（1856年）、諭吉は再び大坂へ出て学ぶ。同年、兄が死に福澤家の家督を継ぐことになる。しかし大坂遊学を諦めきれず、父の蔵書や家財道具を売り払って借金を完済したあと、母以外の親類から反対されるもこれを押し切って大坂の適塾で学んだ。学費を払う経済力はなかったため、諭吉が奥平壱岐から借り受けて密かに筆写した築城学の教科書（C.M.H.Pel,Handleiding tot de Kennis der Versterkingskunst,Hertogenbosch、1852年）を翻訳するという名目で適塾の食客（住み込み学生）として学ぶこととなる。
安政4年（1857年）、諭吉は最年少22歳で適塾の塾頭となり、後任に長与専斎を指名した。適塾ではオランダ語の原書を読み、あるいは筆写し、時にその記述に従って化学実験、簡易な理科実験などをしていた。ただし生来血を見るのが苦手であったため瀉血や手術解剖のたぐいには手を出さなかった。適塾は診療所が附設してあり、医学塾ではあったが、諭吉は医学を学んだというよりはオランダ語を学んだということのようである。また工芸技術にも熱心になり、化学（ケミスト）の道具を使って色の黒い硫酸を製造したところ、鶴田仙庵が頭からかぶって危うく怪我をしそうになったこともある。また、福岡藩主・黒田長溥が金80両を投じて長崎で購入した『ワンダーベルツ』と題する物理書を写本して、元素を配列してそこに積極消極（プラスマイナス）の順を定めることやファラデーの電気説（ファラデーの法則）を初めて知ることになる。こういった電気の新説などを知り、発電を試みたりもしたようである。ほかにも昆布や荒布からのヨウ素単体の抽出、淀川に浮かべた小舟の上でのアンモニア製造などがある。

### 江戸に出る
幕末の時勢の中、無役の旗本で石高わずか40石の勝安房守（号は海舟）らが登用されたことで、安政5年（1858年）、諭吉にも中津藩から江戸出府を命じられる（差出人は江戸居留守役の岡見清熙）。江戸の中津藩邸に開かれていた蘭学塾の講師となるために古川正雄（当時の名は岡本周吉、のちに古川節蔵）・原田磊蔵を伴い江戸へ出る。築地鉄砲洲にあった奥平家の中屋敷に住み込み、そこで蘭学を教えた。まもなく足立寛、村田蔵六の「鳩居堂」から移ってきた佐倉藩の沼崎巳之介・沼崎済介が入塾し、この蘭学塾「一小家塾」がのちの学校法人慶應義塾の基礎となったため、この年が慶應義塾創立の年とされている。
元来、この蘭学塾は佐久間象山の象山書院から受けた影響が大きく、マシュー・ペリーの渡来に先んじて嘉永3年（1850年）ごろからすでに藩士たちが象山について洋式砲術の教授を受け、月に5〜6回も出張してもらって学ぶものも数十名におよんでいる。藩士の中にも、島津文三郎のように象山から直伝の免許を受けた優秀な者がおり、その後は杉亨二（杉はのちに勝海舟にも通じて氷解塾の塾頭も務める）、薩摩藩士の松木弘安を招聘していた。諭吉が講師に就任してからは、藤本元岱・神尾格・藤野貞司・前野良伯らが適塾から移ってきたほか、諭吉の前の適塾塾頭・松下元芳が入門するなどしている。元来江戸居留守役岡見清熙は大変な蔵書家で、佐久間象山から譲られた貴重な洋書も蔵しており、諭吉は片っ端から読んで講義に生かした。住まいは中津藩中屋敷が与えられたほか、江戸扶持（地方勤務手当）として6人扶持が別途支給されている。
島村鼎甫を尋ねたあと、中津屋敷からは当時、蘭学の総本山といわれ、幕府奥医師の中で唯一蘭方を認められていた桂川家が500m以内の場所であったため、桂川甫周・神田孝平・箕作秋坪・柳川春三・大槻磐渓・宇都宮三郎・村田蔵六らとともに出入りし、終生深い信頼関係を築くことになった。また、親友の高橋順益が近くに住みたいと言って、浜御殿（現・浜離宮）の西に位置する源助町に転居してきた。
安政6年（1859年）、日米修好通商条約により新たな外国人居留地となった横浜に諭吉は出かけることにした。自分の身につけたオランダ語が相手の外国人に通じるかどうか試してみるためである。ところが、そこで使われていたのはもっぱら英語であった。諭吉が苦労して学んだオランダ語はそこではまったく通じず、看板の文字すら読めなかった。これに大きな衝撃を受けた諭吉は、それ以来、英語の必要性を痛感した。世界の覇権は大英帝国が握っており、すでにオランダに昔日の面影がないことは当時の蘭学者の間では常識であった。緒方洪庵もこれからの時代は英語やドイツ語を学ばなければならないという認識を持っていた。しかし、当時の日本では長年続いた鎖国の影響からオランダが西洋の唯一の窓口であったため、現実にはオランダ語以外の本を入手するのは困難だった。
諭吉は、幕府通辞の森山栄之助を訪問して英学を学んだあと、蕃書調所へ入所したが「英蘭辞書」は持ち出し禁止だったために1日で退所している。次いで神田孝平と一緒に学ぼうとするが、神田は蘭学から英学に転向することに躊躇を見せており、今までと同じように蘭学のみを学習することを望んだ。そこで村田蔵六に相談してみたが大村はヘボンに手ほどきを受けようとしていた。諭吉はようやく蕃書調所の原田敬策（岡山藩士、のちの幕臣）と一緒に英書を読もうということになり、英蘭対訳・発音付きの英蘭辞書などを手に入れて、蘭学だけではなく英学・英語も独学で勉強していくことにした。

### 渡米

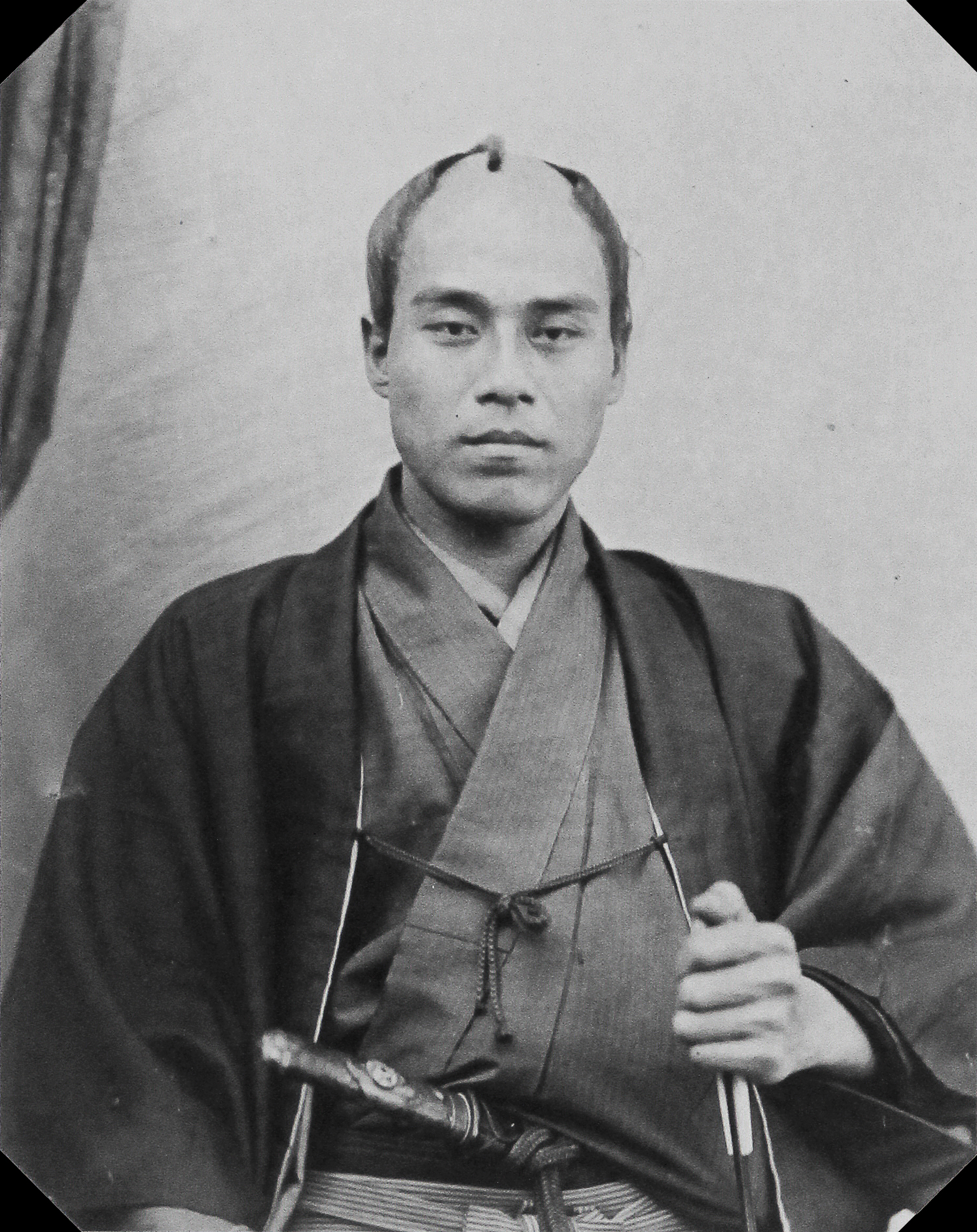
文久2年（1862年）、パリのフランス国立自然史博物館にて撮影）東京大学史料編纂所蔵

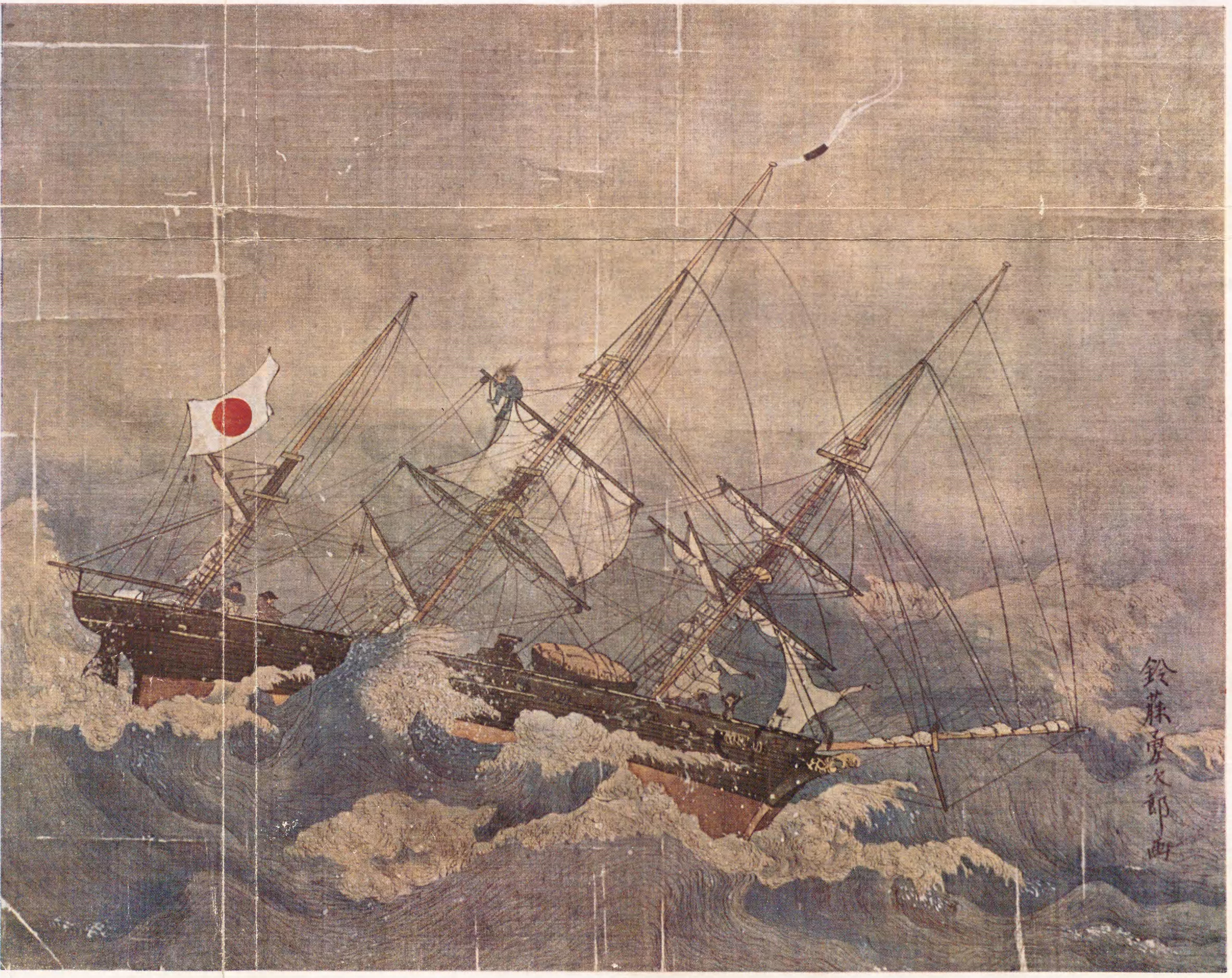
咸臨丸難航の図（鈴藤勇次郎画）

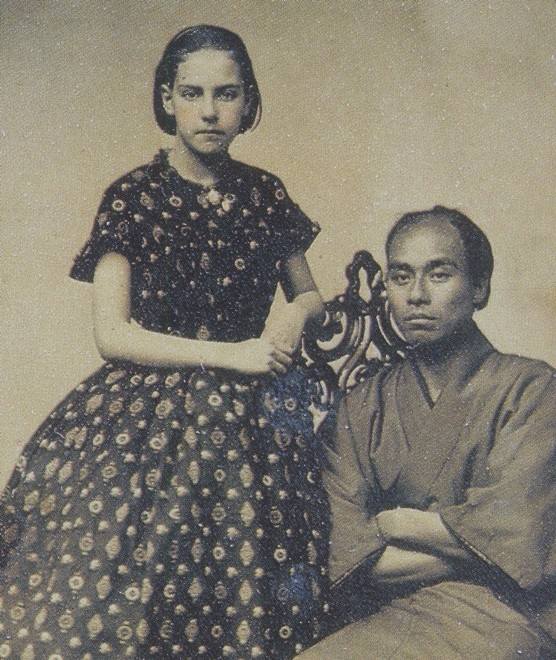
福澤諭吉とアメリカの少女テオドーラ・アリス・ショウ。万延元年（1860年）、米国サンフランシスコにて。（慶應義塾福澤研究センター所蔵）

安政6年（1859年）の冬、幕府は日米修好通商条約の批准交換のため、幕府使節団（万延元年遣米使節）をアメリカに派遣することにした。
この派遣は、岩瀬忠震の建言で進められ、使用する船は米軍艦「ポーハタン号」、その護衛船として「咸臨丸」が決まった。
福澤諭吉は知人の桂川甫周を介して軍艦奉行・木村摂津守の従者としてこの使節団に加わる機会を得た。
安政7年1月13日、幕府使節団は品川を出帆、1月19日に浦賀を出港する。
福澤諭吉は、軍艦奉行・木村摂津守（咸臨丸の艦長）、勝海舟、中浜万次郎（ジョン万次郎）らと同じ「咸臨丸」に乗船したが、この咸臨丸の航海は出港直後からひどい嵐に遭遇した。咸臨丸はこの嵐により大きな被害を受け、船の各所は大きく破損した。乗員たちの中には慣れない船旅で船酔いになる者、疲労でぐったりする者も多く出た。そんな大変な長旅を経て、安政7年2月26日（太陽暦3月17日）、幕府使節団はサンフランシスコに到着する。
ここで諭吉は3週間ほど過ごして、その後、修理が完了した咸臨丸に乗船、ハワイを経由して、万延元年5月5日（1860年6月23日）に日本に帰国する。
（一方、その後の幕府使節団はパナマに行き、パナマ鉄道会社が用意した汽車で大西洋側の港（アスピンウォール、現在のコロン）へ行く。アスピンウォールに着くと、米海軍の軍艦「ロアノーク号」に乗船し、5月15日にワシントンに到着する。そこで、幕府使節団はブキャナン大統領と会見し、日米修好通商条約の批准書交換などを行う。その後、フィラデルフィア、ニューヨークに行き、そこから、大西洋のポルト・グランデ（現在のカーボベルデ）、アフリカのルアンダから喜望峰をまわり、バタビア（現在のジャカルタ）、香港を経由して、万延元年11月10日に、日本の江戸に帰国・入港する。）
今回のこの咸臨丸による航海について、福澤諭吉は、「蒸気船を初めて目にしてからたった7年後に日本人のみの手によって我が国で初めて太平洋を横断したのは日本人の世界に誇るべき名誉である」と、のちに述べている。
また、船上での福澤諭吉と勝海舟の間柄はあまり仲がよくなかった様子で、晩年まで険悪な関係が続いた。
一方、福澤諭吉と木村摂津守はとても親しい間柄で、この両者は明治維新によって木村が役職を退いたあとも晩年に至るまで親密な関係が続いた。諭吉は帰国した年に、木村の推薦で中津藩に籍を置いたまま「幕府外国方」（現：外務省）に採用されることになった。その他、戊辰戦争後に、芝・新銭座の有馬家中津屋敷に慶應義塾の土地を用意したのも木村である。
アメリカでは、科学分野に関しては書物によって既知の事柄も多かったが、文化の違いに関しては諭吉はさまざまに衝撃を受けた、という。たとえば、日本では徳川家康など権力者の子孫がどうなったかを知らない者などいないのに対して、アメリカ国民が初代大統領ジョージ・ワシントンの子孫が現在どうしているかということをほとんど知らないということについて不思議に思ったことなどを書き残している（ちなみに、ワシントンに直系の子孫はいない。当該項参照）。
諭吉は、通訳として随行していた中浜万次郎（ジョン万次郎）とともに『ウェブスター大辞書』の省略版を購入し、日本へ持ち帰って研究の助けとした。また、翻訳途中だった『万国政表』（統計表）は、諭吉の留守中に門下生が完成させていた。
アメリカで購入した広東語・英語対訳の単語集である『華英通語』の英語を諭吉はカタカナで読みをつけ、広東語の漢字の横には日本語の訳語を付記した『増訂華英通語』を出版した。これは諭吉が初めて出版した書物である。この書物の中で諭吉は、「v」の発音を表すため「ウ」に濁点をつけた文字「ヴ」や「ワ」に濁点をつけた文字「ヷ」を用いているが、以後前者の表記は日本において一般的なものとなった。そして、諭吉は、再び鉄砲洲で新たな講義を行う。その内容は従来のようなオランダ語ではなくもっぱら英語であり、蘭学塾から英学塾へと教育方針を転換した。
その後、福澤諭吉は、「幕府外国方、御書翰掛、翻訳方」に採用されて、公文書の翻訳を行うようになった。これは外国から日本に対する公文書にはオランダ語の翻訳を附することが慣例となっていたためである。諭吉はこの仕事をすることにより、英語とオランダ語を対照することができ、これで自身の英語力を磨いた。このころの諭吉は、かなり英語も読めるようになっていたが、まだまだ意味の取りづらい部分もあり、オランダ語訳を参照することもあったようである。また、米国公使館通訳ヒュースケンの暗殺事件や水戸浪士による英国公使館襲撃事件など、多くの外交文書の翻訳も携わり、緊迫した国際情勢を身近に感じるようになったという。

### 渡欧（幕臣時代）

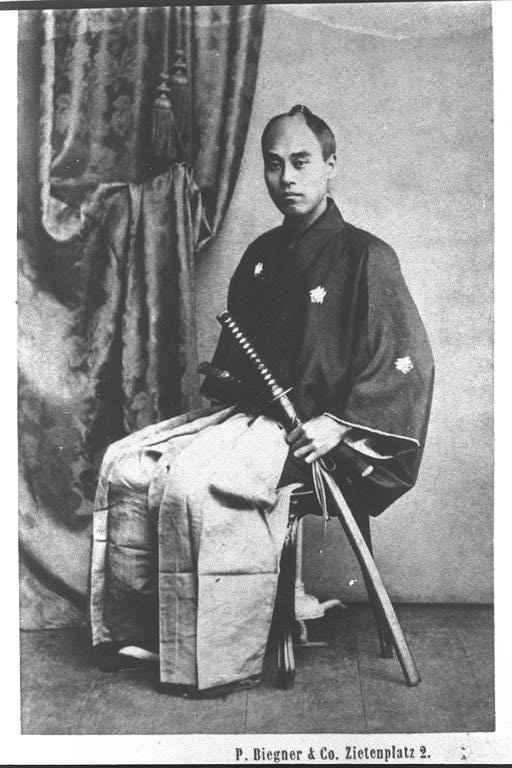
文久2年（1862年）江戸幕府使節としてヨーロッパ歴訪の際ベルリンにて。

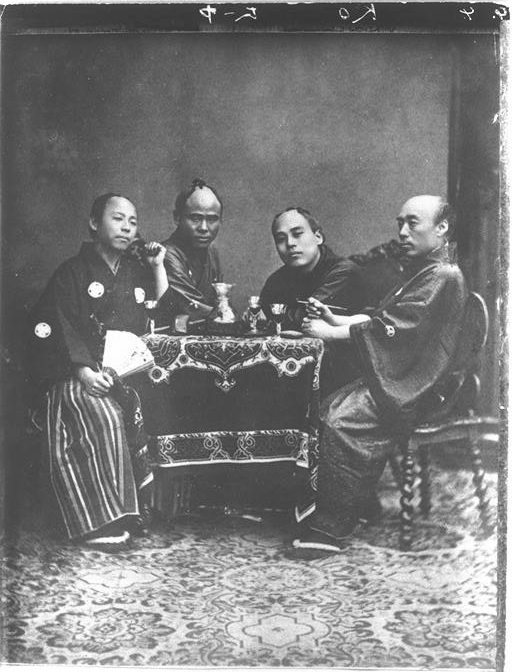
文久2年（1862年）オランダにて。右から柴田貞太郎、福澤諭吉、太田源三郎、福田作太郎

文久元年（1861年）、福澤諭吉は中津藩士、土岐太郎八の次女・お錦と結婚した。同年12月、幕府は竹内保徳を正使とする幕府使節団（文久遣欧使節）を結成し、欧州各国へ派遣することにした。諭吉も「翻訳方」のメンバーとしてこの幕府使節団に加わり同行することになった。この時の同行者には他に、松木弘安、箕作秋坪、柴田貞太郎（明治維新を境として兵庫奉行として輝かしい実績がありながら兵庫から逃げた柴田（剛中と改名）と比較して、福澤は兵庫に進出し、土地開発・教育事業に関戸由義などと共に貢献した。又、交詢社兵庫支社を開設してその交友の輪を広げた）などがいて、総勢40人ほどの使節団であった。
文久元年（1861年）12月23日、幕府使節団は英艦「オーディン号」に乗って品川を出港した。
12月29日、長崎に寄港し、そこで石炭などを補給した。文久二年（1862年）1月1日、長崎を出港し、1月6日、香港に寄港した。幕府使節団はここで6日間ほど滞在するが、香港で植民地主義・帝国主義が吹き荒れているのを目の当たりにし、イギリス人が中国人を犬猫同然に扱うことに強い衝撃を受けた。
1月12日、香港を出港し、シンガポールを経てインド洋・紅海を渡り、2月22日にスエズに到着した。ここから幕府使節団は陸路を汽車で移動し、スエズ地峡を超えて、北のカイロに向かった。カイロに到着するとまた別の汽車に乗ってアレキサンドリアに向かった。アレキサンドリアに到着すると、英国船の「ヒマラヤ号」に乗って地中海を渡り、マルタ島経由でフランスのマルセイユに3月5日に到着した。そこから、リヨンに行って、3月9日、パリに到着した。ここで幕府使節団は「オテル・デュ・ルーブル」というホテルに宿泊し、パリ市内の病院、医学校、博物館、公共施設などを見学した。（滞在期間は20日ほど）
文久2年（1862年）4月2日、幕府使節団はドーバー海峡を越えてイギリスのロンドンに入った。ここでも幕府使節団はロンドン市内の駅、病院、協会、学校など多くの公共施設を見学する。万国博覧会にも行って、そこで蒸気機関車・電気機器・植字機に触れる。ロンドンの次はオランダのユトレヒトを訪問する。そこでも町の様子を見学するが、その時、偶然にもドイツ系写真家によって撮影されたと見られる幕府使節団の写真4点が、ユトレヒトの貨幣博物館に所蔵されていた記念アルバムから発見された。その後、幕府使節団は、プロイセンに行き、その次はロシアに行く。ロシアでは樺太国境問題を討議するためにペテルブルクを訪問するが、そこで幕府使節団は、陸軍病院で尿路結石の外科手術を見学した。
その後、幕府使節団はまたフランスのパリに戻り、そして、最後の訪問国のポルトガルのリスボンに文久2年（1862年）8月23日、到着した。
以上、ヨーロッパ6か国の歴訪の長旅で幕府使節団は、幕府から支給された支度金400両で英書・物理書・地理書をたくさん買い込み、日本へ持ち帰った。また、福澤諭吉は今回の長旅を通じて、自分の目で実際に目撃したことを、ヨーロッパ人にとっては普通であっても日本人にとっては未知の事柄である日常について細かく記録した。たとえば、病院や銀行・郵便法・徴兵令・選挙制度・議会制度などについてである。それを『西洋事情』、『西航記』にまとめた。
また、諭吉は今回の旅で日本語をうまく話せる現地のフランスの青年レオン・ド・ロニー（のちのパリ東洋語学校日本語学科初代教授）と知り合い、友好を結んだ。そして、諭吉はレオンの推薦で「アメリカおよび東洋民族誌学会」の正会員となった。（この時、諭吉はその学会に自分の顔写真をとられている。）
文久2年（1862年）9月3日、幕府使節団は、日本に向けてリスボンを出港し、文久2年（1862年）12月11日、日本の品川沖に無事に到着・帰国した。
ところが、その時の日本は幕府使節団が予想もしていない状況に一変していた。
品川に到着した翌日の12月12日に、「英国公使館焼き討ち事件」が起こった。文久3年（1863年）3月になると、孝明天皇の賀茂両社への攘夷祈願、4月には石清水八幡宮への行幸を受けて、長州藩が下関海峡通過のアメリカ商船を砲撃する事件が起こった。このように日本は各地で過激な攘夷論を叫ぶ人たちが目立つようになっていた。諭吉の周囲では、同僚の手塚律蔵や東条礼蔵が誰かに切られそうになるという事件も起こっていた。この時、諭吉は身の安全を守る為、夜は外出しないようにしていたが、同僚の旗本・藤沢志摩守の家で会合したあとに帰宅する途中、浪人と鉢合わせになり、居合で切り抜けなければと考えながら、すれちがいざまに互いに駆け抜けた（逃げた！）こともあった。（この文久2年ごろ〜明治6年ごろまでが江戸が一番危険で、物騒な世の中であったと諭吉はのちに回想している。）
文久3年（1863年）7月、薩英戦争が起こったことにより、福澤諭吉は幕府の仕事が忙しくなり、外国奉行・松平康英の屋敷に赴き、外交文書を徹夜で翻訳にあたった。その後、翻訳活動を進めていき、「蒸気船」→「汽船」のように三文字の単語を二文字で翻訳し始めたり、「コピーライト」→「版権」、「ポスト・オフィス」→「飛脚場」、「ブック・キーピング」→「帳合」、「インシュアランス」→「請合」などを考案していった。また、禁門の変が起こると長州藩追討の朝命が下って、中津藩にも出兵が命じられたがこれを拒否し、代わりに、以前より親交のあった仙台藩の大童信太夫を通じて、同年秋ごろに塾で諭吉に師事していた横尾東作を派遣して新聞『ジャパン＝ヘラルド』を翻訳し、諸藩の援助をした。
元治元年（1864年）には、諭吉は郷里である中津に赴き、小幡篤次郎や三輪光五郎ら6名を連れてきた。同年10月には外国奉行支配調役次席翻訳御用として出仕し、臨時の「御雇い」ではなく幕府直参として150俵・15両を受けて御目見以上となり、「御旗本」となった。慶応元年（1865年）に始まる幕府の長州征伐の企てについて、幕臣としての立場からその方策を献言した『長州再征に関する建白書』では、大名同盟論の採用に反対し、幕府の側に立って、その維持のためには外国軍隊に依拠することも辞さないという立場をとった。明治2年（1869年）には、熊本藩の依頼で本格的な西洋戦術書『洋兵明鑑』を小幡篤次郎・小幡甚三郎と共訳した。また明治2年（1869年）、83歳の杉田玄白が蘭学草創の当時を回想して記し、大槻玄沢に送った手記を、諭吉は玄白の曽孫の杉田廉卿、他の有志たちと一緒になってまとめて、『蘭学事始』（上下2巻）の題名で刊行した。

### 再び渡米
慶応３年（1867年）、幕府はアメリカに注文した軍艦を受け取りに行くため、幕府使節団（使節主席・小野友五郎、江戸幕府の軍艦受取委員会）をアメリカに派遣することにした。その随行団のメンバーの中に福澤諭吉が加わることになった（他に津田仙、尺振八もメンバーとして同乗）。慶応３年（1867年）1月23日、幕府使節団は郵便船「コロラド号」に乗って横浜港を出港する。このコロラド号はオーディン号や咸臨丸より船の規模が大きく、装備も設備も十分であった。諭吉はこのコロラド号の船旅について「とても快適な航海で、22日目にサンフランシスコに無事に着いた」と「福翁自伝」に記している。
アメリカに到着後、幕府使節団はニューヨーク、フィラデルフィア、ワシントンD.C.を訪れた。この時、諭吉は、紀州藩や仙台藩から預かった資金、およそ5,000両で大量の辞書や物理書・地図帳を買い込んだという。
慶応３年6月27日（1867年7月28日）、幕府使節団は日本に帰国した。諭吉は現地で小野と揉めたため、帰国後はしばらく謹慎処分を受けたが、中島三郎助の働きかけですぐに謹慎が解けた。この謹慎期間中に、『西洋旅案内』（上下2巻）を書き上げた。

### 明治維新
慶応３年（1867年）12月9日、朝廷は王政復古を宣言した。江戸開城後、福澤諭吉は新政府から出仕を求められたがこれを辞退し、以後も官職に就かなかった。翌年には帯刀をやめて平民となった。
慶応4年（1868年）には蘭学塾を慶應義塾と名づけ、教育活動に専念する。三田藩・仙台藩・紀州藩・中津藩・越後長岡藩と懇意になり、藩士を大量に受け入れる。特に紀州藩には慶應蘭学所内に「紀州塾」という紀州藩士専用の部屋まで造られた。長岡藩は藩の大参事として指導していた三島億二郎が諭吉の考えに共鳴していたこともあり、藩士を慶應義塾に多数送り込み、笠原文平らが運営資金を支えてもいた。同時に横浜の高島嘉右衛門の藍謝塾とも生徒の派遣交換が始まった。官軍と彰義隊の合戦が起こる中でもF・ウェーランド『経済学原論』（The Elements of Political Economy, 1866）の講義を続けた（なお漢語に由来する「経済学」の語は諭吉や神田孝平らによりpolitical economyもしくはeconomicsの訳語として定着した）。老中・稲葉正邦から千俵取りの御使番として出仕するように要請されてもいたが、6月には幕府に退身届を提出して退官。維新後は、国会開設運動が全国に広がると、一定の距離を置きながら、イギリス流憲法論を唱えた。
妻・お錦の実家である土岐家と榎本武揚の母方の実家・林家が親戚であったことから、榎本助命のため寺島宗則（以前の松木弘安）の紹介で官軍参謀長・黒田清隆と面会し、赦免を要求。その後、以前から長州藩に雇われていた大村益次郎や薩摩藩出身の寺島宗則・神田孝平ら同僚が明治新政府への出仕を決め、諭吉にも山縣有朋・松本良順らから出仕の勧めがきたがこれを断り、九鬼隆一や白根専一、濱尾新、渡辺洪基らを新政府の文部官吏として送り込む一方、自らは慶應義塾の運営と啓蒙活動に専念することとした。
新銭座の土地を攻玉社の塾長・近藤真琴に300円で譲り渡し、慶應義塾の新しい土地として目をつけた三田の旧島原藩中屋敷の土地の払い下げの交渉を東京府と行った。明治3年には諭吉を厚く信頼していた内大臣・岩倉具視の助力を得てそれを実現した。明治4年からここに慶應義塾を移転させて、「帳合之法（現在の簿記）」などの講義を始めた。また明六社に参加。当時の文部官吏には隆一や田中不二麿・森有礼ら諭吉派官吏が多かったため、1873年（明治6年）、慶應義塾と東京英語学校（かつての開成学校でのち大学予備門さらに旧制一高に再編され、現：東京大学教養学部）は、例外的に徴兵令免除の待遇を受けることになった。
廃藩置県を歓迎し、「政権」（軍事や外交）と「治権」（地方の治安維持や教育）のすべてを政府が握るのではなく「治権」は地方の人に委ねるべきであるとした『分権論』には、これを成立させた西郷隆盛への感謝とともに、地方分権が士族の不満を救うと論じ、続く『丁丑公論』では政府が掌を返して西南戦争で西郷を追い込むのはおかしいと主張した。
『通俗民権論』『通俗国権論』『民間経済禄』なども官民調和の主張ないし初歩的な啓蒙を行ったものであった。しかしながら、自由主義を紹介する際には「自由在不自由中（自由は不自由の中にあり）」という言葉を使い、自分勝手主義へ堕することへ警鐘を鳴らした。明治6年（1873年）9月4日の午後には岩倉使節団に随行していた長与専斎の紹介で木戸孝允と会談。木戸が文部卿だった期間は4か月に過ぎなかったが、「学制」を制定し、「文部省は竹橋にあり、文部卿は三田にあり」の声があった。

明治20年（1887年）ごろの肖像

明治7年（1874年）、板垣退助・後藤象二郎・江藤新平が野に下るや、高知の立志学舎に門下生を教師として派遣したほか、後藤の政治活動を支援し、国会開設運動の先頭に立って『郵便報知新聞』に「国会論」と題する社説を掲載。特に後藤には大変入れ込み、後藤の夫人に直接支援の旨を語るほどだった。同年、地下浪人だった岩崎弥太郎と面会し、弥太郎が山師ではないと評価した諭吉は、三菱商会にも荘田平五郎や豊川良平といった門下を投入したほか、後藤の経営する高島炭鉱を岩崎に買い取らせた。また、愛国社から頼まれて『国会を開設するの允可を上願する書』の起草に助力した。
明治9年（1876年）2月、諭吉は懇意にしていた森有礼の屋敷で寺島宗則や箕作秋坪らとともに、初めて大久保利通と会談した。このときの諭吉について大久保は日記の中で「種々談話有之面白く、流石有名に恥じず」と書いている。諭吉によると晩餐のあとに大久保が「天下流行の民権論も宜しいけれど人民が政府に向かって権利を争うなら、またこれに伴う義務もなくてはならぬ」と述べたことについて、諭吉は大久保が自分を民権論者の首魁のように誤解していると感じ（諭吉は国会開設論者であるため若干の民権論も唱えてはいたが、過激な民権論者には常に否定的であった）、民権運動を暴れる蜂の巣に例えて「蜂の仲間に入って飛場を共にしないばかりか、今日君が民権家と鑑定した福澤が着実な人物で君らにとって頼もしく思える場合もあるであろうから幾重にも安心しなさい」と回答したという。

### 明治14年の政変と『時事新報』
明治13年（1880年）12月には参議の大隈重信邸で大隈、伊藤博文、井上馨という政府高官3人と会見し、公報新聞の発行を依頼された。諭吉はその場での諾否を保留して数日熟考したが、「政府の真意を大衆に認知させるだけの新聞では無意味」と考え、辞退しようと明治14年（1881年）1月に井上を訪問した。しかし井上が「政府は国会開設の決意を固めた」と語ったことで諭吉はその英断に歓喜し、新聞発行を引き受けた。
しかし、大隈重信が当時急進的すぎるとされていたイギリス型政党内閣制案を伊藤への事前相談なしに独自に提出したことで、伊藤は大隈の急進的傾向を警戒するようになった。またちょうどこの時期は「北海道開拓使官有物払い下げ問題」への反対集会が各地で開催される騒動が起きていた。大隈もその反対論者であり、また慶應義塾出身者も演説会や新聞でこの問題の批判を展開している者が多かった。そのため政府関係者に大隈・福澤・慶應義塾の陰謀という噂が真実と信ぜられるような空気が出来上がったとみられ、明治14年には大隈一派を政府の役職から辞職させる明治十四年の政変が起こることとなった。つい3か月前に大隈、伊藤、井上と会見したばかりだった諭吉はこの事件に当惑し、伊藤と井上に宛てて違約を責める手紙を送った。2,500字におよぶ人生で最も長い手紙だった。この手紙に対して、井上は返事の手紙を送ったが伊藤は返答しなかった。数回にわたって手紙を送り返信を求めたが、伊藤からの返信はついになく、井上も最後の書面には返信しなかった。これにより諭吉は両政治家との交際を久しく絶つことになった。諭吉の理解では、伊藤と井上は初め大隈と国会開設を決意したが、政府内部での形勢が不利と見て途中で変節し、大隈一人の責任にしたというものだった。
諭吉はすでに公報発行の準備を整えていたが、大隈が失脚し、伊藤と井上は横を向くという状態になったため、先の3人との会談での公報の話も立ち消えとなった。しかし公報のために整えられた準備を自分の新聞発行に転用することとし、明治15年（1882年）3月から『時事新報』を発刊することになった。『時事新報』の創刊にあたって掲げられた同紙発行の趣旨の末段には、「唯我輩の主義とする所は一身一家の独立より之を拡（）めて一国の独立に及ぼさんとするの精神にして、苟（）もこの精神に戻（）らざるものなれば、現在の政府なり、又世上幾多の政党なり、諸工商の会社なり、諸学者の集会なり、その相手を撰ばず一切友として之を助け、之に反すると認る者は、亦（）その相手を問わず一切敵として之を擯（）けんのみ。」と記されている。

### 教育支援
教育の画一化・中央集権化・官立化が確立されると、東京大学に莫大な資金が注ぎ込まれ、慶應義塾は経営難となり、ついに諭吉が勝海舟に資金調達を願い出るまでとなり、海舟からは「そんな教育機関はさっさとやめて、明治政府に仕官してこい」と返されたため、島津家に維持費用援助を要請することになった。その上、優秀な門下生は大学南校や大学東校、東京師範学校（東京教育大学、筑波大学の前身）の教授として引き抜かれていくという現象も起こっていた。
港区を流れる古川に狸橋という橋があり、橋の南に位置する狸蕎麦という蕎麦店に諭吉はたびたび来店していたが、明治12年（1879年）に狸橋南岸一帯の土地を買収し別邸を設けた。その場所に慶應義塾幼稚舎が移転し、また東側部分が土筆ケ岡養生園、のちの北里研究所、北里大学となった。
明治13年（1880年）、大隈重信と懇意の関係ゆえ、自由民権運動の火付け役として伊藤博文から睨まれていた諭吉の立場はますます厳しいものとなったが「慶應義塾維持法案」を作成し、自らは経営から手を引き、渡部久馬八・門野幾之進・浜野定四郎の3人に経営を任せることにした。このころから平民の学生が増えたことにより、運営が徐々に黒字化するようになった。
また、私立の総合的な学校が慶應義塾のみで、もっと多くの私立学校が必要だと考え、門下を大阪商業講習所や商法講習所で活躍させる一方、専修学校や東京専門学校、英吉利法律学校の設立を支援し、開校式にも出席した。
明治25年（1892年）には、長與專齋の紹介で北里柴三郎を迎えて、伝染病研究所や土筆ヶ岡養生園を森村市左衛門と共に設立していく。ちょうど帝国大学の構想が持ち上がっているころだったが、慶應義塾に大学部を設置し小泉信吉を招聘して、一貫教育の体制を確立した。

### 朝鮮改革運動支援と対清主戦論
明治15年（1882年）に訪日した金玉均やその同志の朴泳孝と親交を深めた諭吉は、朝鮮問題に強い関心を抱くようになった。諭吉の考えるところ、日本の軍備は日本一国のためにあるのではなく、西洋諸国の侵略から東洋諸国を保護するためにあった。そのためには朝鮮における清の影響力を排除することで日本が朝鮮の近代化改革を指導する必要があると考え、日本国内で最も強硬な対清主戦論者となっていった。
明治15年（1882年）7月23日、壬午事変が勃発し、朝鮮の日本公使館が襲撃される事件があり、外務卿井上馨は朝鮮政府に謝罪・賠償と日本公使館に護衛兵を置くことを認めさせた済物浦条約を締結した。清はこれによって日本の朝鮮への軍事的影響力が増すことを恐れたが、諭吉はこの一連の動きに満足の意を示すとともに、清が邪魔してくるようであればこれを容赦すべきではないと論じた。明治15年10月に朝鮮からの謝罪使が訪日したが、この使節団は朴泳孝が正使、金玉均が副使の一人であった。朴泳孝は帰国に際して諭吉が推薦する慶應義塾出身の牛場卓蔵を朝鮮政府顧問に迎えている。
朝鮮宗主権の喪失を恐れる清は、袁世凱率いる3,000の兵を京城へ派遣し、これによって朝鮮政府内は事大党（清派）と独立党（日本派）と中間派に分裂。独立派の金・朴は、明治17年（1884年）12月4日に甲申事変を起こすも、事大党の要請に応えた清軍の出動で政権掌握に失敗した。この騒乱の中で磯林真三大尉以下日本軍人40人ほどが清軍や朝鮮軍に殺害され、また日本人居留民も中国人や朝鮮人の殺傷略奪を受けた。
この事件により日本国内の主戦論が高まり、その中でもとりわけ強硬に主戦論を唱えたのが諭吉だった。このころ諭吉は連日のように時事新報でこの件について筆をとり続け、「我が日本国に不敬損害を加へたる者あり」「支那兵士の事は遁辞を設ける由なし」「軍事費支弁の用意大早計ならず」「今より其覚悟にて人々其労役を増して私費を減ず可し」「戦争となれば必勝の算あり」「求る所は唯国権拡張の一点のみ」と清との開戦を強く訴えた。また甲申事変の失敗で日本に亡命した金玉均を数か月の間、三田の邸宅に匿まった。
このときの開戦危機は、明治18年（1885年）1月に朝鮮政府が外務卿・井上馨との交渉の中で謝罪と賠償を行うことを約束したことや、4月に日清間で日清揃っての朝鮮からの撤兵を約した天津条約が結ばれたことで一応の終息をみた。しかし、主戦論者の諭吉はこの結果を清有利とみなして不満を抱いたという。

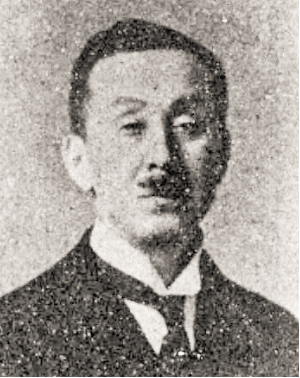
諭吉の長男・福澤一太郎。慶應義塾学頭を務めた

当時の諭吉の真意は、息子の福澤一太郎宛ての書簡（1884年12月21日）に、「朝鮮事変之実を申せバ、日本公使幷ニ日本兵ハ、十二月六日支那兵之為ニ京城を逐出され、仁川へ逃げたる訳なり。日支兵員之多寡ハあれ共、日本人が支那人ニ負けたと申ハ開闢以来初て之事なり。何れただニては不相済事ならん。和戦之分れハ、今後半月か一月中ニ公然たる事ト存候。」に窺える。

### 日清戦争の支援
明治27年（1894年）3月に日本亡命中の金玉均が朝鮮政府に上海におびき出されて暗殺される事件があり、再び日本国内の主戦論が高まった。諭吉も金玉均の死を悼み、相識の僧に法名と位牌を作らせて自家の仏壇に安置している。同年4月から5月にかけて東学党の乱鎮圧を理由に清が朝鮮への出兵を開始すると、日本政府もこれに対抗して朝鮮へ出兵し、ついに日清は開戦に至った（日清戦争）。諭吉は終始、時事新報での言論をもって熱心に政府と軍を支持して戦争遂行を激励した。
国会開設以来、政府と帝国議会は事あるごとに対立したため（建艦費否決など）、それが日本の外交力の弱さになって現れ、清にとってしばしば有利に働いた。諭吉は戦争でもその現象が生ずることを憂慮し、開戦早々に時事新報上で『日本臣民の覚悟』を発表し「官民ともに政治上の恩讐を忘れる事」「日本臣民は事の終局に至るまで慎んで政府の政略を批判すべからざる事」「人民相互に報国の義を奨励し、其美挙を称賛し、又銘々に自から堪忍すべき事」を訴えた。
また戦費の募金運動（諭吉はこれを遽金と名付けた）を積極的に行って、自身で1万円という大金を募金するとともに、三井財閥の三井八郎右衛門、三菱財閥の岩崎久弥、渋沢財閥の渋沢栄一らとともに戦費募金組織「報国会」を結成した（政府が別に5,000万円の公債募集を決定したためその際に解散した）。
この年は諭吉の還暦であったが、還暦祝いは戦勝後まで延期とし、明治28年（1895年）12月12日に改めて還暦祝いを行った。この日、諭吉は慶應義塾生徒への演説で「明治維新以来の日本の改新進歩と日清戦争の勝利によって日本の国権が大きく上昇した」と論じ、「感極まりて泣くの外なし」「長生きは可きものなり」と述べた。

### 晩年

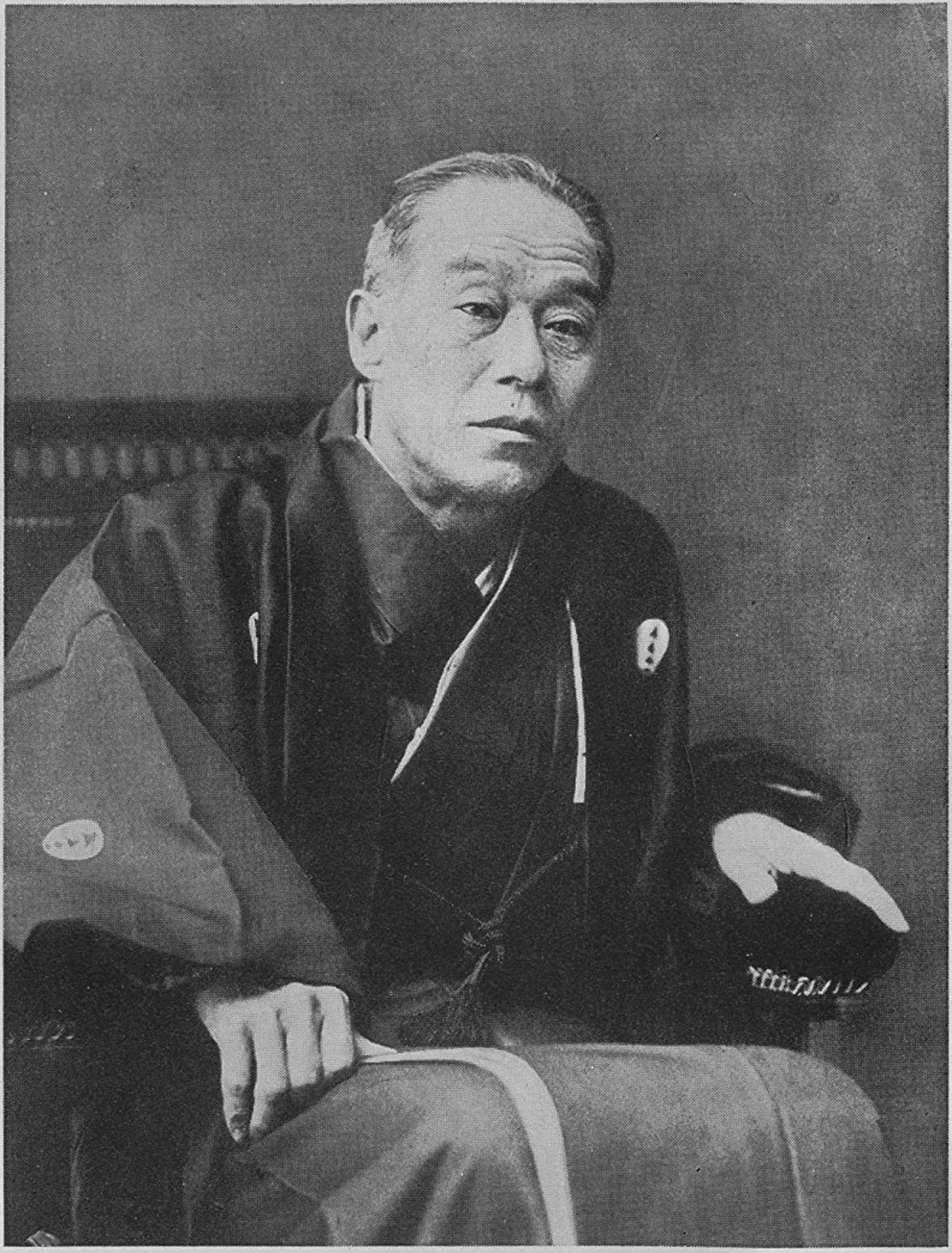
1901年（明治34年）の諭吉

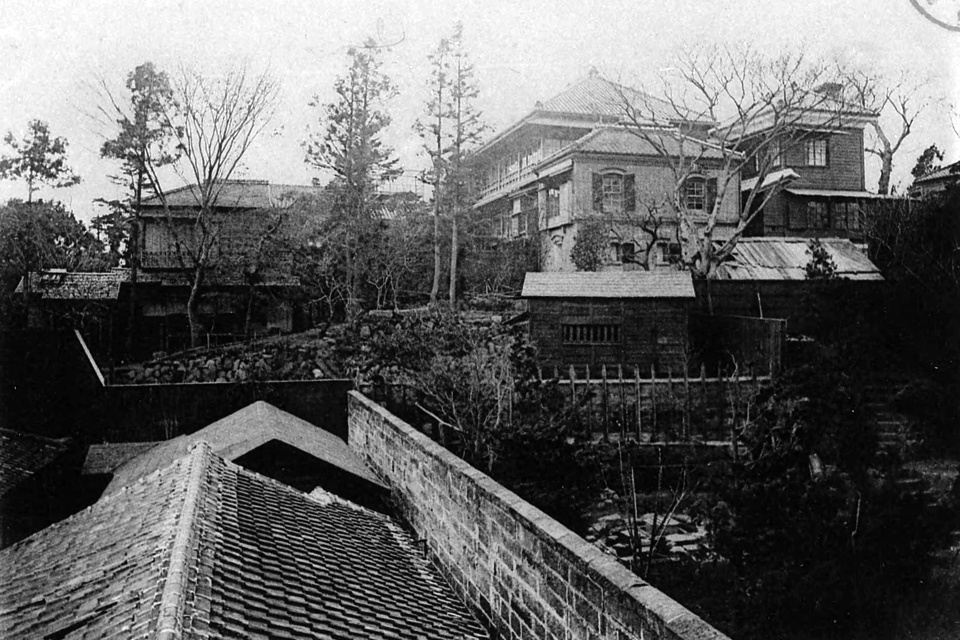
慶應義塾構内の福澤諭吉邸
（昭和20年の空襲で焼失）

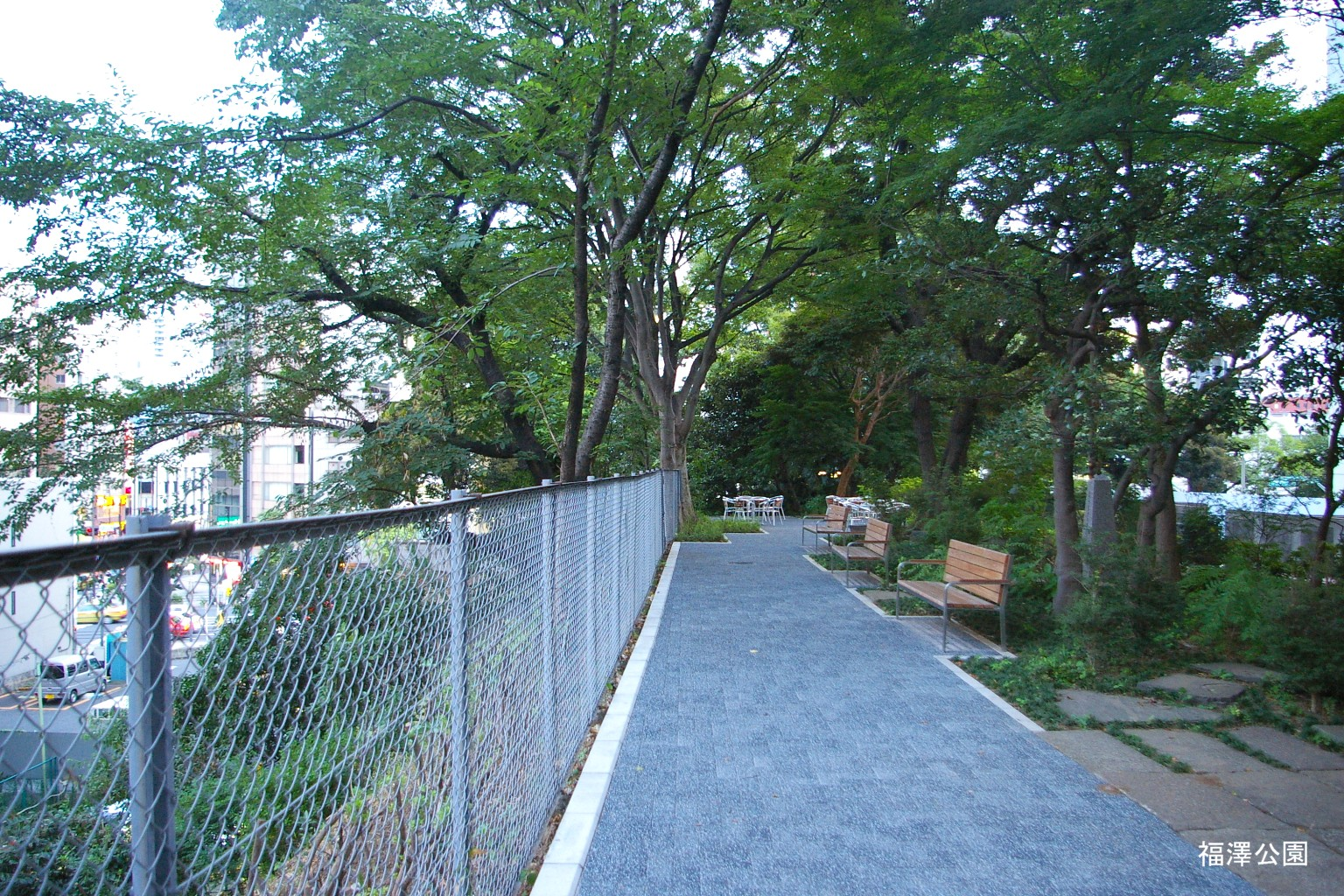
諭吉邸の跡地にある福澤公園。明治時代にはこの場所から東京湾が一望できた。

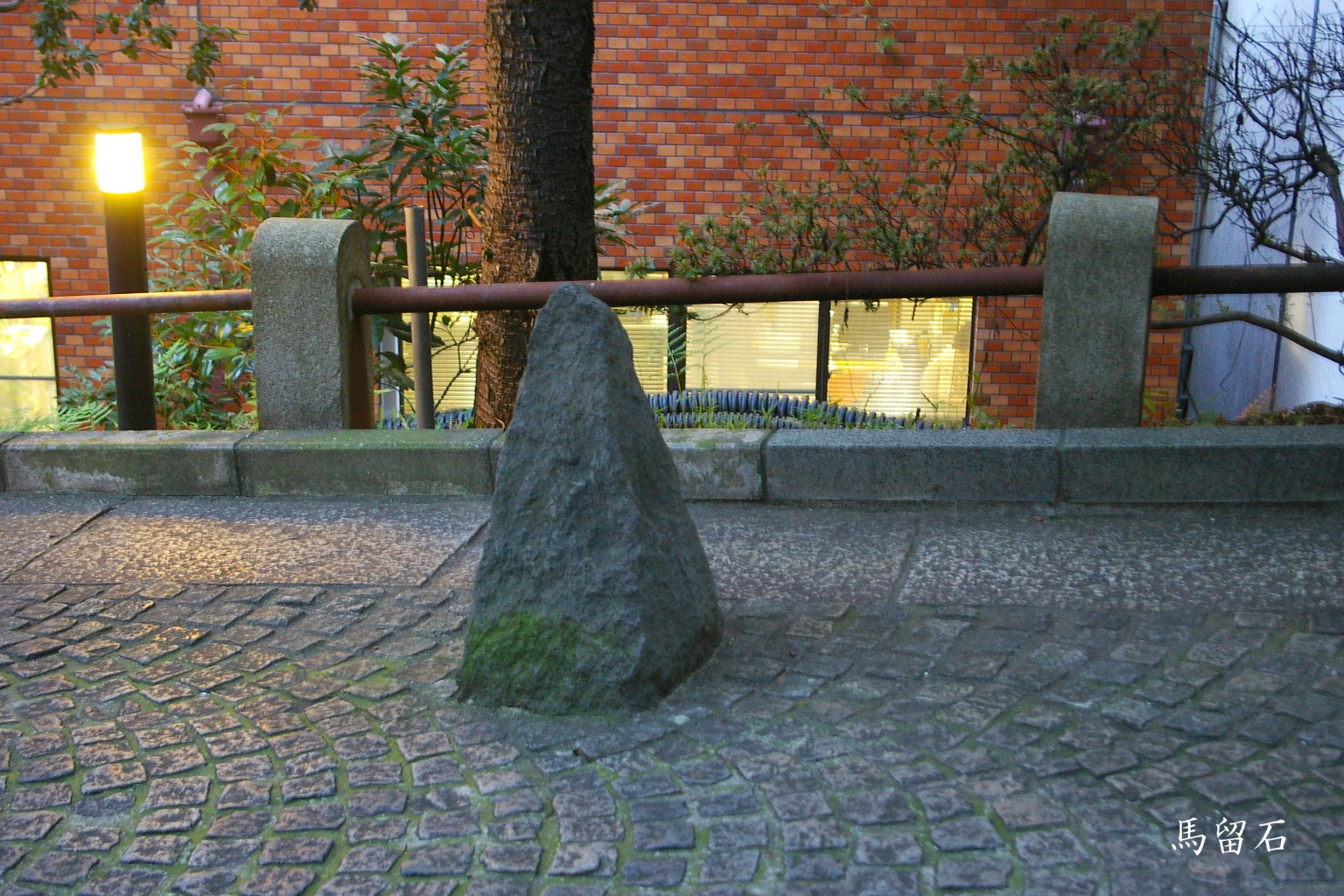
諭吉が馬を繋いだと伝えられる馬留石

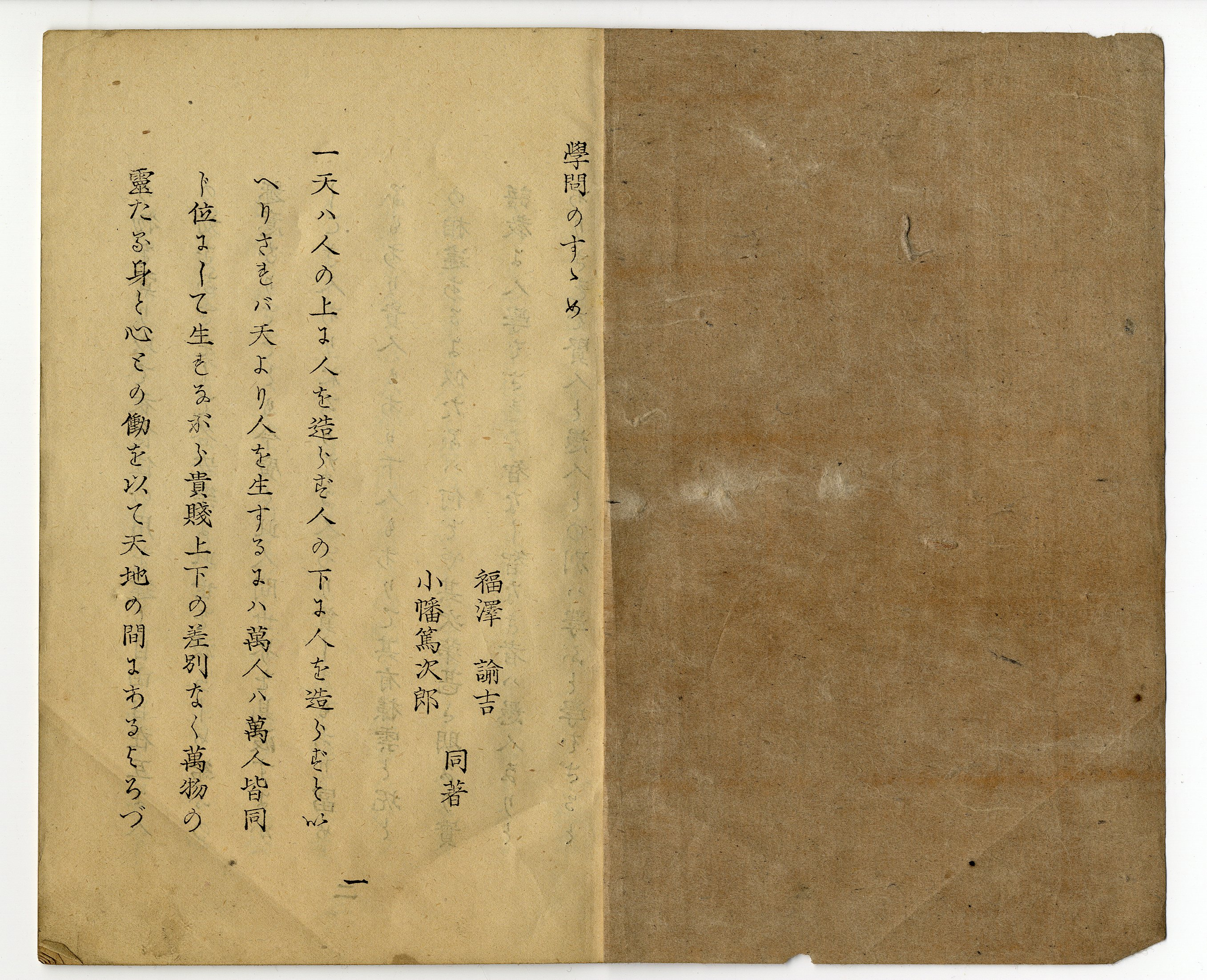
福澤諭吉・小幡篤次郎共著『学問のすゝめ』（初版、1872年）

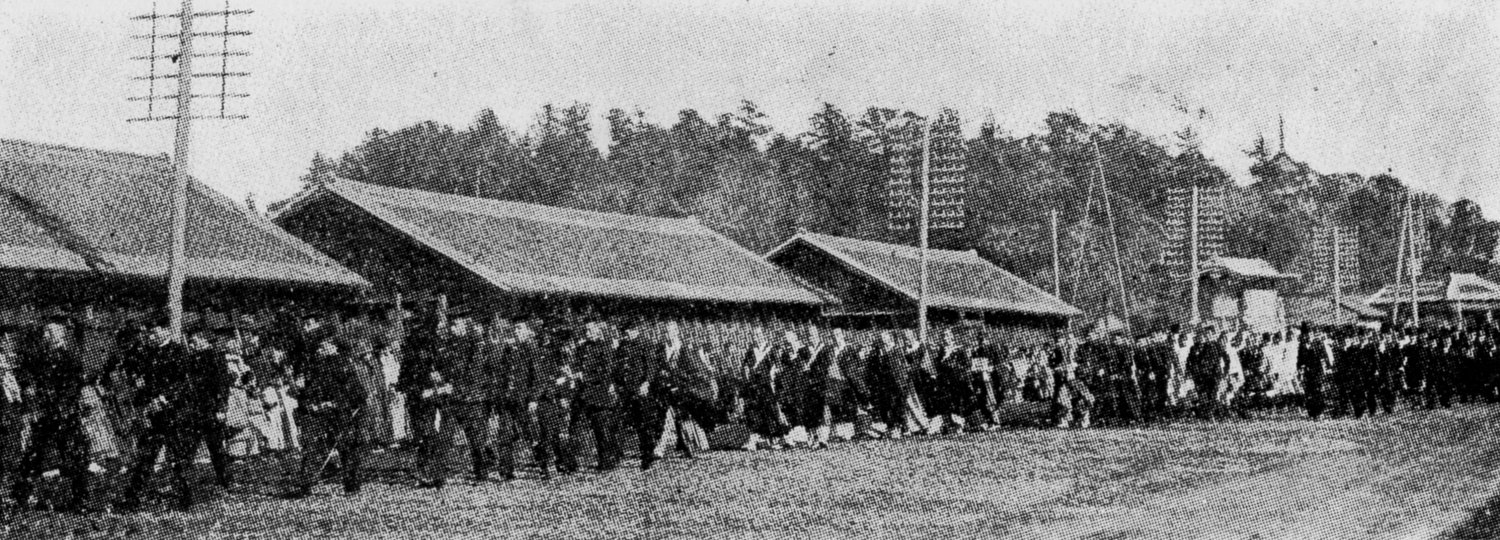
福澤諭吉の葬列

諭吉は日清戦争後の晩年にも午前に3時間から4時間、午後に2時間は勉強し、また居合や米搗きも続け、最期まで無造作な老書生といった風の生活を送ったという。このころまでには慶應義塾は大学部を設けて総生徒数が千数百人という巨大学校となっていた。また時事新報も信用の厚い大新聞となっていた。
晩年の諭吉の主な活動には海軍拡張の必要性を強調する言論を行ったり、男女道徳の一新を企図して『女大学評論 新女大学』を著したり、北里柴三郎の伝染病研究所の設立を援助したりしたことなどが挙げられる。また明治30年（1897年）8月6日に日原昌造に送った手紙の中には共産主義の台頭を憂う手紙を残している。
諭吉は明治31年（1898年）9月26日、最初に脳溢血で倒れ一時危篤に陥るも、このときには回復した。その後、慶應義塾の『修身要領』を編纂した。
しかし明治34年（1901年）1月25日、脳溢血が再発し、2月3日に東京で死去した。享年67（66歳没）。7日には衆議院が「衆議院は夙に開国の説を唱へ、力を教育に致したる福澤諭吉君の訃音に接し茲に哀悼の意を表す」という院議を決議している。8日の諭吉の葬儀では三田の自邸から麻布善福寺まで1万5,000人の会葬者が葬列に加わった。

### 年譜
- 1879年（明治12年）：東京学士会院（現：日本学士院）初代会長就任。東京府会副議長に選出されるが辞退。『民情一新』刊。
- 1880年（明治13年）：専修学校（現：専修大学）の創設に協力し、京橋区の諭吉の簿記講習所、また木挽町の明治会堂を専修学校の創立者4人に提供した。9月、慶應義塾が塾生の激減により財政難に陥ったため、諭吉は廃塾を決意するが、広く寄付を求める「慶應義塾維持法案」を11月23日に発表して、門下生たちが奔走した結果、危機を乗り切る[45]。
- 1881年（明治14年）
  - 1月23日：「慶應義塾仮憲法」を制定、引き続き諭吉が社頭となる。
  - 8月：明治十四年の政変が起き、政府要人と絶交する。上野 - 青森間の日本鉄道会社設立に助力。
- 1882年（明治15年）
  - 3月：日刊新聞『時事新報』を創刊し、不偏不党・国権皇張の理念のもと、世論を先導した。『帝室論』刊。
  - 10月21日：東京専門学校開校式に参列[46]。
- 1885年（明治18年）9月19日：英吉利法律学校開校式に参列[47]。
- 1886年（明治19年）12月11日：明治法律学校南甲賀町校舎移転開校式に参列[48]。
- 1887年（明治20年）：伊藤博文首相主催の仮装舞踏会を家事の都合を理由として欠席する。
- 1889年（明治22年）：8月、「慶應義塾規約」を制定。
- 1890年（明治23年）：1月、慶應義塾に大学部発足、文学科・理財科・法律科の3科を置く。
- 1892年（明治25年）：「伝染病研究所」を設立する（北里柴三郎が初代所長となる）。
- 1893年（明治26年）：「土筆ヶ岡養生園」を開設する。
- 1894年（明治27年）：郷里、中津の景勝・競秀峰を自然保護のため買い取る。
- 1895年（明治28年） - 30年（1897年）：箱根、京都、大阪、広島、伊勢神宮、山陽方面へ旅行に出る。
- 1898年（明治31年）
  - 5月、慶應義塾の学制を改革し、一貫教育制度を樹立、政治科を増設。
  - 9月26日、脳出血で倒れ、いったん回復。
- 1899年（明治32年）
  - 1月21日、勝海舟没。多年にわたる著訳教育の功労により、皇室から金5万円を下賜される。
  - 8月8日、再び倒れ意識不明になったが、約1時間後に意識を回復。『修身要領』完成。
- 1900年（明治33年）
  - 2月24日、三田演説会で『修身要領』を発表[49]。
  - 12月31日、翌年の幕明けにかけて慶應義塾生らと19世紀と20世紀の「世紀送迎会」を開催[50]。日本では和暦である元号と神武天皇即位紀元（通称：皇紀）が主流で、西暦・世紀の概念が普及していない中の新しい試みであった。諭吉の「独立自尊迎新世紀」という大書はこの会で最初に披露されたものと言われている[51]。
- 1901年（明治34年）
  - 1月25日、再び脳出血で倒れる。
  - 2月3日、再出血し、午後10時50分死去[52]。葬儀の際、遺族は諭吉の遺志を尊重し献花を丁寧に断ったが、盟友である大隈重信が涙ながらに持ってきた花を、福澤家は黙って受け取った。また、死によせて福地源一郎が書いた記事は会心の出来映えで、明治期でも指折りの名文とされる。爵位を断る。
  - 2月7日、衆議院において満場一致で哀悼を決議[53]。
  - 2月8日、葬儀が執り行われた。生前の考えを尊重して「塾葬」とせず、福澤家の私事とされる[54]。

### 墓
諭吉は、大学の敷地内に居を構えていたため、慶應義塾大学三田キャンパスに諭吉の終焉の地を示した石碑が設置されている（旧居の基壇の一部が今も残る）。戒名は「大観院独立自尊居士」で、麻布山善福寺にその墓がある。命日の2月3日は雪池忌（ゆきちき）と呼ばれ、塾長以下学生など多くの慶應義塾関係者が墓参する。
昭和52年（1977年）、最初の埋葬地（常光寺）から麻布善福寺へ改葬の際、諭吉の遺体がミイラ（死蝋）化して残っているのが発見された。外気と遮断され、比較的低温の地下水に浸され続けたために腐敗が進まず保存されたものと推定された。学術解剖や遺体保存の声もあったが、遺族の強い希望でそのまま荼毘にふされた。

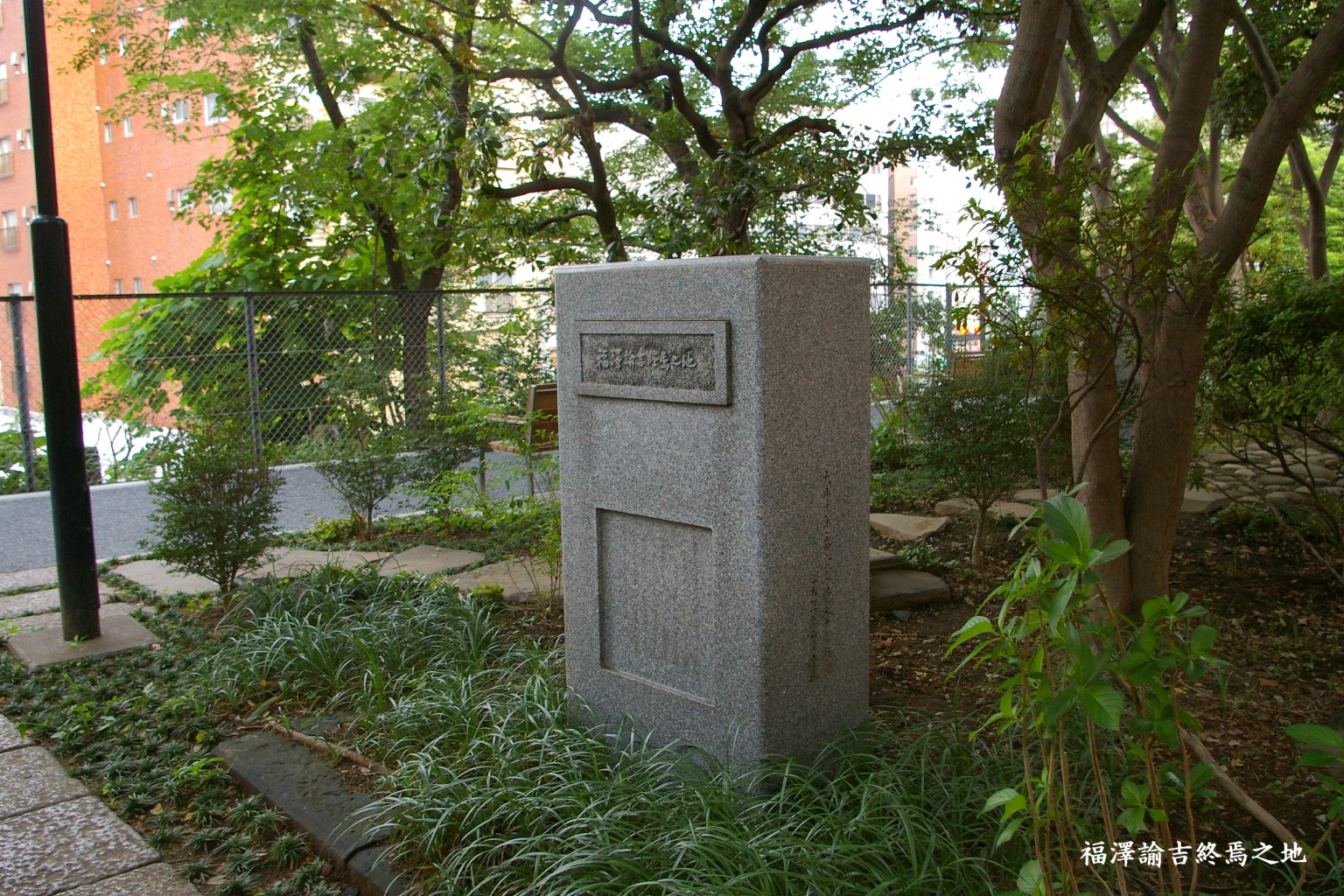
福澤諭吉終焉之地
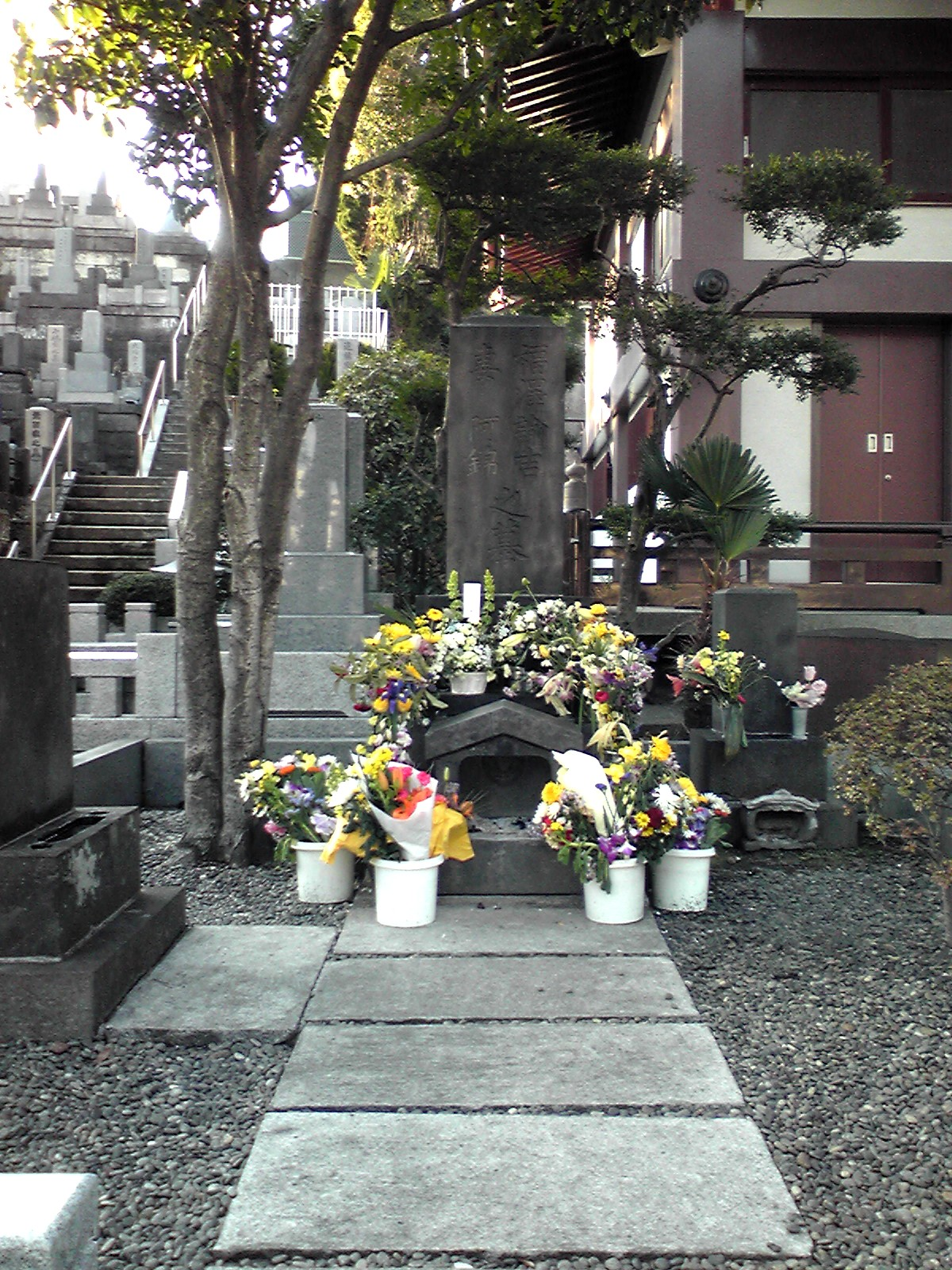
雪池忌

## 人物・思想

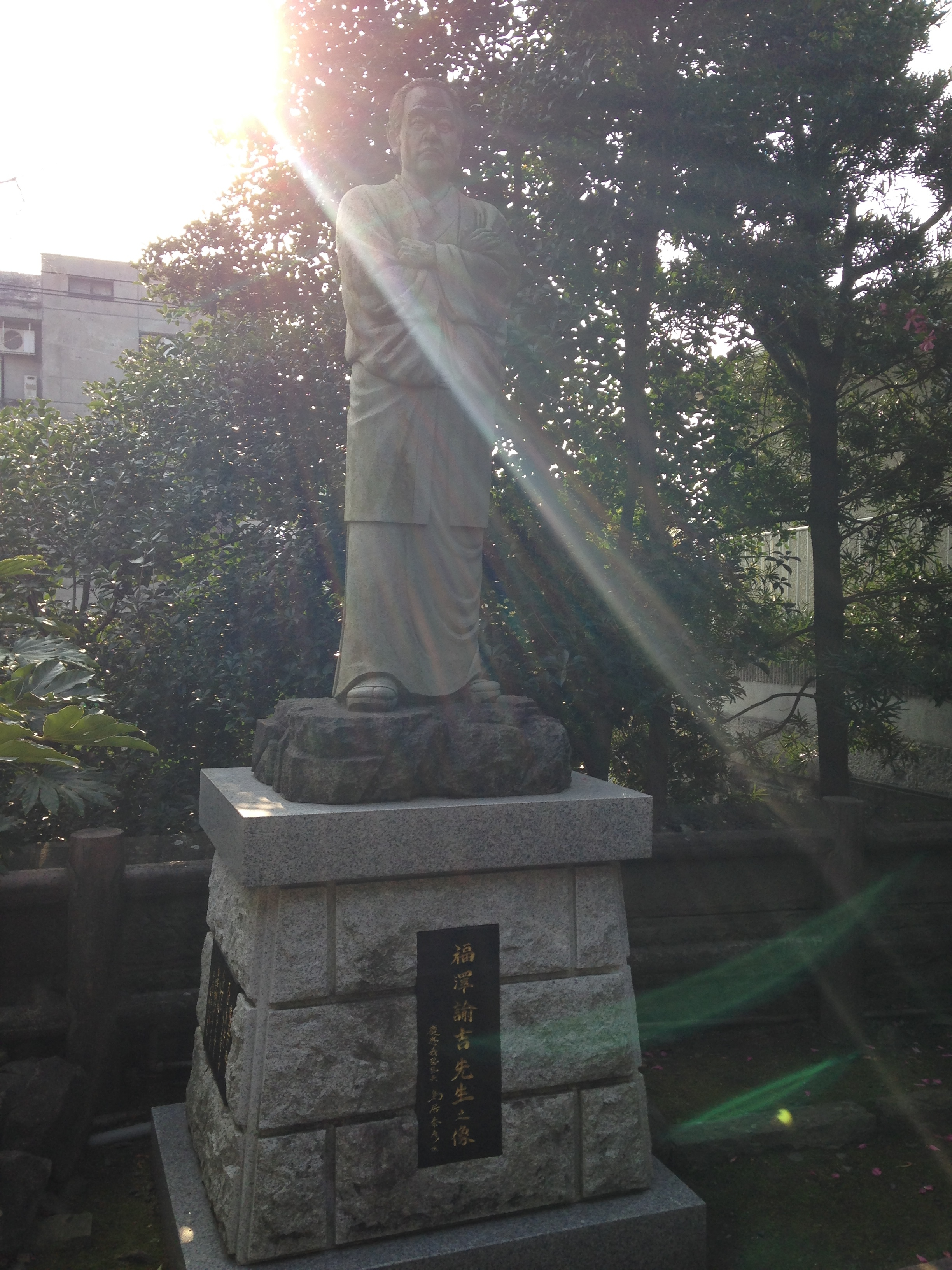
祓戸神社前にある福澤諭吉の像

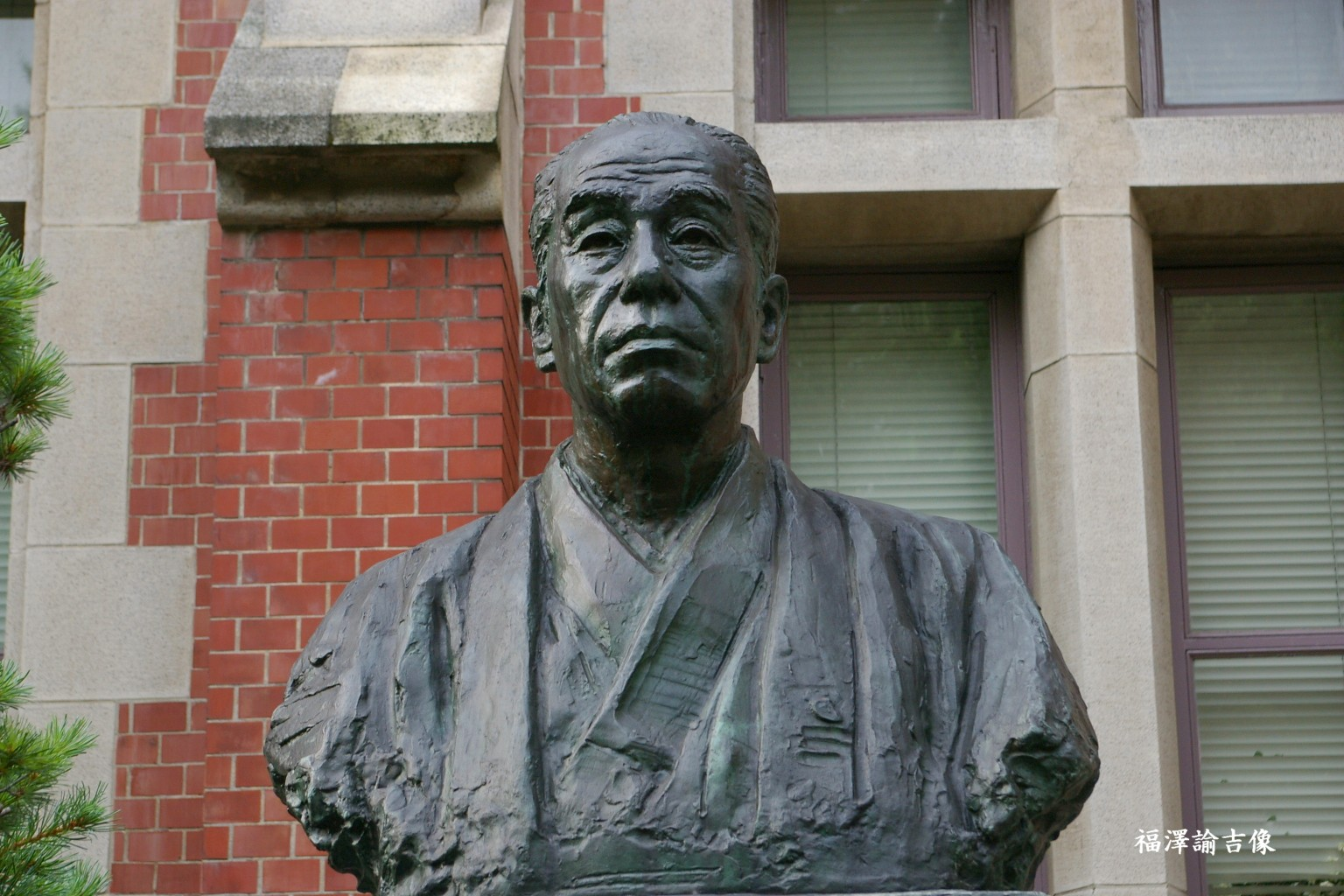
福澤諭吉像（三田）

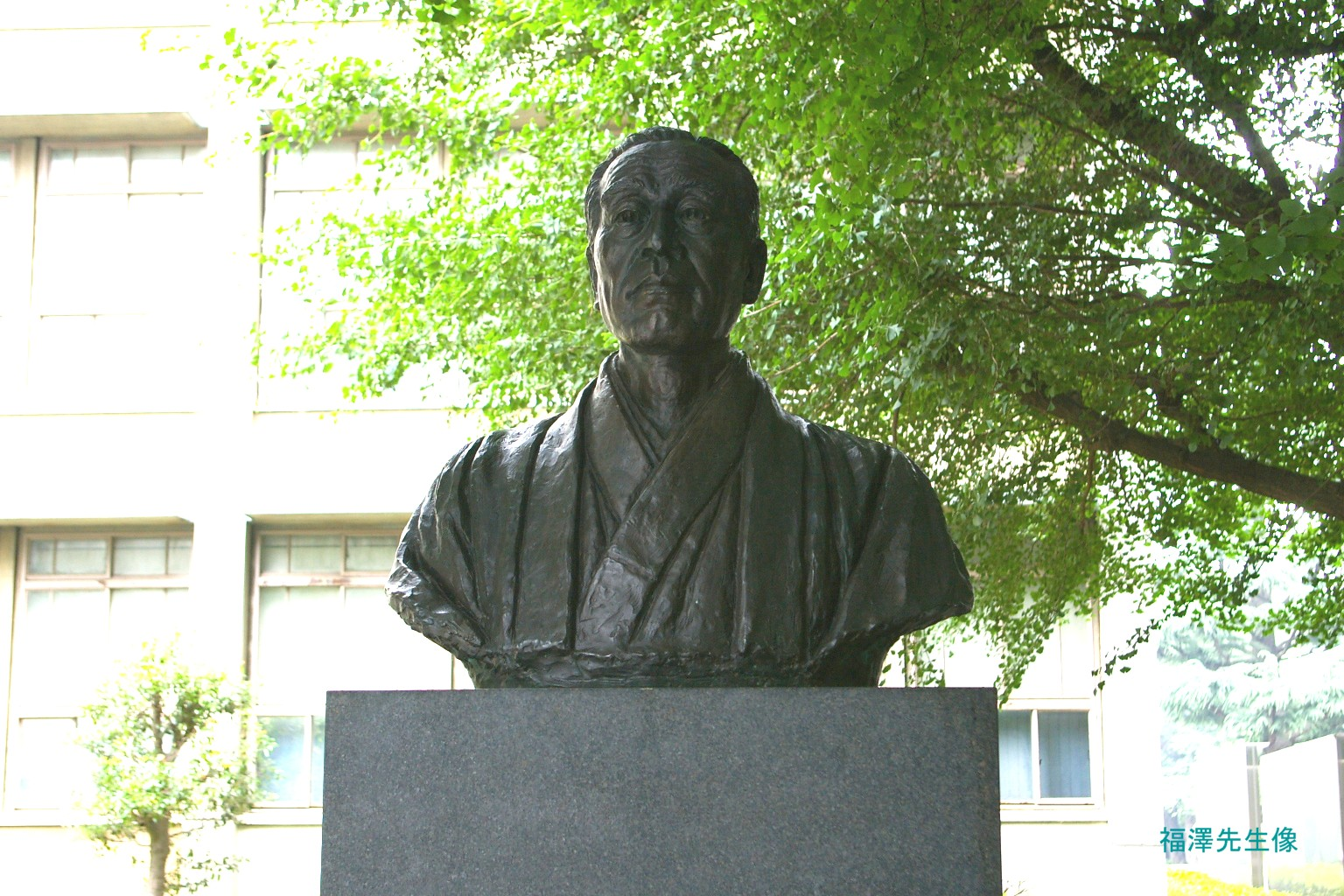
福澤諭吉像（日吉）

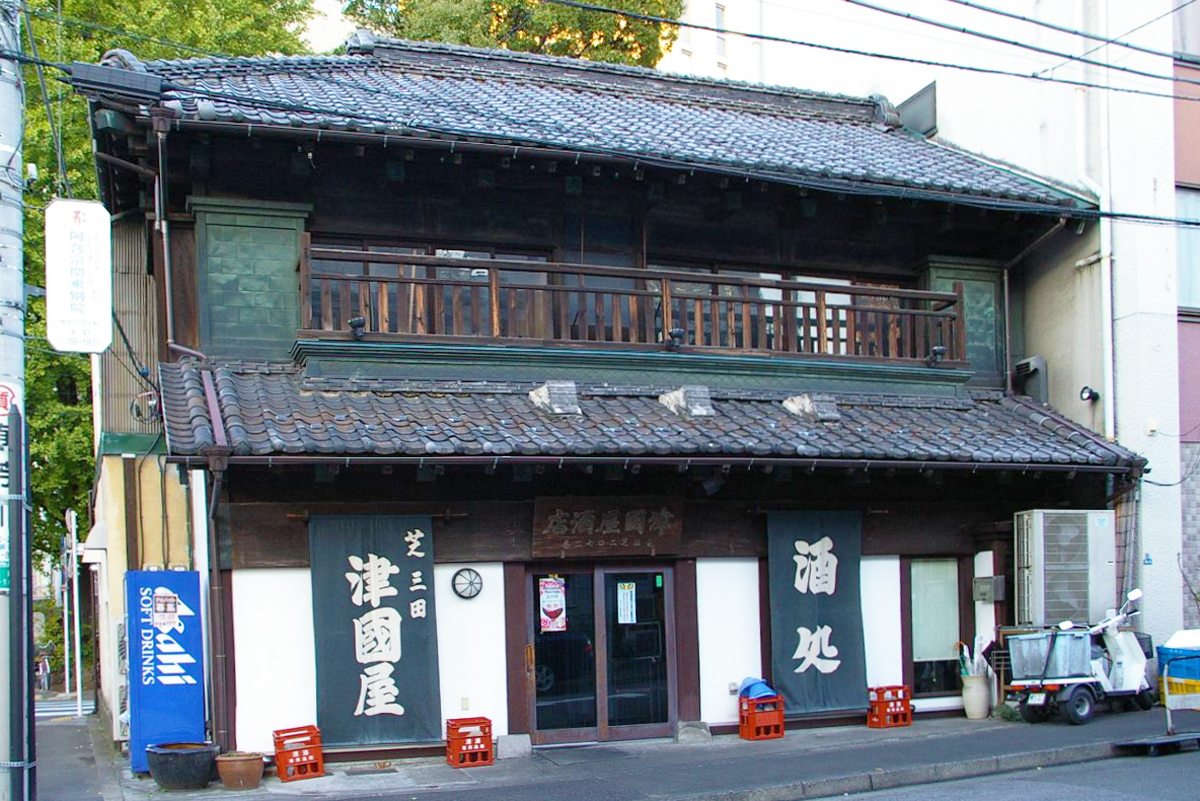
福澤馴染みの酒屋「津國屋」
三田に現存

### アジア近隣諸国や日清戦争観
諭吉は、東洋の旧習に妄執し西洋文明を拒む者を批判した。『学問のすすめ』の中で「文明の進歩は、天地の間にある有形の物にても無形の人事にても、其働の趣を詮索して真実を発明するに在り。西洋諸国民の人民が今日の文明に達したる其源を尋れば、凝の一点より出でざるものなし。之を彼の亜細亜諸州の人民が、虚誕妄説を軽信して巫蠱神仏に惑溺し、或いは所謂聖賢者（孔子など）の言を聞て一時に之に和するのみならず、万世の後に至て尚其言の範囲を脱すること能はざるものに比すれば、其品行の優劣、心勇の勇怯、固より年を同して語る可らざるなり。」と論じている。
とりわけ清や中国人の西洋化・近代化への怠慢ぶりを批判した。明治14年（1881年）には中国人は100年も前から西洋と接してきたことを前置きした上で「百年の久しき西洋の書を講ずる者もなく、西洋の器品を試用する者もなし。其改新の緩慢遅鈍、実に驚くに堪えり。」「畢竟支那人が其国の広大なるを自負して他を蔑視し、且数千年来陰陽五行の妄説に惑溺して物事の真理原則を求るの鍵を放擲したるの罪なり」と断じている。
そのような諭吉にとって日清戦争は、「日本の国権拡張のための戦争である」と同時に「西洋学と儒教の思想戦争」でもあった。諭吉は豊島沖海戦直後の明治27年（1894年）7月29日に時事新報で日清戦争について「文野の戦争」「文明開化の進歩を謀るものと其進歩を妨げんとするものの戦」と定義した。
戦勝後には山口広江に送った手紙の中で「（自分は）古学者流の役に立たぬことを説き、立国の大本はただ西洋流の文明主義に在るのみと、多年蝶々して已まなかったものの迚も生涯の中にその実境に遭うことはなかろうと思っていたのに、何ぞ料らん今眼前にこの盛事を見て、今や隣国支那朝鮮も我文明の中に包羅せんとす。畢生の愉快、実以て望外の仕合に存候」と思想戦争勝利の確信を表明した。自伝の中でも「顧みて世の中を見れば堪え難いことも多いようだが、一国全体の大勢は改進進歩の一方で、次第々々に上進して、数年の後その形に顕れたるは、日清戦争など官民一致の勝利、愉快とも難有（ありがた）いとも言いようがない。命あればこそコンナことを見聞するのだ、前に死んだ同志の朋友が不幸だ、アア見せてやりたいと、毎度私は泣きました」（『福翁自伝』、「老余の半生」）とその歓喜の念を述べている。
しかし諭吉の本来の目的は『国権論』や『内安外競論』において示されるように西洋列強の東侵阻止であり、日本の軍事力は日本一国のためだけにあるのではなく、西洋諸国から東洋諸国を保護するためにあるというものだった。そのため李氏朝鮮の金玉均などアジアの「改革派」を熱心に支援した。明治14年（1881年）6月に塾生の小泉信吉や日原昌造に送った書簡の中で諭吉は「本月初旬朝鮮人数名日本の事情視察のため渡来。其中壮年二名本塾へ入社いたし、二名共先づ拙宅にさし置、やさしく誘導致し遣居候。誠に二十余年前の自分の事を思へば同情相憐れむの念なきを不得、朝鮮人が外国留学の頭初、本塾も亦外人を入るるの発端、実に奇遇と可申、右を御縁として朝鮮人は貴賎となく毎度拙宅へ来訪、其咄を聞けば、他なし、三十年前の日本なり。何卒今後は良く附合開らける様に致度事に御座候」と書いており、朝鮮人の慶應義塾への入塾を許可し、また朝鮮人に親近感を抱きながら接していたことも分かる。

### 漢学について
諭吉は漢学を徹底的に批判した。そのため孔孟崇拝者から憎悪されたが、そのことについて諭吉は自伝の中で「私はただ漢学に不信仰で、漢学に重きを置かぬだけではない。一歩進めていわゆる腐儒の腐説を一掃してやろうと若いころから心がけていた。そこで尋常一様の洋学者・通詞などいうような者が漢学者の事を悪く言うのは当たり前の話で、あまり毒にもならぬ。ところが私はずいぶん漢学を読んでいる。読んでいながら知らぬ風をして毒々しい事をいうから憎まれずにはいられぬ」「かくまでに私が漢学を敵視したのは、今の開国の時節に古く腐れた漢説が後進少年生の脳中にわだかまっては、とても西洋の文明は国に入ることができぬと、あくまで信じて疑わず、いかにもして彼らを救い出して我が信ずるところへ導かんと、あらゆる限りの力を尽くし、私の真面目を申せば、日本国中の漢学者はみんな来い、俺が一人で相手になろうというような決心であった」とその心境を語っている。
『文明論之概略』では孔子と孟子を「古来稀有の思想家」としつつ、儒教的な「政教一致」の欠点を指摘した。『学問のすすめ』においては、孔子の時代は2000年前の野蛮草昧の時代であり、天下の人心を維持せんがために束縛する権道しかなかったが、後世に孔子を学ぶ者は時代を考慮に入れて取捨すべきであって、2000年前に行われた教をそのまま現在に行おうとする者は事物の相場を理解しない人間と批判する。また西洋の諸大家は次々と新説を唱えて人々を文明に導いているが、これは彼らが古人が確定させた説にも反駁し、世の習慣にも疑義を入れるからこそ可能なことと論じた。

### 白人至上主義
白人を絶賛する一方で黄色人種については「勉励事を為すと雖ども其才力狭くして事物の進歩甚だ遅し」と否定的であり、さらにその他の有色人種については野蛮人と評している。

### 議会政治・自由民権運動について
諭吉は明治12年（1879年）の『民情一新』の中で、「現代において国内の平和を維持する方法は権力者が長居しないで適時交替していくことであるとして、国民の投票によって権力者が変わっていくイギリスの政党政治・議会政治を大いに参考にすべし」と論じた。国会開設時期については政府内で最も強く支持されていた「漸進論に賛成する」と表明しつつ、過度に慎重な意見は「我が日本は開国二十年の間に二百年の事を成したるに非ずや。皆是れ近時文明の力を利用して然るものなり」「人民一般に智徳生じて然る後に国会を開くの説は、全一年間一日も雨天なき好天気を待て旅行を企てるものに異ならず。到底出発の期無かるべし」「今の世に在りて十二年前の王政維新を尚早しと云はざるものは、又今日国会尚早しの言を吐く可きにあらざるなり」として退けている。
ただし、諭吉は国内の闘争よりも国外に日本の国権を拡張させることをより重視し、「内安外競」「官民調和」を持論としたため、自由民権運動に興じる急進派には決して同調せず、彼らのことを「駄民権論者」「ヘコヲビ書生」と呼んで軽蔑し、その主張について「犬の吠ゆるに異ならず」と批判した。『時事小言』の中で諭吉は「政府は国会を開いて国内の安寧を図り、心を合わせて外に向かって国権を張るべきこと」を強調している。
また諭吉が明治14年（1881年）にロンドンに滞在している慶應義塾生の小泉信吉に送った手紙には「地方処々の演説、所謂ヘコヲビ書生の連中、其風俗甚だ不宜（よろしからず）、近来に至ては県官を罵倒する等は通り過ぎ、極々の極度に至ればムツヒト（＝明治天皇）云々を発言する者あるよし、実に演説も沙汰の限りにて甚だ悪しき兆候、斯くては捨置難き事と、少々づつ内談いたし居候義に御座候」と書かれており、皇室への不敬な姿勢などの自由民権論者の不作法も許しがたいものがあったようである。

### 諭吉の男女論
諭吉は、明治維新になって欧米諸国の女性解放思想をいち早く日本に紹介した。「人倫の大本は夫婦なり」として一夫多妻や妾をもつことを非難し、女性にも自由を与えなければならぬとし、女も男も同じ人間であるため、同様の教育を受ける権利があると主張した。自身の娘にも幼少より芸事を仕込み、ハインリヒ・フォン・シーボルト夫人に芸事の指導を頼んでいた。
諭吉が女性解放思想で一番影響を受けていたのがイギリスの哲学者・庶民院議員ジョン・スチュアート・ミルであり、『学問のすすめ』の中でも「今の人事に於て男子は外を努め婦人は内を治るとて其関係殆ど天然なるが如くなれども、ステュアート・ミルは婦人論を著して、万古一定動かす可らざるの此習慣を破らんことを試みたり」と彼の先駆性を称えている。
一方で農村の女子教育には大変否定的であり、女子語学学校ブームに対して「嫁しては主夫の襤褸（ぼろ）を補綴（ほてい）する貧寒女子へ英の読本を教えて後世何の益あるべきや」「農民の婦女子、貧家の女子中、稀に有為の俊才を生じ、偶然にも大に社会を益したることなきにあらざれども、こは千百人中の一にして、はなはだ稀有のこと」「狂気の沙汰」と論じている。
明治7年（1874年）に発足した慶應義塾幼稚舎が、同10年（1877年）以降しばらくの間、男女をともに教育した例があり、これは近代化以降の日本の教育における男女教育のいち早い希有なことであった。なお、明治民法の家族法の草案段階は、諭吉の男女同等論に近いものであったり諭吉もそれを支持したが、士族系の反対があったため家父長制のものに書き換えられた。旧民法（明治23年法律第28号、第98号）をめぐる民法典論争では法典公布前から政府による民商両法典の拙速主義を批判し、延期派の論陣を張っている。
『時事新報』1885年6月4日-6月12日、7月7日-7月17日に「日本婦人論」を発表、後編は8月刊、前編は当時刊行されなかった。

### 著作の方針と著作権
世俗主義であった親鸞を参考に、「俗文主義」として当時としては平易な文章を使うように心がけていた。
出版物の管理と販売の権利は作者に独占させるというイギリスの版権思想を日本に持ち込み、明治元年（1868年）の10月に新政府へ海賊版の取り締まりを求める願書を提出、翌年の5月13日に、版権思想に基づいた出版条例の公布を実現させた。これにより、それ以前は有識者の仲間内で判断されていた著作権の最終判断が司法の場に持ち込まれることになる。また諭吉は並行して明治2年（1869年）の11月に出版業界に参入し、「福澤屋諭吉」という出版社を自ら作り、明治6年（1873年）3月には、日柳政朔の著作『啓蒙天地文』に自著の『啓蒙手習之文』からの無断引用があったとして非難を行った。当時は出版会社が著作物の権利を握り、盗作が発生しても作者への金銭的被害が皆無であったことから、東京日々新聞のように日柳を擁護するメディアが多数であったが、諭吉のこうした活動は、文章の無断引用は違法行為であるとの認識を社会に浸透させるきっかけの一つとなった。

### 私生活
文久元年（1861年）、中津藩士江戸定府の土岐太郎八の次女・錦と結婚し、四男五女の9人の子どもをもうけた。松山棟庵によると、諭吉は結婚前にも後にも妻以外の婦人に一度も接したことがなかったという。

或時先生にお話すると「左樣か、性來の健󠄁康の外に別段人と異つた所󠄁もないが唯一つの心當りと云ふのは、子供の前󠄁でも話されぬ事だが、私は妻を貰ふ前󠄁にも後にも、未だ嘗て一度も婦󠄁人に接した事がない、隨分󠄁方々を流浪して居るし、緖方塾に居た時は放蕩者󠄁等を、引ずつて來るために不潔󠄁な所󠄁に行つた事もあるが、金玉の身體をむざ／＼汚す樣な機會をつくらぬのだ」と先生は噓をつく方ではない、先生の御夫婦󠄁ほど純潔󠄁な結合が、今の世界に幾人あるだらう

### 居合の達人
諭吉は、若年のころより立身新流居合の稽古を積み、成人のころに免許皆伝を得た達人であった。ただし、諭吉は急速な欧米思想流入を嫌う者から幾度となく暗殺されそうになっているが、斬り合うことなく逃げている。無論、逃げることは最も安全な護身術であるが、諭吉自身、居合はあくまでも求道の手段として殺傷を目的としていなかったようであり、同じく剣の達人と言われながら生涯人を斬ったことがなかった勝海舟や山岡鉄舟の思想との共通性が窺える。
晩年まで健康のためと称し、居合の形稽古に明け暮れていた。医学者の土屋雅春は、諭吉の死因の一つに「居合のやりすぎ」を挙げている。晩年まで一日千本以上抜いて居合日記をつけており、これでは逆に健康を害すると分析されている。
明治中期に武術ブームが起こると、人前で居合を語ったり剣技を見せたりすることは一切なくなり、一時期「居合刀はすっかり奥にしまいこんで」いた。流行り物に対してシニカルな一面も窺える。

### 諭吉と勝海舟
諭吉は、勝海舟の批判者であり続けた。戊辰戦争の折に清水港に停泊中の脱走艦隊の1隻である咸臨丸の船員が新政府軍と交戦し徳川方の戦死者が放置された件（清水次郎長が埋葬し男を上げた意味でも有名）で、明治になってから戦死者の慰霊の石碑が清水の清見寺内に立てられるが、諭吉は家族旅行で清水に遊びこの石碑の碑文を書いた男が榎本武揚と銘記され、その内容が「食人之食者死人之事（人の食（禄）を食む者は人の事に死す。即ち徳川に仕える者は徳川家のために死すという意味）」を見ると激怒したという。
『瘠我慢の説』という公開書簡によって、海舟と榎本武揚（ともに旧幕臣でありながら明治政府に仕えた）を理路整然と、古今の引用を引きながら、相手の立場を理解していると公平な立場を強調しながら、容赦なく批判している。なお諭吉は海舟に借金の申し入れをしてこれを断られたことがある。当時慶應義塾の経営は西南戦争の影響で旧薩摩藩学生の退学などもあり思わしくなく、旧幕臣に比較的簡単に分け隔てなく融通していた海舟に援助を求めた。しかし海舟は諭吉が政府から払い下げられた1万4000坪におよぶ広大な三田の良地を保有していることを知っていたため、土地を売却してもなお（慶應義塾の経営に）足りなかったら相談に乗ると答えたが、諭吉は三田の土地を非常に気に入っていたため売却していない。瘠我慢の説発表はこのあとのことである。また、『福翁自伝』で諭吉は借金について以下のように語っている。

「私の流儀にすれば金がなければ使わない、有っても無駄に使わない、多く使うも、少なく使うも、一切世間の人のお世話に相成らぬ、使いたくなければ使わぬ、使いたければ使う、嘗（かつ）て人に相談しようとも思わなければ、人に喙（くちばし）を容れさせようとも思わぬ、貧富苦楽共に独立独歩、ドンなことがあっても、一寸でも困ったなんて泣き言を言わずに何時も悠々としているから、凡俗世界ではその様子を見て、コリャ何でも金持だと測量する人もありましょう。」

海舟も諭吉と同様に身なりにはあまり気を遣わない方であったが、よく軽口を叩く癖があった。ある日、上野精養軒の明六社へ尻端折り姿に蝙蝠傘をついて現れた海舟が「俺に軍艦3隻ほど貸さないか？日本が貧乏になってきたからシナに強盗でもしに行こうと思う。向こうからやかましく言ってきたら、あいつは頭がおかしいから構うなと言ってやればいい。思いっきり儲けてくるよ。ねえ福澤さん、儲けたらちっとあげます」と言ってからかったという。
しかし、海舟は諭吉のことを学者として一目置いており、自分が学んだ佐久間象山の息子の佐久間恪二郎や、徳川慶喜の十男で養子の勝精を慶應義塾に入学させるなど面倒見のよい一面もあった。

### 西洋医学
土屋雅春の『医者のみた福澤諭吉』（中央公論社、中公新書）や桜井邦朋の『福沢諭吉の「科學のススメ」』（祥伝社）によれば、諭吉と西洋医学との関係は深く、以下のような業績が残されている。

#### 『蘭学事始』の出版
杉田玄白が記した『蘭東事始』の写本を、諭吉の友人・神田孝平が偶然に発見した。そこで、杉田玄白の4世の孫である杉田廉卿の許可を得て、諭吉の序文を附して、明治2年（1869年）に『蘭学事始』として出版した。さらに明治23年（1890年）4月1日には、再版を「蘭学事始再版序」を附して日本医学会総会の機会に出版している。

#### 北里柴三郎への支援

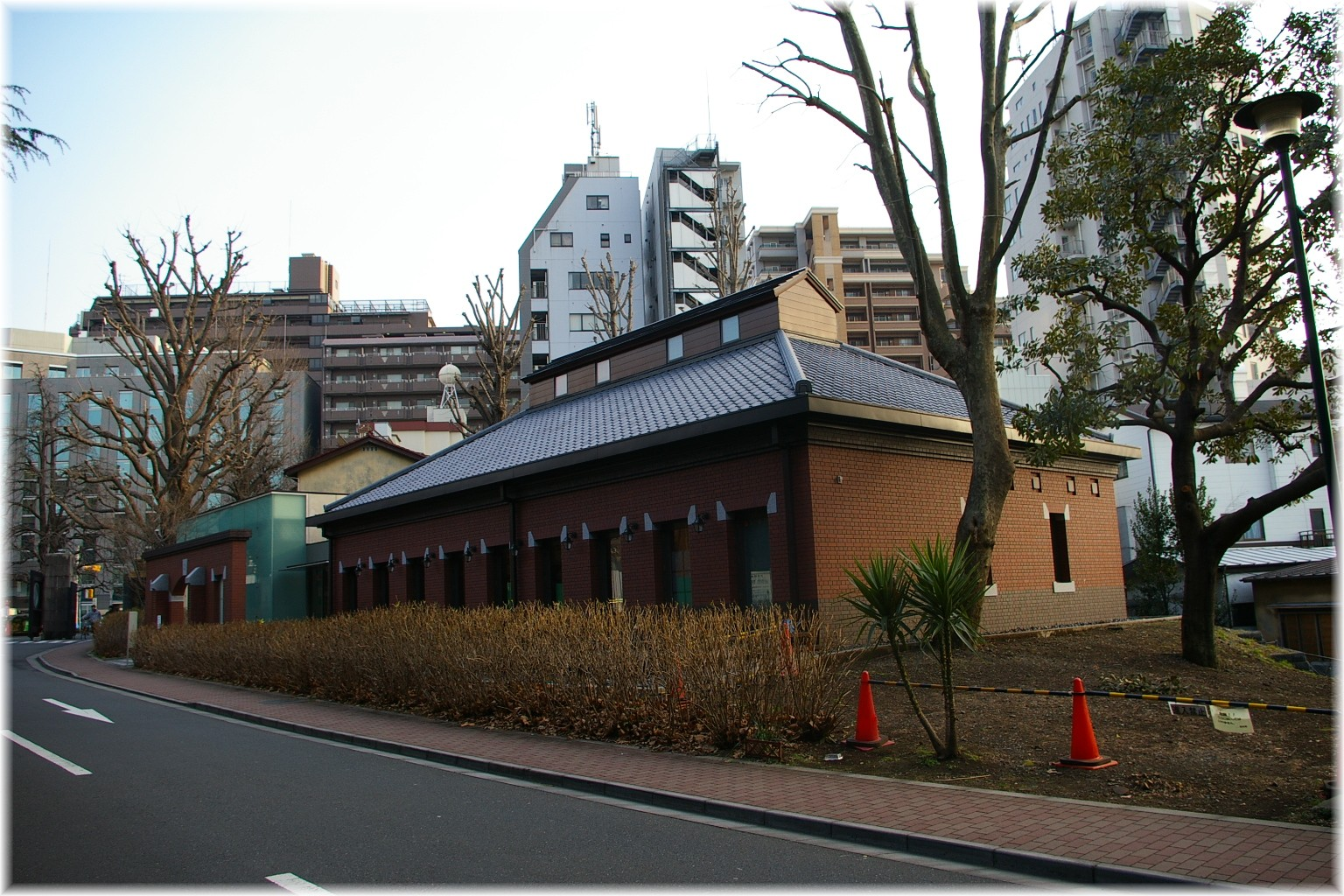
伝染病研究所の外観を再現した近代医科学記念館（東京大学医科学研究所内）

明治25年（1892年）10月、ドイツ留学から帰国した北里柴三郎のために、福澤諭吉は東京柴山内に「伝染病研究所」（伝研）を設立し、北里を所長に迎えた。その後、伝研は同年11月、大日本私立衛生会に移管され、年間3600円の支援を受けた。明治27年（1894年）には、伝研は芝愛宕町に移転したが、その時、近隣住民から反対運動が起こった。そこで、福澤諭吉は次男・捨次郎の新居を伝研の隣りに作り、伝研が危険でないことを示して、北里柴三郎の研究をサポートした。明治32年（1899年）に伝研が国に移管されると、北里は伝研の所長を辞任し、諭吉と長與專齋と森村市左衛門とが創設した「土筆ヶ岡養生園」に移った。

#### 慶應義塾医学所の創設
明治3年（1870年）、慶應義塾の塾生前田政四郎のために、諭吉が英国式の医学所の開設を決定した。そして明治6年（1873年）、慶應義塾内に「慶應義塾医学所」を開設した。所長は慶應義塾出身の医師松山棟庵が就任した。また、杉田玄端を呼んで尊王舎を医学訓練の場所とした。なお、明治13年（1880年）6月、慶應義塾医学所は経営上の理由により閉鎖されることになった。
しかし、諭吉の死後15年たった大正5年（1916年）12月27日、慶應義塾大学部に医学科の創設が許可され、大正6年（1917年）3月、医学科予科1年生の募集を開始し、学長として北里柴三郎が就任することになった。

### その他

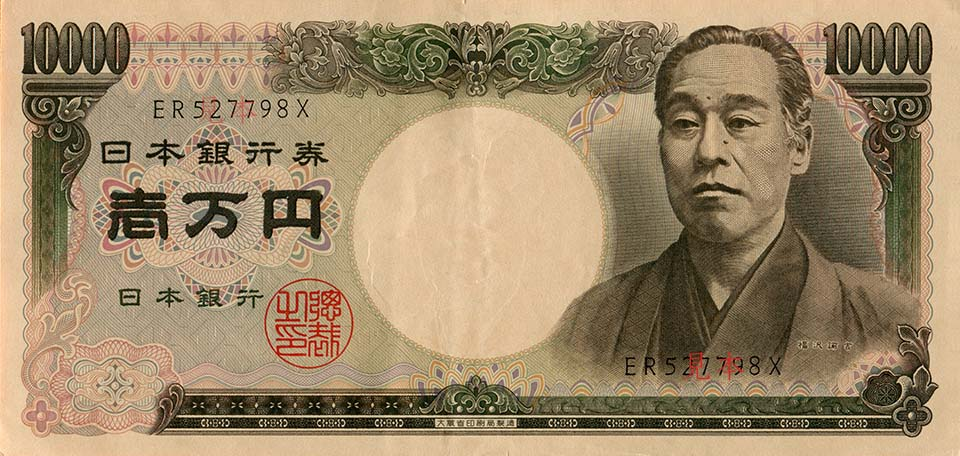
D壱万円券

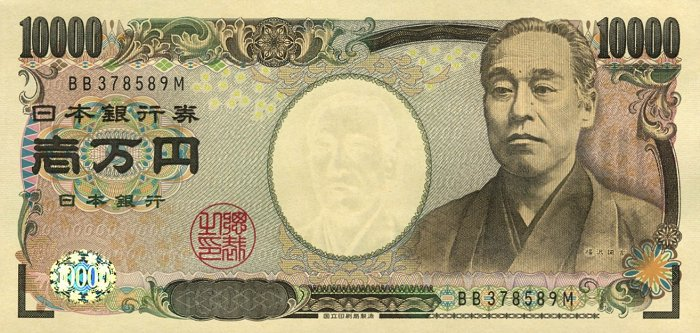
E壱万円券

- 同世代の思想家を挙げると、橋本左内とは同年代、坂本龍馬は一つ年下、高杉晋作は五つ年下、吉田松陰で四つ年上。これら幕末の人物と同世代であるというイメージが世間一般ではすらりと出にくいとされる[83]。
- 同時代の思想家で最も共通しているといわれているのは横井小楠で、小楠が唱えた天意自然の理に従うという理神論「天の思想」と諭吉の人生観が合致するとされている[84]。
- 文久3年（1863年）の春ごろから『姓名録』（『慶應義塾入社帳』29冊現存）をつけ始め、入塾者を記録し始めた。これ以前およびのちの数年の正確な入塾者については明らかになっていない。
- 『福翁自伝』には万延元年（1860年）5月から文久元年（1861年）12月までと、元治元年（1864年）10月から慶応3年（1867年）1月までの二つの重要な幕末の時期について言及がない。どうやら元治年間以降については、徳川慶喜を頂点としつつ大鳥圭介・小栗忠順・太田黒伴雄らを与党とする実学派（公武合体派）の人々と連携して、長州の久坂玄瑞や高杉晋作をはじめ、尊王攘夷派に対抗する活動に従事していたと分析されている[85]。
- 第二次長州征伐では、徹底的に長州藩を討つべしと幕府に建言し、「尊王攘夷」などというものは長州のいい加減な口実で、世を乱すものにすぎないと進言した[86]。しかしこれは諭吉が彼らが強硬な攘夷論者で鎖国体制に戻すつもりだと思っていたためである。諭吉は徳川幕府にも西洋文明国を模範とした根本的改革を実施する意思があるように見えないと感じていたため早晩幕府を打倒せねばならぬと考えていたが、それに取って代わるのが鎖国主義政権では西洋化の立国がさらに危うくなると考えていた[87]。ところが諭吉が攘夷主義と思っていた新政府は果断なる開国主義を採用したので、諭吉もこれに驚いた。そして明治政府の進歩性を認めるにおよんで民間から啓蒙運動を行って明治政府に協力することにしたのであった[88]。
- 諭吉の著書には、しばしば儒学者の荻生徂徠が出てくるが、思想には影響を受けた大儒であってもやはり漢学者には心酔者が多いのでだめであると論じた[83]。
- 文明の本質を「人間交際」にあると考えており、多様な要素の共存が文明の原動力だとし、これを自身の哲学の中心に据えた[89]。
- 期待していた水戸藩が維新前に水戸学の立原翠軒派と藤田幽谷派の内ゲバや天狗党で分裂してしまったことを例に挙げ、学問や政治の宗教化を厳しく批判し、その他宗教的なものは一切認めないと論じた[90]。
- 徳川家康を「奸計の甚しきものを云ふ可し」と論じ、豊臣秀吉を高く評価した[91]。
- 細川潤次郎が邸宅に赴いた際、諭吉が国家に尽くした功績を政府が褒めるよう政府の学校の世話をすることを求められたのに対して「褒めるの褒められぬのと全体そりゃなんのことだ。人間が当たり前の仕事をしているのに何の不思議もない。車屋は車を引き、豆腐屋は豆腐をこしらえる、書生は書を読むというのは人間当たり前の仕事をしているのだ」として「学者を誉めるなら豆腐屋も誉めろ」といったという[92]。
- 明治政府内では大鳥圭介と後藤象二郎びいきで、「相撲や役者のように政治家にも贔屓というものがありますが、私は後藤さんが大の贔屓なのです」と語り、諭吉邸から歩いて20分ほどの距離にあった後藤の屋敷（現在の高輪プリンスホテル周辺）には頻繁に行き来していた。大鳥に関しては適塾時代からの友人で、『痩我慢の説』でも大鳥は批判されていなかった。
- 立憲改進党が結党式を挙行する際に京橋の明治会堂を大隈重信に会場として貸し出したことがある。このように、後輩思いで頼まれるとなかなか断れないというお人好しな面が強かったようである[93]。
- 「天は人の上に人を造らず、人の下に人を造らず」は諭吉の言と誤解されることが多いが、学問のスゝメ冒頭には「天は人の上に人を造らず、人の下に人を造らずと言えり（言われている）」と書かれており、正しくは諭吉の言ではない。出典は諸説あるが、トーマス・ジェファーソンによって起草されたといわれるアメリカの独立宣言の一節を意訳したものというのが有力説である[94]。
- イギリスの政治体制を最も理想的な政治体制と考えており、日本の最終到着点もそこであると考えていた。イギリス議会人の代表的人物ウィリアム・グラッドストンを深く尊敬していた[95]。諭吉はしばしば、伊藤博文ら保守派が尊敬するビスマルクを「官憲主義」、グラッドストンを「民主主義」として対比して論じた[96]。1897年にグラッドストンが死去した際には『時事新報』にその死を悼む文章を載せている。その中で諭吉は、グラッドストン翁がアイルランド自治を訴えたり、アメリカ人を友視したりしたのは、翁の目的がアングロ・サクソン人の喜びにあったためであるとし、さらに深くその意義を考えると翁の真の目的は文明進歩の一点だったとする。世界に文明を広めて人類の幸福を増す大事業はアングロサクソン人種の力によるところが最も大きいと考えていた翁は、文明進歩のためにアングロサクソン人に重きをなしていたと考えられるからというのがその理由であった。また翁がヴィクトリア女王から爵位を受けとらず生涯平民で通したことも「高節清操」と高く評価した[95]。
- 緒方洪庵のほかに自伝でも触れられている英雄の一人が江川太郎左衛門英竜（江川英龍）で、寒中袷一枚で過ごしているのを聞いて自分も真似たという[97]。
- 『時事新報』は、明治21年（1888年）3月23日、日本で初めて新聞紙上に天気予報を掲載した。晴れや雨を表すイラストは現在の天気予報で使用されているお天気マークの元祖である[98]。
- 『西洋旅案内』は外国為替や近代的な保険制度について書かれた日本最初の文献である。
- 明治3年（1870年）5月中旬、発疹チフスを患うと、元福井藩主・松平春嶽公が所有していたアンモニア吸収式冷凍機を借用。大学東校の宇都宮三郎の下で、我が国で初めて機械によって氷を製造した[99]。
- 『文明論之概略』は新井白石の『読史余論』から影響を受けており、維新の動乱の最中、程度の高い成人向けに「なかんずく儒教流の故老に訴えてその賛成をうる」ことを目的とし、西郷南州なども通読したることになった[100]。
- 諭吉の代表的な言葉で戒名にも用いられた言葉が「独立自尊」である。その意味は「心身の独立を全うし、自らその身を尊重して、人たるの品位を辱めざるもの、之を独立自尊の人と云ふ」（『修身要領』第二条）。
- 晩年の自伝である『福翁自伝』において、適塾の有様について「塾風は不規則と云（い）わんか不整頓と云わんか乱暴狼藉、丸で物事に無頓着（むとんじやく）。その無頓着の極（きょく）は世間で云うように潔不潔、汚ないと云うことを気に止めない」と記している[101]。
- ベストセラーになった『西洋事情』や『文明論之概略』などの著作を発表し、明治維新後の日本が中華思想・儒教精神から脱却して西洋文明をより積極的に受け入れる流れを作った（脱亜思想）。
- 『時事新報』に「兵論」という社説を寄稿し、官民調和の基で増税による軍備拡張論を主張した[102]。
- 上記の通り家柄がものをいう封建制度を「親の敵（かたき）」と激しく嫌悪した。その怒りの矛先は幕府だけでなく、依然として中華思想からなる冊封体制を維持していた清や李氏朝鮮の支配層にも向けられた。一方で、榎本や海舟のように、旧幕臣でありながら新政府でも要職に就く姿勢を「オポチュニスト」と徹底的に批判する一面もある（『瘠我慢の説』）。
- 諭吉は幼少期より酒を嗜み、月代を剃るのを嫌がるのを母親が酒を飲ますことを条件に我慢させたという[103]。適塾時代に禁酒を試みたが、親友の丹後宮津藩士・高橋順益から、「君の辛抱はエライ。能くも続く。見上げて遣るぞ。所が凡そ人間の習慣は、仮令（たと）い悪い事でも頓に禁ずることは宜しくない。到底出来ない事だから、君がいよ／＼禁酒と決心したらば、酒の代りに烟草（タバコ）を始めろ。何か一方に楽しみが無くては叶わぬ」と煙草を勧められ喫煙者になってしまい、禁酒にも失敗して「一箇月の大馬鹿をして酒と烟草と両刀遣いに成り果て」る結果に終わった[104]。三田の酒屋津國屋をひいきの店とし、自ら赴き酒を購入することもあった。
- 適塾時代に覚えた煙草を晩年まで好み、太いキセルで煙草をふかしたことから、塾生からは「海賊の親分」との愛称を貰っていたようである[105]。
- 宗教については淡白で、晩年の自伝『福翁自伝』において、「幼少の時から神様が怖いだの仏様が難有（ありがた）いだのということは一寸（ちよい）ともない。卜筮呪詛（うらないまじない）一切不信仰で、狐狸（きつねたぬき）が付くというようなことは初めから馬鹿にして少しも信じない。子供ながらも精神は誠にカラリとしたものでした」と述べている[106]。
- 銀行、特に中央銀行の考え方を日本に伝えた人物で、日本銀行の設立に注力している。
- 会計学の基礎となる複式簿記を日本に紹介した人物でもある。借方貸方という語は諭吉の訳によるもの。
- 日本に近代保険制度を紹介した。諭吉は『西洋旅案内』の中で「災難請合の事-インスアランス-」という表現を使い、生涯請合（生命保険）、火災請合（火災保険）、海上請合（海上保険）の三種の災難請合について説いている。
- 日本銀行券D号1万円札、E号1万円札の肖像に使用されている[6]。そのせいか、「諭吉」が一万円札の代名詞として使われることもある。
- 日本銀行券が2024年に現行のF号になるまで「最高額紙幣の人」としても知られていたが、昭和59年（1984年）11月1日の新紙幣発行に際して、最初の大蔵省（現：財務省）理財局の案では、十万円札が聖徳太子、五万円札が野口英世、一万円札が福澤諭吉となる予定だった。その後、十万円札と五万円札の発行が中止されたため、一万円札の福澤諭吉が最高額紙幣の人となった[107]。
- 慶應義塾大学をはじめとする学校法人慶應義塾の運営する学校では、創立者の諭吉のみを「福澤先生」と呼ぶ伝統があり、ほかは教員も学生も公式には「○○君」と表記される[注釈 9]。
- 批判的だった『日の出新聞』からは「法螺を福沢、嘘を諭吉」とまで謗られた（明治15年8月11日付）[108]。
- 1884年に『時事新報』で論じていた徴兵に関する見解をまとめた『全国徴兵論』を刊行した。同書の中で諭吉は、1883年の徴兵令改正を平等連帯の主義を推し進める「政府の美挙なり」と賛辞を贈った上で、徴兵は苦役であり逃れたいと思うのは当然の人情だが、一部の人のみがそれに当たるのは同国同胞の徳義において忍びない、徴兵逃れをせず平等に義務に服することが「我輩の願ってやまないところ」と述べた[109]。しかし、次男捨次郎の徴兵の際には「独りヲネストにあるも馬鹿らし」いと徴兵逃れを画策し、まんまと成功している[109]。
- 演説の最中に始終両腕を組む癖があった。三田演説館の演壇に掲げられている福澤諭吉演説像（和田英作原画、松村菊麿模写）はその様子を再現したものである。

## エピソード
- 適塾時代のエピソードには「熊の解剖」「豚の頭を貰ってきて、解剖的に脳だの眼だのよくよく調べて、散々いじくった跡を煮て食った話」などが自伝で語られており、ほかにも大坂の町人と江戸の町人の対比（大坂の町人は極めて臆病だ。江戸で喧嘩をすると野次馬が出て来て滅茶苦茶にしてしまうが、大坂では野次馬はとても出て来ない。夏のことで夕方飯を食ってブラブラ出て行く。申し合せをして市中で大喧嘩の真似をする。お互いに痛くないように大層な剣幕で大きな声で怒鳴って掴み合い打ち合うだろう。そうすると、その辺の店はバタバタ片付けて戸を締めてしもうて寂りとなる。）や「鯛の味噌漬と欺して河豚を食わせる」「禁酒から煙草」など自伝には諭吉の人物像を表すエピソードが多数記されている。
- 幼少のころから酒を好みよく飲んでいたが、この適塾時代にはかなり飲んだとされ、「書生の生活酒の悪弊」「血に交わりて赤くならず」「書生を懲らしめる」（自伝）には、恐ろしく飲んで洪庵夫妻を驚かせる、囲碁の話、茶屋の話などが記されている。塾長になり、金弐朱の収入を受けてからもほとんどを酒の代に使い、銭の乏しいときは酒屋で三合か五合買ってきて塾中で独り飲むということであった。
- あるとき酒に酔って素っ裸で塾内をうろついていると緒方夫人とばったり会ってしまった。このときのことをのちに「緒方先生の奥様の前に裸で出てしまった時の恥ずかしさは40年経っても忘れられない」と回想している。これがきっかけで「酒で失敗するのはもう御免だ」と一時的に酒を止め、10日ほどは我慢するが、同期生から「たとえ体に悪いことでも急に止めるのは良くない」と酒の代わりに煙草を薦められる。最初に吸ったときはむせてしまったが、数日で立派なヘビースモーカーとなった。結局酒も止められず、いつしか元の大酒飲みに戻っていたという。
- 禁酒はできないため節酒する決断をする。第一に朝酒を廃し、次に昼酒を禁じた。晩酌の全廃はとても行われず、次第に量を減らして穏やかになるのに3年もかかった。鯨飲の全盛は30代半ばまでの10年間だったという。
- 万延元年（1860年）、アメリカから帰国した諭吉は日本への上陸第一歩の海辺で出迎えにきた木村摂津守の家来に、「何か日本に変わったことは無いか」と尋ねた。その家来は顔色を変えて、「イヤあったともあったとも大変なことがあった」という。諭吉はそれをおしとどめて「言うてくれるな、私が当てて見せよう、大変といえば何でもこれは水戸の浪人が掃部様（大老・井伊直弼）の邸に暴れこんだというようなことではないか」（自伝）と、3月3日の桜田門外の変を正確に言い当て、家来を驚かせたことがある。もっとも、徳川斉昭の反目や安政の大獄による弾圧などで、このような事態は幕府の有識者の間では前もって分かっていたことだった。
- 経済、文明開化、動物園、また演説という表記など、和製漢語を数多く作った。自由も、著書『西洋事情』によって世間に広まった。また「福沢」と「福澤」の表記揺れがあるが、自身は文字之教端書で漢字制限を唱えていた。
- 将棋を愛好しており、森有礼、服部金太郎、芳川顕正らとともに名人小野五平の後援者であった[110]。

## 研究・評価史

### 日本における福澤研究をめぐる論争

#### 近世武士像への影響と批判
生前に家柄や門閥制度を批判し、『旧藩情』や『福翁自伝』などで盛んに喧伝した結果、明治維新後、近世の武士社会は、その成立から幕末に至るまで、流動性のない固定社会であったとみなされるようになった。これに対して、歴史家で教育学者の新見吉治が戦後に『下級士族の研究』を発表して、武士階級では新陳代謝が多く、藩によっては言語上の差別を感じさせなかった地域も存在したと疑問を呈し、歴史学者の藤井譲治も『江戸時代の官僚制』の中で、17世紀後半以降、幕府内の御家人が旗本へ家挌を上昇させる傾向が強くなったという実態を『寛政重修諸家譜』などから読み取って、福沢が広めた近世武士像が実態とは異なったものであると指摘した。実際に柳沢吉保や間部詮房、本庄宗資、大岡忠相など、近世中期までは昇進した大名や武士が存在し、後期になるにつれて世襲制によって固定化し、人材登用が声高に叫ばれるようになったことから、福沢が主張した武士像は近世後期の限定されたものであり、一般の武士社会全般に当て嵌めるのは不適切であるとされる。

#### 「脱亜論」再発見から
太平洋戦争（大東亜戦争）後、歴史学者の服部之総や遠山茂樹らによって諭吉の「脱亜論」が再発見され、その「亜細亜の悪友謝絶すべし」との文言から「福澤諭吉はアジア諸国を蔑視し、侵略を肯定したアジア蔑視者である」と批判された。丸山真男は服部之総の諭吉解釈を「論敵」としていたといわれる。
平成13年（2001年）、朝日新聞に掲載された安川寿之輔の論説「福沢諭吉 アジア蔑視広めた思想家」に、慶應義塾大学文学部卒の平山洋が反論「福沢諭吉 アジアを蔑視していたか」を掲載したことで、いわゆる「安川・平山論争」が始まった。
平山は、井田進也の文献分析を基礎に、諭吉のアジア蔑視を、『福澤諭吉傳』の著者で『時事新報』の主筆を務め、『福澤全集』を編纂した石河幹明の作為にみる。平山によれば、諭吉は支那（中国）や朝鮮政府を批判しても、民族そのものをおとしめたことはなかった。しかし、たとえば清の兵士を豚になぞらえた論説など、差別主義的内容のものは石河の論説であり、全集編纂時に諭吉のものと偽って収録したのだという。
根本的にこの問題は、平山自身や都倉武之がいうように、無署名論説の執筆者を文献学（テキストクリティーク）的に確定しないことには決着がつかない。「時事新報論説」執筆者に関する考察については、井田進也「井田メソッド」による執筆者検証も参照。
このように福澤肯定の動きは脱亜論と福澤の分離を目指していたが、2000年代になると、東アジアのナショナリズムの高まりによりネット空間を中心に脱亜論が人気を得て、逆の動きが起き始めた。さらに対立の悪化した2010年代になると右派系出版社を中心に脱亜論本が続々と出版され、福澤の肯定的評価は全く別の形で実現された。

#### 「時事新報」無署名論説
平山洋は、井田の分析を基に現行全集の第七巻までは署名入りで公刊された著作であるのに対して、八巻以降の『時事新報論集』はその大部分が無署名であることを指摘した上で、大正時代の『福沢全集』（1925 - 26年）と昭和時代の『続福沢全集』（1933 - 34年）の編纂者であった弟子の石河幹明が『時事新報』から選んだものを、そのまま引き継いで収録しているとした。さらに現行版『全集』（1958 - 64年）の第一六巻には諭吉の没後数か月してから掲載された論説が六編収められていることも指摘している。

### 人気度
2000年（平成12年）3月12日付で朝日新聞により「この1000年・日本の政治リーダー読者人気投票」という特別企画が組まれ、西暦1000年から1999年の間に登場した歴史上の人物の中から、「あなたが一番好きな政治リーダー」を投票してもらう企画で、得票数7,863票のうち、第6位の豊臣秀吉（382票）に次ぐ第7位（330票）にランクインするなど、国民的な人気がある。

### 中国における評価
中国における評価は一般に悪いため慶應出身者からは憤りの声が聞かれる。
慶応文学部卒の平山洋は、「中国人による福澤批判の声の大きさに惑わされて、その主張にほとんど多様性がない」と批判した。

彼ら中国の福澤批判者は、彼の思想を実際に読んでいるわけではなく、ごくわずかだけ中国語訳されている、日本の福澤研究論文の骨子を、中国語で叫んでいるだけなのである。彼らが下敷きにしているのは、服部之総・遠山茂樹・安川寿之輔らの研究である。それ以外の、福澤を「市民的自由主義者」として肯定的に評価する丸山真男らの論文が出発点となることはない。

慶応法学部卒の小川原正道は、「平成22年11月に北京大学で講演し、福澤の文化思想や宗教思想などについて話した際、同大学の著名な教授から「福澤には『脱亜論』以外の側面もあるんですね」と素直に驚かれ、愕然とした」と述べる。
また、最も福澤の対外思想へ批判的な安川寿之輔の著書が近年中国で盛んに翻訳されている。
慶應義塾福澤研究センター客員研究員区建英の研究によると、以下のように評価できるという：
1. 清朝末期における福澤はむしろ優れた啓蒙思想家、教育家としての一面が強く認識されていた[128]。
2. また1980年代に中国の改革開放政策を進める中、日本の「近代化」の成功へ着目し、日本に成功の秘訣を学ぼうとする傾向が生じた。福澤も日本の「近代化」を支えた思想家、そしてシンボルの一つとみなされ、彼の「脱亜論」を再評価する見方さえも登場した [129]。
3. 決してのちの福澤＝脱亜論者というイメージではなかった。

東大卒の丸山眞男は中国における福澤の人物像に対する主な反論として以下の5点を挙げている：
1. 「脱亜」は福澤のキーワードではなかった[130]。
2. 福澤が1885年の時点でただ一回だけ「脱亜」の文字を用いて書いた社説は、1884年12月に「甲申政変」の失敗のもとに執筆された。一時的な感情の表現と解釈すべきである[131]。
3. 「脱亜」という言葉は「興亜」という言葉に対するシニカルな反語的表現と思われる[132]。
4. 福澤の思想においては、終始、政府（政権）と国とをはっきり区別した立場がとられ、また政府の存亡と人民あるいは国民の存亡とを厳しく別個の問題として取り扱う考え方が貫かれていた。攻撃の対象は中国・朝鮮の人民ではなく、あくまでも満清・李氏朝鮮の政府である[133]。
5. 「脱亜入欧」という表現が福澤の全思想のキーワードとして世界に流通するのは1950年代以後の傾向である[134]。

### 台湾における評価
李登輝は、講演「学問のすゝめと日本文化の特徴」で諭吉について、欧米を日本に紹介するだけではなく、『学問のすゝめ』を著すことによって、思想闘争を行い、日本文化の新しい一面を強調しながらも日本文化の伝統を失わずに維持したと評価している。

### 韓国における評価
大韓民国で脱亜論を引用した研究論文が見られるようになるのは1970年以降であり、1980年代に日本で歴史教科書問題が起こり、日本の朝鮮侵略の論理として改めて認知され、現在は韓国の高校世界史教科書にも載っている。
諭吉が援助した李氏朝鮮の開化派は、その中心にいた朴泳孝が日本統治時代の朝鮮において爵位を得るなどの厚遇を得て、金玉均は死後に贈位されたことなどから、独立後の韓国では親日派とみなされ、諭吉への関心もほとんどなかったものと推測される。金に対する評価は北朝鮮の方が高く、それを受けた形で、歴史研究家の姜在彦が1974年（昭和49年）に「金玉均の日本亡命」を発表し、諭吉に触れて「最近の研究で明らかにされてきているように、諭吉の思想における国権論的側面」という言葉が見える。この当時の日本において、諭吉を自由主義者としてではなく国権論者としてとらえ、侵略性を強調する傾向が高まっていたわけだが、姜在彦は諭吉に両面性を見ており、「日本を盟主とする侵略論につながる危険性をはらむ」としつつも、開化派への援助には一定の評価を与えている。
現在の韓国におけるごく一般的な諭吉像は、日本における教科書問題を受けて形作られたため、極端に否定的なものとなっている。一般的に、韓国における諭吉は往々にして征韓論者として位置づけられ、脱亜論など、諭吉の朝鮮関連の時事論説が書かれた当時の状況は考慮されず、神功皇后伝説や豊臣秀吉にまでさかのぼるとされる日本人の侵略思想の流れの中で捉えられている。1990年代辺りから、在日学者の著作にもそういった傾向が見られるようになり、その例としては、1996年（平成8年）の韓桂玉の『「征韓論」の系譜』、2006年の琴秉洞『日本人の朝鮮観 その光と影』を挙げることができる。
1990年代におけるこういった韓国の状況が、諭吉に侵略性を見る日本側の教科書問題と連動し続けていることは、安川寿之輔が『福沢諭吉のアジア認識』の「あとがき」で詳細に述べている。高嶋伸欣が1992年（平成4年）に執筆した教科書において、日本人のアジア差別に関係するとして脱亜論を引用し、検定によって不適切とされ訴訟になった。日本の戦争責任を追及する市民運動に身を投じていた安川は、この訴訟を契機として、諭吉を「我が国の近代化の過程を踏みにじり、破綻へと追いやった、我が民族全体の敵」とするような韓国の論調に共鳴し、30年ぶりに諭吉研究に取り組んだという。
杵淵信雄は安川とは異なり、『福沢諭吉と朝鮮』の中で「脱亜論の宣言を注視するあまり、（諭吉は）アジアとの連帯から侵略へと以後転じたとする誤解が生じた」として、諭吉の侵略性を強調する立場ではないが、1997年（平成9年）の時点において、「李氏朝鮮の積弊を痛罵し、しばしば当り障りの強い表現を好んだ諭吉の名が、隣国では、不愉快な感情と結びつくのは自然な成行である」と、韓国における感情的な反発に理解を示している。
一方、1990年代の韓国において、諭吉研究に取り組む研究者が複数現れたことを林宗元は述べている。林の紹介するところによれば、その観点も、日本における「自由主義者か帝国主義者か」という議論を引き継ぐもの、朝鮮の開化主義者と諭吉を比較するもの、諭吉と朝鮮開化派との関係を追求するもの、諭吉の反儒教論を批判分析するものなど多岐にわたっており、否定的なものばかりではないことが注目される。
2000年代に入り、こういった学問的取り組みと並行して、近代化の旗手としての諭吉への一定の理解が新聞論調にも見え始める。2004年（平成16年）前後に登場したニューライトは、金玉均など朝鮮開化派を高く評価し、日本統治時代の朝鮮における近代化も認める立場をとっており、従来の被害者意識から離れた歴史観を提唱するなど新しい風を巻き起こした。同年、林宗元によって『福翁自伝』が韓国語に翻訳・出版されたことも、韓国における諭吉像に肯定的な彩りを加えた。韓国主要紙はのきなみ好意的な書評をよせ、ハンギョレは「ハンギョレが選んだ今年の本」の翻訳書の一つとして紹介している。
しかし、韓国において諭吉に侵略性を見る従来の見解は根強く、また日本においても脱亜論が一人歩きする傾向が著しい。2005年、ノリミツ・オオニシニューヨーク・タイムズ東京支局長は「日本人の嫌韓感情の根底には諭吉の脱亜論がある」とした。東京発のこういった報道を受けてか、中央日報では再び諭吉を「アジアを見下して侵略を肯定した嫌韓の父であり右翼の元祖」と評してもいる。
また、稲葉継雄は、韓国で諭吉の侵略性の認識が高まっていると論じてもいて、韓国における諭吉像は、韓国内の政治情勢とともに、日韓の外交関係、世論のキャッチボールによっても大きく揺れ動いている。

## 著作等

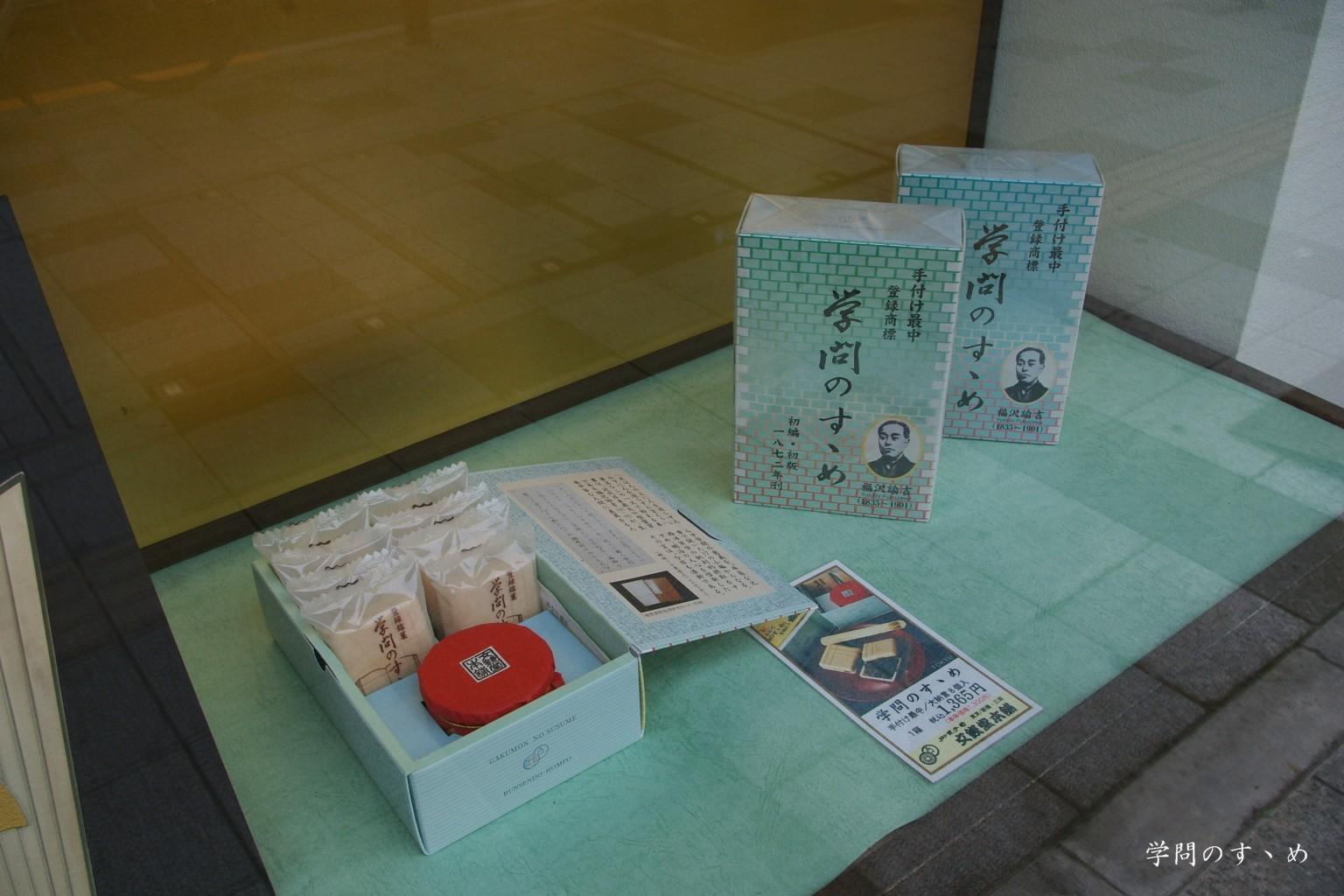
『学問のすゝめ』は最も著名で菓子の名にも冠されている

主な著書
- 『増訂華英通語 上』快堂蔵板、1860年。
- 『増訂華英通語 下』快堂蔵板、1860年。
- 西洋事情
- 『西洋事情 初編　巻之１ 2版』尚古堂、1870年。
- 『西洋事情 初編　巻之２ 2版』慶応義塾出版局、1870年。
- 『西洋事情 初編　巻之3 2版』慶応義塾出版局、1869年。
  - マリオン・ソシエ、西川俊作 編『西洋事情』慶應義塾大学出版会、2002年5月15日。ISBN 4-7664-0877-2。
  - マリオン・ソシエ、西川俊作 編『西洋事情』（コンパクト版）慶應義塾大学出版会、2009年6月。ISBN 978-4-7664-1622-0。
- 『雷銃操法 巻之1』（福沢諭吉 訳）慶応義塾 /東都書林 和泉屋善兵衛、1867年。
- 『雷銃操法 巻之2』（福沢諭吉 訳）慶応義塾 /東都書林 和泉屋善兵衛、1867年。
- 『雷銃操法 巻之3』（福沢諭吉 訳）慶応義塾 /東都書林 和泉屋善兵衛、1867年。
- 『雷銃操法 巻之4』（福沢諭吉 訳）慶応義塾、1869年。
- 『西洋旅案内』
- 『条約十一国記』
- 『西洋衣食住』
- 『兵士懐中便覧』
- 『訓蒙窮理図解』
- 『洋兵明鑑』
- 『掌中万国一覧』
- 『英国議事院談』
- 『清英交際始末』
- 『世界国尽』
- 『啓蒙手習之文』
- 『学問のすゝめ』
- 『ひびのおしえ』
- 『童蒙教草』
- 『かたわ娘』
- 『改暦弁』
- 『帳合之法』 - 1873年6月初編、1874年6月2編。最初の簿記学の本。
- 『日本地図草紙』
- 『文字之教』
- 『会議弁』
- 『文明論之概略』
- 『学者安心論』
- 『分権論』
- 『民間経済録』
- 『福澤文集』
- 『通貨論』
- 『通俗民権論』
- 『通俗国権論』
- 『民情一新』
- 『国会論』
- 『時事小言』
- 『時事大勢論』
- 『帝室論』
- 『兵論』
- 『徳育如何』
- 『学問之独立』
- 『全国徴兵論』
- 『通俗外交論』
- 『日本婦人論』
- 『日本婦人論後編』
- 『士人処世論』
- 『品行論』
- 『男女交際論』
- 『日本男子論』
- 『尊王論』
- 『国会の前途』
- 『国会難局の由来』
- 『治安小言』
- 『地租論』
- 『実業論』
- 『福澤全集緒言』
- 『福澤全集』
- 『修業立志編』
- 『福翁百話』
- 『福翁百余話』
- 『福澤先生浮世談』
- 『女大学評論』
- 『新女大学』
- 『明治十年丁丑公論』
- 『瘠我慢の説』
- 『福翁自伝』
- 『旧藩情』
- 『唐人往来』

著作集
『福澤諭吉著作集』（全12巻）、慶應義塾大学出版会で2002年（平成14年）-
2003年（平成15年）に刊行。
　2009年（平成21年）に、著作集の一部（選書 全5冊）が、コンパクト版で新装刊行
1. 中川眞弥 編『世界国尽 窮理図解』2002年3月15日。ISBN 4-7664-0878-0。
2. 小室正紀、西川俊作 編『学問のすゝめ』2002年1月15日。ISBN 4-7664-0879-9。
  - （コンパクト版 ISBN 978-4-7664-1623-7）
3. 戸沢行夫 編『文明論之概略』2002年7月15日。ISBN 4-7664-0880-2。
  - （コンパクト版 ISBN 978-4-7664-1624-4）
4. 西川俊作、山内慶太 編『学問之独立 慶應義塾之記』2002年11月15日。ISBN 4-7664-0881-0。
5. 小室正紀 編『民間経済録 実業論』2003年5月15日。ISBN 4-7664-0882-9。
6. 寺崎修 編『通俗民権論 通俗国権論』2003年7月15日。ISBN 4-7664-0883-7。
7. 岩谷十郎、西川俊作 編『時事小言 通俗外交論』2003年9月30日。ISBN 4-7664-0884-5。
8. 坂本多加雄 編『丁丑公論 瘠我慢の説』2002年9月17日。ISBN 4-7664-0885-3。
9. 西澤直子 編『日本婦人論 日本男子論』2003年3月17日。ISBN 4-7664-0886-1。
10. 服部禮次郎 編『福翁百話』2003年1月15日。ISBN 4-7664-0887-X。
  - （コンパクト版 ISBN 978-4-7664-1625-1）
11. 松崎欣一 編『福翁自伝 福澤全集緒言』2003年11月17日。ISBN 4-7664-0888-8。
  - （コンパクト版 ISBN 978-4-7664-1626-8）

事典
- 福澤諭吉事典編集委員会 編『福澤諭吉事典』 慶應義塾150年史資料集 別巻2、慶應義塾大学出版会、2010年12月25日。ISBN 978-4-7664-1800-2。

著書翻訳
- An Outline of a Theory of Civilization. The Thought of Fukuzawa 1. David A. Dilworth・G. Cameron Hurst, III. Keio University Press. (2008-11-11). ISBN 978-4-7664-1684-8 - 『文明論之概略』の英訳。
- An Encouragement of Learning. The Thought of Fukuzawa 2. David A. Dilworth. Keio University Press. (2012-04-30). ISBN 978-4-7664-1684-8 - 『学問のすゝめ』の英訳。
- 『学問のすゝめ』、『福翁自伝』は、数か国語に訳・出版。

## 系譜

### 系図
福澤家
|  |  |            |            |            |            |            |            |  |  |  |  |  |  |                          |                          |                          |                          |                          |                          |  |  | 安藤文子     |              |              |              |              |              |          |          |          |          |              |              |              |              |              |              |  |  |            |            |            |            |            |            |  |  |          |          |          |          |            |            |            |            |            |            |  |  |        |        |        |        |        |        |  |  |  |  |  |  |
|  |  |            |            |            |            |            |            |  |  |  |  |  |  | ネール・ブロディ・リード | ネール・ブロディ・リード | ネール・ブロディ・リード | ネール・ブロディ・リード | ネール・ブロディ・リード | ネール・ブロディ・リード |  |  |              |              |              |              |              |              |          |          |          |          | 藤原洋太郎   | 藤原洋太郎   | 藤原洋太郎   | 藤原洋太郎   | 藤原洋太郎   | 藤原洋太郎   |  |  |            |            |            |            |            |            |  |  |          |          |          |          |            |            |            |            |            |            |  |  |        |        |        |        |        |        |  |  |  |  |  |  |
|  |  |            |            |            |            |            |            |  |  |  |  |  |  | ネール・ブロディ・リード | ネール・ブロディ・リード | ネール・ブロディ・リード | ネール・ブロディ・リード | ネール・ブロディ・リード | ネール・ブロディ・リード |  |  |              |              |              |              |              |              |          |          |          |          | 藤原洋太郎   | 藤原洋太郎   | 藤原洋太郎   | 藤原洋太郎   | 藤原洋太郎   | 藤原洋太郎   |  |  |            |            |            |            |            |            |  |  |          |          |          |          |            |            |            |            |            |            |  |  |        |        |        |        |        |        |  |  |  |  |  |  |
|  |  |            |            |            |            |            |            |  |  |  |  |  |  |                          |                          |                          |                          |                          |                          |  |  | 藤原義江     |              |              |              |              |              |          |          |          |          |              |              |              |              |              |              |  |  |            |            |            |            |            |            |  |  |          |          |          |          |            |            |            |            |            |            |  |  |        |        |        |        |        |        |  |  |  |  |  |  |
|  |  |            |            |            |            |            |            |  |  |  |  |  |  |                          |                          |                          |                          |                          |                          |  |  |              |              |              |              |              |              |          |          |          |          |              |              |              |              |              |              |  |  |            |            |            |            |            |            |  |  |          |          |          |          |            |            |            |            |            |            |  |  |        |        |        |        |        |        |  |  |  |  |  |  |
|  |  |            |            |            |            |            |            |  |  |  |  |  |  | 坂田キク                 | 坂田キク                 | 坂田キク                 | 坂田キク                 | 坂田キク                 | 坂田キク                 |  |  |              |              |              |              |              |              |          |          |          |          | 男           | 男           | 男           | 男           | 男           | 男           |  |  | 元良誠三   | 元良誠三   | 元良誠三   | 元良誠三   | 元良誠三   | 元良誠三   |  |  |          |          |          |          |            |            |            |            |            |            |  |  |        |        |        |        |        |        |  |  |  |  |  |  |
|  |  |            |            |            |            |            |            |  |  |  |  |  |  | 坂田キク                 | 坂田キク                 | 坂田キク                 | 坂田キク                 | 坂田キク                 | 坂田キク                 |  |  |              |              |              |              |              |              |          |          |          |          | 男           | 男           | 男           | 男           | 男           | 男           |  |  | 元良誠三   | 元良誠三   | 元良誠三   | 元良誠三   | 元良誠三   | 元良誠三   |  |  |          |          |          |          |            |            |            |            |            |            |  |  |        |        |        |        |        |        |  |  |  |  |  |  |
|  |  |            |            |            |            |            |            |  |  |  |  |  |  |                          |                          |                          |                          |                          |                          |  |  | あき         | あき         | あき         | あき         | あき         | あき         |          |          |          |          | 女           | 女           | 女           | 女           | 女           | 女           |  |  |            |            |            |            |            |            |  |  | 元良信彦 | 元良信彦 | 元良信彦 | 元良信彦 | 元良信彦   | 元良信彦   |            |            |            |            |  |  |        |        |        |        |        |        |  |  |  |  |  |  |
|  |  |            |            |            |            |            |            |  |  |  |  |  |  |                          |                          |                          |                          |                          |                          |  |  | あき         | あき         | あき         | あき         | あき         | あき         |          |          |          |          | 女           | 女           | 女           | 女           | 女           | 女           |  |  |            |            |            |            |            |            |  |  | 元良信彦 | 元良信彦 | 元良信彦 | 元良信彦 | 元良信彦   | 元良信彦   |            |            |            |            |  |  |        |        |        |        |        |        |  |  |  |  |  |  |
|  |  |            |            |            |            |            |            |  |  |  |  |  |  |                          |                          |                          |                          |                          |                          |  |  |              |              |              |              |              |              |          |          |          |          |              |              |              |              |              |              |  |  | 由美子     |            |            |            |            |            |  |  |          |          |          |          |            |            |            |            |            |            |  |  |        |        |        |        |        |        |  |  |  |  |  |  |
|  |  |            |            |            |            |            |            |  |  |  |  |  |  |                          |                          |                          |                          |                          |                          |  |  |              |              |              |              |              |              |          |          |          |          |              |              |              |              |              |              |  |  |            |            |            |            |            |            |  |  |          |          |          |          |            |            |            |            |            |            |  |  |        |        |        |        |        |        |  |  |  |  |  |  |
|  |  | 中上川才蔵 | 中上川才蔵 | 中上川才蔵 | 中上川才蔵 | 中上川才蔵 | 中上川才蔵 |  |  |  |  |  |  | 中上川彦次郎             | 中上川彦次郎             | 中上川彦次郎             | 中上川彦次郎             | 中上川彦次郎             | 中上川彦次郎             |  |  | 宮下左右輔   | 宮下左右輔   | 宮下左右輔   | 宮下左右輔   | 宮下左右輔   | 宮下左右輔   |          |          |          |          | 女           | 女           | 女           | 女           | 女           | 女           |  |  | 山中晋次   | 山中晋次   | 山中晋次   | 山中晋次   | 山中晋次   | 山中晋次   |  |  |          |          |          |          |            |            |            |            |            |            |  |  |        |        |        |        |        |        |  |  |  |  |  |  |
|  |  | 中上川才蔵 | 中上川才蔵 | 中上川才蔵 | 中上川才蔵 | 中上川才蔵 | 中上川才蔵 |  |  |  |  |  |  |                          | 中上川彦次郎             | 中上川彦次郎             | 中上川彦次郎             | 中上川彦次郎             | 中上川彦次郎             |  |  | 宮下左右輔   | 宮下左右輔   | 宮下左右輔   | 宮下左右輔   | 宮下左右輔   | 宮下左右輔   |          |          |          |          | 女           | 女           | 女           | 女           | 女           | 女           |  |  | 山中晋次   | 山中晋次   | 山中晋次   | 山中晋次   | 山中晋次   | 山中晋次   |  |  |          |          |          |          |            |            |            |            |            |            |  |  |        |        |        |        |        |        |  |  |  |  |  |  |
|  |  |            |            |            |            |            |            |  |  |  |  |  |  |                          |                          |                          |                          |                          |                          |  |  | 池田成彬     |              |              |              |              |              |          |          |          |          |              |              |              |              |              |              |  |  |            |            |            |            |            |            |  |  |          |          |          |          |            |            |            |            |            |            |  |  |        |        |        |        |        |        |  |  |  |  |  |  |
|  |  |            |            |            |            |            |            |  |  |  |  |  |  |                          |                          |                          |                          |                          |                          |  |  |              |              |              |              |              |              |          |          |          |          |              |              |              |              |              |              |  |  |            |            |            |            |            |            |  |  |          |          |          |          |            |            |            |            |            |            |  |  |        |        |        |        |        |        |  |  |  |  |  |  |
|  |  | 婉         | 婉         | 婉         | 婉         | 婉         | 婉         |  |  |  |  |  |  | 澄                       | 澄                       | 澄                       | 澄                       | 澄                       | 澄                       |  |  |              |              |              |              |              |              |          |          |          |          | 敏           | 敏           | 敏           | 敏           | 敏           | 敏           |  |  | 登茂子     | 登茂子     | 登茂子     | 登茂子     | 登茂子     | 登茂子     |  |  |          |          |          |          |            |            |            |            |            |            |  |  |        |        |        |        |        |        |  |  |  |  |  |  |
|  |  | 婉         | 婉         | 婉         | 婉         | 婉         | 婉         |  |  |  |  |  |  | 澄                       | 澄                       | 澄                       | 澄                       | 澄                       | 澄                       |  |  |              |              |              |              |              |              |          |          |          |          | 敏           | 敏           | 敏           | 敏           | 敏           | 敏           |  |  | 登茂子     | 登茂子     | 登茂子     | 登茂子     | 登茂子     | 登茂子     |  |  |          |          |          |          |            |            |            |            |            |            |  |  |        |        |        |        |        |        |  |  |  |  |  |  |
|  |  |            |            |            |            |            |            |  |  |  |  |  |  |                          |                          |                          |                          |                          |                          |  |  | 艶           | 艶           | 艶           | 艶           | 艶           | 艶           |          |          |          |          |              |              |              |              |              |              |  |  | 岩崎東一   | 岩崎東一   | 岩崎東一   | 岩崎東一   | 岩崎東一   | 岩崎東一   |  |  |          |          |          |          |            |            |            |            |            |            |  |  |        |        |        |        |        |        |  |  |  |  |  |  |
|  |  |            |            |            |            |            |            |  |  |  |  |  |  |                          |                          |                          |                          |                          |                          |  |  | 艶           | 艶           | 艶           | 艶           | 艶           | 艶           |          |          |          |          |              |              |              |              |              |              |  |  | 岩崎東一   | 岩崎東一   | 岩崎東一   | 岩崎東一   | 岩崎東一   | 岩崎東一   |  |  |          |          |          |          |            |            |            |            |            |            |  |  |        |        |        |        |        |        |  |  |  |  |  |  |
|  |  | 朝吹泰造   | 朝吹泰造   | 朝吹泰造   | 朝吹泰造   | 朝吹泰造   | 朝吹泰造   |  |  |  |  |  |  | 朝吹英二                 | 朝吹英二                 | 朝吹英二                 | 朝吹英二                 | 朝吹英二                 | 朝吹英二                 |  |  | 中上川三郎治 | 中上川三郎治 | 中上川三郎治 | 中上川三郎治 | 中上川三郎治 | 中上川三郎治 |          |          |          |          | 岩崎隆弥     | 岩崎隆弥     | 岩崎隆弥     | 岩崎隆弥     | 岩崎隆弥     | 岩崎隆弥     |  |  | 槙原稔     | 槙原稔     | 槙原稔     | 槙原稔     | 槙原稔     | 槙原稔     |  |  |          |          |          |          |            |            |            |            |            |            |  |  |        |        |        |        |        |        |  |  |  |  |  |  |
|  |  | 朝吹泰造   | 朝吹泰造   | 朝吹泰造   | 朝吹泰造   | 朝吹泰造   | 朝吹泰造   |  |  |  |  |  |  | 朝吹英二                 | 朝吹英二                 | 朝吹英二                 | 朝吹英二                 | 朝吹英二                 | 朝吹英二                 |  |  | 中上川三郎治 | 中上川三郎治 | 中上川三郎治 | 中上川三郎治 | 中上川三郎治 | 中上川三郎治 |          |          |          |          | 岩崎隆弥     | 岩崎隆弥     | 岩崎隆弥     | 岩崎隆弥     | 岩崎隆弥     | 岩崎隆弥     |  |  | 槙原稔     | 槙原稔     | 槙原稔     | 槙原稔     | 槙原稔     | 槙原稔     |  |  |          |          |          |          |            |            |            |            |            |            |  |  |        |        |        |        |        |        |  |  |  |  |  |  |
|  |  |            |            |            |            |            |            |  |  |  |  |  |  |                          |                          |                          |                          |                          |                          |  |  |              |              |              |              |              |              |          |          |          |          | 中上川健一郎 | 中上川健一郎 | 中上川健一郎 | 中上川健一郎 | 中上川健一郎 | 中上川健一郎 |  |  |            |            |            |            |            |            |  |  | 槙原純   | 槙原純   | 槙原純   | 槙原純   | 槙原純     | 槙原純     |            |            |            |            |  |  |        |        |        |        |        |        |  |  |  |  |  |  |
|  |  |            |            |            |            |            |            |  |  |  |  |  |  |                          |                          |                          |                          |                          |                          |  |  |              |              |              |              |              |              |          |          |          |          | 中上川健一郎 | 中上川健一郎 | 中上川健一郎 | 中上川健一郎 | 中上川健一郎 | 中上川健一郎 |  |  |            |            |            |            |            |            |  |  | 槙原純   | 槙原純   | 槙原純   | 槙原純   | 槙原純     | 槙原純     |            |            |            |            |  |  |        |        |        |        |        |        |  |  |  |  |  |  |
|  |  | 幾能       | 幾能       | 幾能       | 幾能       | 幾能       | 幾能       |  |  |  |  |  |  | 野依範治                 | 野依範治                 | 野依範治                 | 野依範治                 | 野依範治                 | 野依範治                 |  |  | 蝶子         | 蝶子         | 蝶子         | 蝶子         | 蝶子         | 蝶子         |          |          |          |          |              |              |              |              |              |              |  |  | 喜久子     | 喜久子     | 喜久子     | 喜久子     | 喜久子     | 喜久子     |  |  |          |          |          |          |            |            |            |            |            |            |  |  |        |        |        |        |        |        |  |  |  |  |  |  |
|  |  | 幾能       | 幾能       | 幾能       | 幾能       | 幾能       | 幾能       |  |  |  |  |  |  | 野依範治                 | 野依範治                 | 野依範治                 | 野依範治                 | 野依範治                 | 野依範治                 |  |  | 蝶子         | 蝶子         | 蝶子         | 蝶子         | 蝶子         | 蝶子         |          |          |          |          |              |              |              |              |              |              |  |  | 喜久子     | 喜久子     | 喜久子     | 喜久子     | 喜久子     | 喜久子     |  |  |          |          |          |          |            |            |            |            |            |            |  |  |        |        |        |        |        |        |  |  |  |  |  |  |
|  |  |            |            |            |            |            |            |  |  |  |  |  |  | 武藤山治                 | 武藤山治                 | 武藤山治                 | 武藤山治                 | 武藤山治                 | 武藤山治                 |  |  | 吉沢清次郎   | 吉沢清次郎   | 吉沢清次郎   | 吉沢清次郎   | 吉沢清次郎   | 吉沢清次郎   |          |          |          |          |              |              |              |              |              |              |  |  | 山口寿夫   | 山口寿夫   | 山口寿夫   | 山口寿夫   | 山口寿夫   | 山口寿夫   |  |  |          |          |          |          |            |            |            |            |            |            |  |  |        |        |        |        |        |        |  |  |  |  |  |  |
|  |  |            |            |            |            |            |            |  |  |  |  |  |  | 武藤山治                 | 武藤山治                 | 武藤山治                 | 武藤山治                 | 武藤山治                 | 武藤山治                 |  |  | 吉沢清次郎   | 吉沢清次郎   | 吉沢清次郎   | 吉沢清次郎   | 吉沢清次郎   | 吉沢清次郎   |          |          |          |          |              |              |              |              |              |              |  |  | 山口寿夫   | 山口寿夫   | 山口寿夫   | 山口寿夫   | 山口寿夫   | 山口寿夫   |  |  |          |          |          |          |            |            |            |            |            |            |  |  |        |        |        |        |        |        |  |  |  |  |  |  |
|  |  |            |            |            |            |            |            |  |  |  |  |  |  |                          |                          |                          |                          |                          |                          |  |  |              |              |              |              |              |              |          |          |          |          |              |              |              |              |              |              |  |  |            |            |            |            |            |            |  |  |          |          |          |          |            |            |            |            |            |            |  |  |        |        |        |        |        |        |  |  |  |  |  |  |
|  |  |            |            |            |            |            |            |  |  |  |  |  |  | チセ                     | チセ                     | チセ                     | チセ                     | チセ                     | チセ                     |  |  | 勝子         | 勝子         | 勝子         | 勝子         | 勝子         | 勝子         |          |          |          |          |              |              |              |              |              |              |  |  | 紀子       | 紀子       | 紀子       | 紀子       | 紀子       | 紀子       |  |  |          |          |          |          |            |            |            |            |            |            |  |  |        |        |        |        |        |        |  |  |  |  |  |  |
|  |  |            |            |            |            |            |            |  |  |  |  |  |  | チセ                     | チセ                     | チセ                     | チセ                     | チセ                     | チセ                     |  |  | 勝子         | 勝子         | 勝子         | 勝子         | 勝子         | 勝子         |          |          |          |          |              |              |              |              |              |              |  |  | 紀子       | 紀子       | 紀子       | 紀子       | 紀子       | 紀子       |  |  |          |          |          |          |            |            |            |            |            |            |  |  |        |        |        |        |        |        |  |  |  |  |  |  |
|  |  | 緒方洪庵   | 緒方洪庵   | 緒方洪庵   | 緒方洪庵   | 緒方洪庵   | 緒方洪庵   |  |  |  |  |  |  | 緒方収二郎               | 緒方収二郎               | 緒方収二郎               | 緒方収二郎               | 緒方収二郎               | 緒方収二郎               |  |  | 淑子         | 淑子         | 淑子         | 淑子         | 淑子         | 淑子         |          |          |          |          | 美和         | 美和         | 美和         | 美和         | 美和         | 美和         |  |  |            |            |            |            |            |            |  |  |          |          |          |          |            |            |            |            |            |            |  |  |        |        |        |        |        |        |  |  |  |  |  |  |
|  |  | 緒方洪庵   | 緒方洪庵   | 緒方洪庵   | 緒方洪庵   | 緒方洪庵   | 緒方洪庵   |  |  |  |  |  |  | 緒方収二郎               | 緒方収二郎               | 緒方収二郎               | 緒方収二郎               | 緒方収二郎               | 緒方収二郎               |  |  | 淑子         | 淑子         | 淑子         | 淑子         | 淑子         | 淑子         |          |          |          |          | 美和         | 美和         | 美和         | 美和         | 美和         | 美和         |  |  |            |            |            |            |            |            |  |  |          |          |          |          |            |            |            |            |            |            |  |  |        |        |        |        |        |        |  |  |  |  |  |  |
|  |  |            |            |            |            |            |            |  |  |  |  |  |  |                          |                          |                          |                          |                          |                          |  |  |              |              |              |              |              |              |          |          |          |          |              |              |              |              |              |              |  |  |            |            |            |            |            |            |  |  |          |          |          |          |            |            |            |            |            |            |  |  |        |        |        |        |        |        |  |  |  |  |  |  |
|  |  |            |            |            |            |            |            |  |  |  |  |  |  |                          |                          |                          |                          |                          |                          |  |  |              |              |              |              |              |              |          |          |          |          |              |              |              |              |              |              |  |  |            |            |            |            |            |            |  |  |          |          |          |          |            |            |            |            |            |            |  |  |        |        |        |        |        |        |  |  |  |  |  |  |
|  |  |            |            |            |            |            |            |  |  |  |  |  |  |                          |                          |                          |                          |                          |                          |  |  | 福澤八十吉   | 福澤八十吉   | 福澤八十吉   | 福澤八十吉   | 福澤八十吉   | 福澤八十吉   |          |          |          |          | 福澤範一郎   | 福澤範一郎   | 福澤範一郎   | 福澤範一郎   | 福澤範一郎   | 福澤範一郎   |  |  |            |            |            |            |            |            |  |  |          |          |          |          |            |            |            |            |            |            |  |  |        |        |        |        |        |        |  |  |  |  |  |  |
|  |  |            |            |            |            |            |            |  |  |  |  |  |  |                          |                          |                          |                          |                          |                          |  |  | 福澤八十吉   | 福澤八十吉   | 福澤八十吉   | 福澤八十吉   | 福澤八十吉   | 福澤八十吉   |          |          |          |          | 福澤範一郎   | 福澤範一郎   | 福澤範一郎   | 福澤範一郎   | 福澤範一郎   | 福澤範一郎   |  |  |            |            |            |            |            |            |  |  |          |          |          |          |            |            |            |            |            |            |  |  |        |        |        |        |        |        |  |  |  |  |  |  |
|  |  |            |            |            |            |            |            |  |  |  |  |  |  |                          |                          |                          |                          |                          |                          |  |  | 小山完吾     |              |              |              |              |              |          |          |          |          |              |              |              |              |              |              |  |  |            |            |            |            |            |            |  |  |          |          |          |          |            |            |            |            |            |            |  |  |        |        |        |        |        |        |  |  |  |  |  |  |
|  |  |            |            |            |            |            |            |  |  |  |  |  |  | 福澤一太郎               | 福澤一太郎               | 福澤一太郎               | 福澤一太郎               | 福澤一太郎               | 福澤一太郎               |  |  |              |              |              |              |              |              |          |          |          |          | 敦子         | 敦子         | 敦子         | 敦子         | 敦子         | 敦子         |  |  | 小山章吾   | 小山章吾   | 小山章吾   | 小山章吾   | 小山章吾   | 小山章吾   |  |  |          |          |          |          |            |            |            |            |            |            |  |  |        |        |        |        |        |        |  |  |  |  |  |  |
|  |  |            |            |            |            |            |            |  |  |  |  |  |  | 福澤一太郎               | 福澤一太郎               | 福澤一太郎               | 福澤一太郎               | 福澤一太郎               | 福澤一太郎               |  |  |              |              |              |              |              |              |          |          |          |          | 敦子         | 敦子         | 敦子         | 敦子         | 敦子         | 敦子         |  |  | 小山章吾   | 小山章吾   | 小山章吾   | 小山章吾   | 小山章吾   | 小山章吾   |  |  |          |          |          |          |            |            |            |            |            |            |  |  |        |        |        |        |        |        |  |  |  |  |  |  |
|  |  |            |            |            |            |            |            |  |  |  |  |  |  |                          |                          |                          |                          |                          |                          |  |  | 遊喜         |              |              |              |              |              |          |          |          |          |              |              |              |              |              |              |  |  |            |            |            |            |            |            |  |  |          |          |          |          |            |            |            |            |            |            |  |  |        |        |        |        |        |        |  |  |  |  |  |  |
|  |  |            |            |            |            |            |            |  |  |  |  |  |  |                          |                          |                          |                          |                          |                          |  |  |              |              |              |              |              |              |          |          |          |          |              |              |              |              |              |              |  |  |            |            |            |            |            |            |  |  |          |          |          |          |            |            |            |            |            |            |  |  |        |        |        |        |        |        |  |  |  |  |  |  |
|  |  |            |            |            |            |            |            |  |  |  |  |  |  | 糸                       | 糸                       | 糸                       | 糸                       | 糸                       | 糸                       |  |  | 八重         | 八重         | 八重         | 八重         | 八重         | 八重         |          |          |          |          | 小山五郎     | 小山五郎     | 小山五郎     | 小山五郎     | 小山五郎     | 小山五郎     |  |  | 小山伸二   | 小山伸二   | 小山伸二   | 小山伸二   | 小山伸二   | 小山伸二   |  |  |          |          |          |          |            |            |            |            |            |            |  |  |        |        |        |        |        |        |  |  |  |  |  |  |
|  |  |            |            |            |            |            |            |  |  |  |  |  |  | 糸                       | 糸                       | 糸                       | 糸                       | 糸                       | 糸                       |  |  | 八重         | 八重         | 八重         | 八重         | 八重         | 八重         |          |          |          |          | 小山五郎     | 小山五郎     | 小山五郎     | 小山五郎     | 小山五郎     | 小山五郎     |  |  | 小山伸二   | 小山伸二   | 小山伸二   | 小山伸二   | 小山伸二   | 小山伸二   |  |  |          |          |          |          |            |            |            |            |            |            |  |  |        |        |        |        |        |        |  |  |  |  |  |  |
|  |  |            |            |            |            |            |            |  |  |  |  |  |  | 福澤桃介                 |                          |                          |                          |                          |                          |  |  |              |              |              |              |              |              |          |          |          |          |              |              |              |              |              |              |  |  |            |            |            |            |            |            |  |  |          |          |          |          |            |            |            |            |            |            |  |  |        |        |        |        |        |        |  |  |  |  |  |  |
|  |  |            |            |            |            |            |            |  |  |  |  |  |  |                          |                          |                          |                          |                          |                          |  |  | 福澤駒吉     | 福澤駒吉     | 福澤駒吉     | 福澤駒吉     | 福澤駒吉     | 福澤駒吉     |          |          |          |          |              |              |              |              |              |              |  |  | 黒松俊一郎 | 黒松俊一郎 | 黒松俊一郎 | 黒松俊一郎 | 黒松俊一郎 | 黒松俊一郎 |  |  |          |          |          |          |            |            |            |            |            |            |  |  |        |        |        |        |        |        |  |  |  |  |  |  |
|  |  |            |            |            |            |            |            |  |  |  |  |  |  |                          |                          |                          |                          |                          |                          |  |  | 福澤駒吉     | 福澤駒吉     | 福澤駒吉     | 福澤駒吉     | 福澤駒吉     | 福澤駒吉     |          |          |          |          |              |              |              |              |              |              |  |  | 黒松俊一郎 | 黒松俊一郎 | 黒松俊一郎 | 黒松俊一郎 | 黒松俊一郎 | 黒松俊一郎 |  |  |          |          |          |          |            |            |            |            |            |            |  |  |        |        |        |        |        |        |  |  |  |  |  |  |
|  |  |            |            |            |            |            |            |  |  |  |  |  |  | 房                       |                          |                          |                          |                          |                          |  |  |              |              |              |              |              |              |          |          |          |          |              |              |              |              |              |              |  |  |            |            |            |            |            |            |  |  |          |          |          |          |            |            |            |            |            |            |  |  |        |        |        |        |        |        |  |  |  |  |  |  |
|  |  |            |            |            |            |            |            |  |  |  |  |  |  |                          |                          |                          |                          |                          |                          |  |  |              |              |              |              |              |              |          |          |          |          |              |              |              |              |              |              |  |  |            |            |            |            |            |            |  |  |          |          |          |          |            |            |            |            |            |            |  |  |        |        |        |        |        |        |  |  |  |  |  |  |
|  |  |            |            |            |            |            |            |  |  |  |  |  |  | 松方正義                 | 松方正義                 | 松方正義                 | 松方正義                 | 松方正義                 | 松方正義                 |  |  | 松方五郎     | 松方五郎     | 松方五郎     | 松方五郎     | 松方五郎     | 松方五郎     |          |          |          |          | 松方正信     | 松方正信     | 松方正信     | 松方正信     | 松方正信     | 松方正信     |  |  | 和子       | 和子       | 和子       | 和子       | 和子       | 和子       |  |  |          |          |          |          |            |            |            |            |            |            |  |  |        |        |        |        |        |        |  |  |  |  |  |  |
|  |  |            |            |            |            |            |            |  |  |  |  |  |  | 松方正義                 | 松方正義                 | 松方正義                 | 松方正義                 | 松方正義                 | 松方正義                 |  |  | 松方五郎     | 松方五郎     | 松方五郎     | 松方五郎     | 松方五郎     | 松方五郎     |          |          |          |          | 松方正信     | 松方正信     | 松方正信     | 松方正信     | 松方正信     | 松方正信     |  |  | 和子       | 和子       | 和子       | 和子       | 和子       | 和子       |  |  |          |          |          |          |            |            |            |            |            |            |  |  |        |        |        |        |        |        |  |  |  |  |  |  |
|  |  |            |            |            |            |            |            |  |  |  |  |  |  |                          |                          |                          |                          |                          |                          |  |  |              |              |              |              |              |              |          |          |          |          |              |              |              |              |              |              |  |  | 松方正隆   |            |            |            |            |            |  |  |          |          |          |          |            |            |            |            |            |            |  |  |        |        |        |        |        |        |  |  |  |  |  |  |
|  |  |            |            |            |            |            |            |  |  |  |  |  |  |                          |                          |                          |                          |                          |                          |  |  |              |              |              |              |              |              |          |          |          |          |              |              |              |              |              |              |  |  |            |            |            |            |            |            |  |  |          |          |          |          |            |            |            |            |            |            |  |  |        |        |        |        |        |        |  |  |  |  |  |  |
|  |  |            |            |            |            |            |            |  |  |  |  |  |  |                          |                          |                          |                          |                          |                          |  |  |              |              |              |              |              |              |          |          |          |          | てる子       | てる子       | てる子       | てる子       | てる子       | てる子       |  |  | 松方正範   | 松方正範   | 松方正範   | 松方正範   | 松方正範   | 松方正範   |  |  |          |          |          |          |            |            |            |            |            |            |  |  |        |        |        |        |        |        |  |  |  |  |  |  |
|  |  |            |            |            |            |            |            |  |  |  |  |  |  |                          |                          |                          |                          |                          |                          |  |  |              |              |              |              |              |              |          |          |          |          | てる子       | てる子       | てる子       | てる子       | てる子       | てる子       |  |  | 松方正範   | 松方正範   | 松方正範   | 松方正範   | 松方正範   | 松方正範   |  |  |          |          |          |          |            |            |            |            |            |            |  |  |        |        |        |        |        |        |  |  |  |  |  |  |
|  |  |            |            |            |            |            |            |  |  |  |  |  |  |                          |                          |                          |                          |                          |                          |  |  |              |              |              |              |              |              |          |          |          |          |              |              |              |              |              |              |  |  | 田中克洋   |            |            |            |            |            |  |  |          |          |          |          |            |            |            |            |            |            |  |  |        |        |        |        |        |        |  |  |  |  |  |  |
|  |  |            |            |            |            |            |            |  |  |  |  |  |  | 中村貞吉                 |                          |                          |                          |                          |                          |  |  |              |              |              |              |              |              |          |          |          |          |              |              |              |              |              |              |  |  |            |            |            |            |            |            |  |  |          |          |          |          |            |            |            |            |            |            |  |  |        |        |        |        |        |        |  |  |  |  |  |  |
|  |  |            |            |            |            |            |            |  |  |  |  |  |  |                          |                          |                          |                          |                          |                          |  |  | 中村愛作     | 中村愛作     | 中村愛作     | 中村愛作     | 中村愛作     | 中村愛作     |          |          |          |          | 中村仙一郎   | 中村仙一郎   | 中村仙一郎   | 中村仙一郎   | 中村仙一郎   | 中村仙一郎   |  |  | 貞子       | 貞子       | 貞子       | 貞子       | 貞子       | 貞子       |  |  |          |          |          |          |            |            |            |            |            |            |  |  |        |        |        |        |        |        |  |  |  |  |  |  |
|  |  |            |            |            |            |            |            |  |  |  |  |  |  |                          |                          |                          |                          |                          |                          |  |  | 中村愛作     | 中村愛作     | 中村愛作     | 中村愛作     | 中村愛作     | 中村愛作     |          |          |          |          | 中村仙一郎   | 中村仙一郎   | 中村仙一郎   | 中村仙一郎   | 中村仙一郎   | 中村仙一郎   |  |  | 貞子       | 貞子       | 貞子       | 貞子       | 貞子       | 貞子       |  |  |          |          |          |          |            |            |            |            |            |            |  |  |        |        |        |        |        |        |  |  |  |  |  |  |
|  |  |            |            |            |            |            |            |  |  |  |  |  |  | 里                       | 里                       | 里                       | 里                       | 里                       | 里                       |  |  |              |              |              |              |              |              |          |          |          |          |              |              |              |              |              |              |  |  | 中村文夫   | 中村文夫   | 中村文夫   | 中村文夫   | 中村文夫   | 中村文夫   |  |  |          |          |          |          |            |            |            |            |            |            |  |  |        |        |        |        |        |        |  |  |  |  |  |  |
|  |  |            |            |            |            |            |            |  |  |  |  |  |  | 里                       | 里                       | 里                       | 里                       | 里                       | 里                       |  |  |              |              |              |              |              |              |          |          |          |          |              |              |              |              |              |              |  |  | 中村文夫   | 中村文夫   | 中村文夫   | 中村文夫   | 中村文夫   | 中村文夫   |  |  |          |          |          |          |            |            |            |            |            |            |  |  |        |        |        |        |        |        |  |  |  |  |  |  |
|  |  |            |            |            |            |            |            |  |  |  |  |  |  |                          |                          |                          |                          |                          |                          |  |  |              |              |              |              |              |              |          |          |          |          | 三重子       |              |              |              |              |              |  |  |            |            |            |            |            |            |  |  |          |          |          |          |            |            |            |            |            |            |  |  |        |        |        |        |        |        |  |  |  |  |  |  |
|  |  |            |            |            |            |            |            |  |  |  |  |  |  | 清岡邦之助               | 清岡邦之助               | 清岡邦之助               | 清岡邦之助               | 清岡邦之助               | 清岡邦之助               |  |  |              |              |              |              |              |              |          |          |          |          |              |              |              |              |              |              |  |  | 桂子       | 桂子       | 桂子       | 桂子       | 桂子       | 桂子       |  |  |          |          |          |          |            |            |            |            |            |            |  |  |        |        |        |        |        |        |  |  |  |  |  |  |
|  |  |            |            |            |            |            |            |  |  |  |  |  |  | 清岡邦之助               | 清岡邦之助               | 清岡邦之助               | 清岡邦之助               | 清岡邦之助               | 清岡邦之助               |  |  |              |              |              |              |              |              | 清岡暎一 | 清岡暎一 | 清岡暎一 | 清岡暎一 | 清岡暎一     | 清岡暎一     |              |              |              |              |  |  | 桂子       | 桂子       | 桂子       | 桂子       | 桂子       | 桂子       |  |  |          |          |          |          | 渡辺紀久男 | 渡辺紀久男 | 渡辺紀久男 | 渡辺紀久男 | 渡辺紀久男 | 渡辺紀久男 |  |  | いく子 | いく子 | いく子 | いく子 | いく子 | いく子 |  |  |  |  |  |  |
|  |  |            |            |            |            |            |            |  |  |  |  |  |  |                          |                          |                          |                          |                          |                          |  |  |              |              |              |              |              |              | 清岡暎一 | 清岡暎一 | 清岡暎一 | 清岡暎一 | 清岡暎一     | 清岡暎一     |              |              |              |              |  |  |            |            |            |            |            |            |  |  |          |          |          |          | 渡辺紀久男 | 渡辺紀久男 | 渡辺紀久男 | 渡辺紀久男 | 渡辺紀久男 | 渡辺紀久男 |  |  | いく子 | いく子 | いく子 | いく子 | いく子 | いく子 |  |  |  |  |  |  |
|  |  |            |            |            |            |            |            |  |  |  |  |  |  | 俊                       | 俊                       | 俊                       | 俊                       | 俊                       | 俊                       |  |  |              |              |              |              |              |              |          |          |          |          | 武子         | 武子         | 武子         | 武子         | 武子         | 武子         |  |  |            |            |            |            |            |            |  |  | ともの   | ともの   | ともの   | ともの   | ともの     | ともの     |            |            |            |            |  |  |        |        |        |        |        |        |  |  |  |  |  |  |
|  |  |            |            |            |            |            |            |  |  |  |  |  |  | 俊                       | 俊                       | 俊                       | 俊                       | 俊                       | 俊                       |  |  |              |              |              |              |              |              |          |          |          |          | 武子         | 武子         | 武子         | 武子         | 武子         | 武子         |  |  |            |            |            |            |            |            |  |  | ともの   | ともの   | ともの   | ともの   | ともの     | ともの     |            |            |            |            |  |  |        |        |        |        |        |        |  |  |  |  |  |  |
|  |  |            |            |            |            |            |            |  |  |  |  |  |  |                          |                          |                          |                          |                          |                          |  |  |              |              |              |              |              |              |          |          |          |          |              |              |              |              |              |              |  |  | 紀久子     | 紀久子     | 紀久子     | 紀久子     | 紀久子     | 紀久子     |  |  | 純子     | 純子     | 純子     | 純子     | 純子       | 純子       |            |            |            |            |  |  |        |        |        |        |        |        |  |  |  |  |  |  |
|  |  |            |            |            |            |            |            |  |  |  |  |  |  |                          |                          |                          |                          |                          |                          |  |  |              |              |              |              |              |              |          |          |          |          |              |              |              |              |              |              |  |  | 紀久子     | 紀久子     | 紀久子     | 紀久子     | 紀久子     | 紀久子     |  |  | 純子     | 純子     | 純子     | 純子     | 純子       | 純子       |            |            |            |            |  |  |        |        |        |        |        |        |  |  |  |  |  |  |
|  |  |            |            |            |            |            |            |  |  |  |  |  |  |                          |                          |                          |                          |                          |                          |  |  |              |              |              |              |              |              |          |          |          |          | 渡辺良吉     | 渡辺良吉     | 渡辺良吉     | 渡辺良吉     | 渡辺良吉     | 渡辺良吉     |  |  | 渡辺晴男   | 渡辺晴男   | 渡辺晴男   | 渡辺晴男   | 渡辺晴男   | 渡辺晴男   |  |  |          |          |          |          |            |            |            |            |            |            |  |  |        |        |        |        |        |        |  |  |  |  |  |  |
|  |  |            |            |            |            |            |            |  |  |  |  |  |  |                          |                          |                          |                          |                          |                          |  |  |              |              |              |              |              |              |          |          |          |          | 渡辺良吉     | 渡辺良吉     | 渡辺良吉     | 渡辺良吉     | 渡辺良吉     | 渡辺良吉     |  |  | 渡辺晴男   | 渡辺晴男   | 渡辺晴男   | 渡辺晴男   | 渡辺晴男   | 渡辺晴男   |  |  |          |          |          |          |            |            |            |            |            |            |  |  |        |        |        |        |        |        |  |  |  |  |  |  |
|  |  |            |            |            |            |            |            |  |  |  |  |  |  | 志立鉄次郎               | 志立鉄次郎               | 志立鉄次郎               | 志立鉄次郎               | 志立鉄次郎               | 志立鉄次郎               |  |  |              |              |              |              |              |              |          |          |          |          |              |              |              |              |              |              |  |  | 岩崎正男   | 岩崎正男   | 岩崎正男   | 岩崎正男   | 岩崎正男   | 岩崎正男   |  |  |          |          |          |          |            |            |            |            |            |            |  |  |        |        |        |        |        |        |  |  |  |  |  |  |
|  |  |            |            |            |            |            |            |  |  |  |  |  |  | 志立鉄次郎               | 志立鉄次郎               | 志立鉄次郎               | 志立鉄次郎               | 志立鉄次郎               | 志立鉄次郎               |  |  |              |              |              |              |              |              |          |          |          |          |              |              |              |              |              |              |  |  | 岩崎正男   | 岩崎正男   | 岩崎正男   | 岩崎正男   | 岩崎正男   | 岩崎正男   |  |  |          |          |          |          |            |            |            |            |            |            |  |  |        |        |        |        |        |        |  |  |  |  |  |  |
|  |  |            |            |            |            |            |            |  |  |  |  |  |  |                          |                          |                          |                          |                          |                          |  |  | 多代         | 多代         | 多代         | 多代         | 多代         | 多代         |          |          |          |          | 木内宏       | 木内宏       | 木内宏       | 木内宏       | 木内宏       | 木内宏       |  |  |            |            |            |            |            |            |  |  | 雅美     | 雅美     | 雅美     | 雅美     | 雅美       | 雅美       |            |            |            |            |  |  |        |        |        |        |        |        |  |  |  |  |  |  |
|  |  |            |            |            |            |            |            |  |  |  |  |  |  |                          |                          |                          |                          |                          |                          |  |  | 多代         | 多代         | 多代         | 多代         | 多代         | 多代         |          |          |          |          | 木内宏       | 木内宏       | 木内宏       | 木内宏       | 木内宏       | 木内宏       |  |  |            |            |            |            |            |            |  |  | 雅美     | 雅美     | 雅美     | 雅美     | 雅美       | 雅美       |            |            |            |            |  |  |        |        |        |        |        |        |  |  |  |  |  |  |
|  |  |            |            |            |            |            |            |  |  |  |  |  |  | 滝                       | 滝                       | 滝                       | 滝                       | 滝                       | 滝                       |  |  |              |              |              |              |              |              |          |          |          |          |              |              |              |              |              |              |  |  | 寛子       | 寛子       | 寛子       | 寛子       | 寛子       | 寛子       |  |  |          |          |          |          |            |            |            |            |            |            |  |  |        |        |        |        |        |        |  |  |  |  |  |  |
|  |  |            |            |            |            |            |            |  |  |  |  |  |  | 滝                       | 滝                       | 滝                       | 滝                       | 滝                       | 滝                       |  |  |              |              |              |              |              |              |          |          |          |          |              |              |              |              |              |              |  |  | 寛子       | 寛子       | 寛子       | 寛子       | 寛子       | 寛子       |  |  |          |          |          |          |            |            |            |            |            |            |  |  |        |        |        |        |        |        |  |  |  |  |  |  |
|  |  | 福澤諭吉   | 福澤諭吉   | 福澤諭吉   | 福澤諭吉   | 福澤諭吉   | 福澤諭吉   |  |  |  |  |  |  | 木内重四郎               | 木内重四郎               | 木内重四郎               | 木内重四郎               | 木内重四郎               | 木内重四郎               |  |  | 木内信胤     | 木内信胤     | 木内信胤     | 木内信胤     | 木内信胤     | 木内信胤     |          |          |          |          | 木内孝       | 木内孝       | 木内孝       | 木内孝       | 木内孝       | 木内孝       |  |  |            |            |            |            |            |            |  |  |          |          |          |          |            |            |            |            |            |            |  |  |        |        |        |        |        |        |  |  |  |  |  |  |
|  |  | 福澤諭吉   | 福澤諭吉   | 福澤諭吉   | 福澤諭吉   | 福澤諭吉   | 福澤諭吉   |  |  |  |  |  |  | 木内重四郎               | 木内重四郎               | 木内重四郎               | 木内重四郎               | 木内重四郎               | 木内重四郎               |  |  | 木内信胤     | 木内信胤     | 木内信胤     | 木内信胤     | 木内信胤     | 木内信胤     |          |          |          |          | 木内孝       | 木内孝       | 木内孝       | 木内孝       | 木内孝       | 木内孝       |  |  |            |            |            |            |            |            |  |  |          |          |          |          |            |            |            |            |            |            |  |  |        |        |        |        |        |        |  |  |  |  |  |  |
|  |  |            |            |            |            |            |            |  |  |  |  |  |  |                          |                          |                          |                          |                          |                          |  |  | 木内良胤     | 木内良胤     | 木内良胤     | 木内良胤     | 木内良胤     | 木内良胤     |          |          |          |          | 木内昭胤     | 木内昭胤     | 木内昭胤     | 木内昭胤     | 木内昭胤     | 木内昭胤     |  |  | 木内孝胤   | 木内孝胤   | 木内孝胤   | 木内孝胤   | 木内孝胤   | 木内孝胤   |  |  |          |          |          |          |            |            |            |            |            |            |  |  |        |        |        |        |        |        |  |  |  |  |  |  |
|  |  |            |            |            |            |            |            |  |  |  |  |  |  |                          |                          |                          |                          |                          |                          |  |  | 木内良胤     | 木内良胤     | 木内良胤     | 木内良胤     | 木内良胤     | 木内良胤     |          |          |          |          | 木内昭胤     | 木内昭胤     | 木内昭胤     | 木内昭胤     | 木内昭胤     | 木内昭胤     |  |  | 木内孝胤   | 木内孝胤   | 木内孝胤   | 木内孝胤   | 木内孝胤   | 木内孝胤   |  |  |          |          |          |          |            |            |            |            |            |            |  |  |        |        |        |        |        |        |  |  |  |  |  |  |
|  |  |            |            |            |            |            |            |  |  |  |  |  |  | 磯路                     | 磯路                     | 磯路                     | 磯路                     | 磯路                     | 磯路                     |  |  | 福澤億之助   | 福澤億之助   | 福澤億之助   | 福澤億之助   | 福澤億之助   | 福澤億之助   |          |          |          |          |              |              |              |              |              |              |  |  |            |            |            |            |            |            |  |  |          |          |          |          |            |            |            |            |            |            |  |  |        |        |        |        |        |        |  |  |  |  |  |  |
|  |  |            |            |            |            |            |            |  |  |  |  |  |  | 磯路                     | 磯路                     | 磯路                     | 磯路                     | 磯路                     | 磯路                     |  |  | 福澤億之助   | 福澤億之助   | 福澤億之助   | 福澤億之助   | 福澤億之助   | 福澤億之助   |          |          |          |          |              |              |              |              |              |              |  |  |            |            |            |            |            |            |  |  |          |          |          |          |            |            |            |            |            |            |  |  |        |        |        |        |        |        |  |  |  |  |  |  |
|  |  |            |            |            |            |            |            |  |  |  |  |  |  | 福澤三八                 |                          |                          |                          |                          |                          |  |  |              |              |              |              |              |              |          |          |          |          |              |              |              |              |              |              |  |  |            |            |            |            |            |            |  |  |          |          |          |          |            |            |            |            |            |            |  |  |        |        |        |        |        |        |  |  |  |  |  |  |
|  |  |            |            |            |            |            |            |  |  |  |  |  |  |                          |                          |                          |                          |                          |                          |  |  |              |              |              |              |              |              |          |          |          |          |              |              |              |              |              |              |  |  |            |            |            |            |            |            |  |  |          |          |          |          |            |            |            |            |            |            |  |  |        |        |        |        |        |        |  |  |  |  |  |  |
|  |  | 錦         | 錦         | 錦         | 錦         | 錦         | 錦         |  |  |  |  |  |  |                          |                          |                          |                          |                          |                          |  |  | 浦子         | 浦子         | 浦子         | 浦子         | 浦子         | 浦子         |          |          |          |          |              |              |              |              |              |              |  |  |            |            |            |            |            |            |  |  |          |          |          |          |            |            |            |            |            |            |  |  |        |        |        |        |        |        |  |  |  |  |  |  |
|  |  |            | 錦         | 錦         | 錦         | 錦         | 錦         |  |  |  |  |  |  |                          |                          |                          |                          |                          |                          |  |  | 浦子         | 浦子         | 浦子         | 浦子         | 浦子         | 浦子         |          |          |          |          |              |              |              |              |              |              |  |  |            |            |            |            |            |            |  |  |          |          |          |          |            |            |            |            |            |            |  |  |        |        |        |        |        |        |  |  |  |  |  |  |
|  |  |            |            |            |            |            |            |  |  |  |  |  |  | 清                       |                          |                          |                          |                          |                          |  |  |              |              |              |              |              |              |          |          |          |          |              |              |              |              |              |              |  |  |            |            |            |            |            |            |  |  |          |          |          |          |            |            |            |            |            |            |  |  |        |        |        |        |        |        |  |  |  |  |  |  |
|  |  |            |            |            |            |            |            |  |  |  |  |  |  | 福澤大四郎               |                          |                          |                          |                          |                          |  |  |              |              |              |              |              |              |          |          |          |          |              |              |              |              |              |              |  |  |            |            |            |            |            |            |  |  |          |          |          |          |            |            |            |            |            |            |  |  |        |        |        |        |        |        |  |  |  |  |  |  |
|  |  |            |            |            |            |            |            |  |  |  |  |  |  |                          |                          |                          |                          |                          |                          |  |  |              |              |              |              |              |              |          |          |          |          |              |              |              |              |              |              |  |  |            |            |            |            |            |            |  |  |          |          |          |          |            |            |            |            |            |            |  |  |        |        |        |        |        |        |  |  |  |  |  |  |
|  |  |            |            |            |            |            |            |  |  |  |  |  |  |                          |                          |                          |                          |                          |                          |  |  | 福澤進太郎   | 福澤進太郎   | 福澤進太郎   | 福澤進太郎   | 福澤進太郎   | 福澤進太郎   |          |          |          |          | 福澤幸雄     | 福澤幸雄     | 福澤幸雄     | 福澤幸雄     | 福澤幸雄     | 福澤幸雄     |  |  |            |            |            |            |            |            |  |  |          |          |          |          |            |            |            |            |            |            |  |  |        |        |        |        |        |        |  |  |  |  |  |  |
|  |  |            |            |            |            |            |            |  |  |  |  |  |  |                          |                          |                          |                          |                          |                          |  |  | 福澤進太郎   | 福澤進太郎   | 福澤進太郎   | 福澤進太郎   | 福澤進太郎   | 福澤進太郎   |          |          |          |          | 福澤幸雄     | 福澤幸雄     | 福澤幸雄     | 福澤幸雄     | 福澤幸雄     | 福澤幸雄     |  |  |            |            |            |            |            |            |  |  |          |          |          |          |            |            |            |            |            |            |  |  |        |        |        |        |        |        |  |  |  |  |  |  |
|  |  |            |            |            |            |            |            |  |  |  |  |  |  | 益子                     |                          |                          |                          |                          |                          |  |  |              |              |              |              |              |              |          |          |          |          |              |              |              |              |              |              |  |  |            |            |            |            |            |            |  |  |          |          |          |          |            |            |            |            |            |            |  |  |        |        |        |        |        |        |  |  |  |  |  |  |
|  |  |            |            |            |            |            |            |  |  |  |  |  |  |                          |                          |                          |                          |                          |                          |  |  |              |              |              |              |              |              |          |          |          |          |              |              |              |              |              |              |  |  |            |            |            |            |            |            |  |  |          |          |          |          |            |            |            |            |            |            |  |  |        |        |        |        |        |        |  |  |  |  |  |  |
|  |  |            |            |            |            |            |            |  |  |  |  |  |  |                          |                          |                          |                          |                          |                          |  |  | アクリヴィ   | アクリヴィ   | アクリヴィ   | アクリヴィ   | アクリヴィ   | アクリヴィ   |          |          |          |          | エミ         | エミ         | エミ         | エミ         | エミ         | エミ         |  |  |            |            |            |            |            |            |  |  |          |          |          |          |            |            |            |            |            |            |  |  |        |        |        |        |        |        |  |  |  |  |  |  |
|  |  |            |            |            |            |            |            |  |  |  |  |  |  |                          |                          |                          |                          |                          |                          |  |  | アクリヴィ   | アクリヴィ   | アクリヴィ   | アクリヴィ   | アクリヴィ   | アクリヴィ   |          |          |          |          | エミ         | エミ         | エミ         | エミ         | エミ         | エミ         |  |  |            |            |            |            |            |            |  |  |          |          |          |          |            |            |            |            |            |            |  |  |        |        |        |        |        |        |  |  |  |  |  |  |
|  |  |            |            |            |            |            |            |  |  |  |  |  |  | 潮田伝五郎               | 潮田伝五郎               | 潮田伝五郎               | 潮田伝五郎               | 潮田伝五郎               | 潮田伝五郎               |  |  | 潮田江次     | 潮田江次     | 潮田江次     | 潮田江次     | 潮田江次     | 潮田江次     |          |          |          |          |              |              |              |              |              |              |  |  |            |            |            |            |            |            |  |  |          |          |          |          |            |            |            |            |            |            |  |  |        |        |        |        |        |        |  |  |  |  |  |  |
|  |  |            |            |            |            |            |            |  |  |  |  |  |  | 潮田伝五郎               | 潮田伝五郎               | 潮田伝五郎               | 潮田伝五郎               | 潮田伝五郎               | 潮田伝五郎               |  |  | 潮田江次     | 潮田江次     | 潮田江次     | 潮田江次     | 潮田江次     | 潮田江次     |          |          |          |          |              |              |              |              |              |              |  |  |            |            |            |            |            |            |  |  |          |          |          |          |            |            |            |            |            |            |  |  |        |        |        |        |        |        |  |  |  |  |  |  |
|  |  |            |            |            |            |            |            |  |  |  |  |  |  |                          |                          |                          |                          |                          |                          |  |  |              |              |              |              |              |              |          |          |          |          |              |              |              |              |              |              |  |  |            |            |            |            |            |            |  |  |          |          |          |          |            |            |            |            |            |            |  |  |        |        |        |        |        |        |  |  |  |  |  |  |
|  |  |            |            |            |            |            |            |  |  |  |  |  |  |                          |                          |                          |                          |                          |                          |  |  |              |              |              |              |              |              |          |          |          |          |              |              |              |              |              |              |  |  |            |            |            |            |            |            |  |  |          |          |          |          |            |            |            |            |            |            |  |  |        |        |        |        |        |        |  |  |  |  |  |  |
|  |  |            |            |            |            |            |            |  |  |  |  |  |  | 光                       | 光                       | 光                       | 光                       | 光                       | 光                       |  |  | 潮田勢吉     | 潮田勢吉     | 潮田勢吉     | 潮田勢吉     | 潮田勢吉     | 潮田勢吉     |          |          |          |          |              |              |              |              |              |              |  |  |            |            |            |            |            |            |  |  |          |          |          |          |            |            |            |            |            |            |  |  |        |        |        |        |        |        |  |  |  |  |  |  |
|  |  |            |            |            |            |            |            |  |  |  |  |  |  | 光                       | 光                       | 光                       | 光                       | 光                       | 光                       |  |  | 潮田勢吉     | 潮田勢吉     | 潮田勢吉     | 潮田勢吉     | 潮田勢吉     | 潮田勢吉     |          |          |          |          |              |              |              |              |              |              |  |  |            |            |            |            |            |            |  |  |          |          |          |          |            |            |            |            |            |            |  |  |        |        |        |        |        |        |  |  |  |  |  |  |
|  |  |            |            |            |            |            |            |  |  |  |  |  |  |                          |                          |                          |                          |                          |                          |  |  |              |              |              |              |              |              |          |          |          |          |              |              |              |              |              |              |  |  |            |            |            |            |            |            |  |  |          |          |          |          |            |            |            |            |            |            |  |  |        |        |        |        |        |        |  |  |  |  |  |  |
|  |  |            |            |            |            |            |            |  |  |  |  |  |  |                          |                          |                          |                          |                          |                          |  |  | ラク         |              |              |              |              |              |          |          |          |          |              |              |              |              |              |              |  |  |            |            |            |            |            |            |  |  |          |          |          |          |            |            |            |            |            |            |  |  |        |        |        |        |        |        |  |  |  |  |  |  |
|  |  |            |            |            |            |            |            |  |  |  |  |  |  |                          |                          |                          |                          |                          |                          |  |  |              |              |              |              |              |              |          |          |          |          |              |              |              |              |              |              |  |  |            |            |            |            |            |            |  |  |          |          |          |          |            |            |            |            |            |            |  |  |        |        |        |        |        |        |  |  |  |  |  |  |
|  |  |            |            |            |            |            |            |  |  |  |  |  |  | 林雅之助                 |                          |                          |                          |                          |                          |  |  |              |              |              |              |              |              |          |          |          |          |              |              |              |              |              |              |  |  |            |            |            |            |            |            |  |  |          |          |          |          |            |            |            |            |            |            |  |  |        |        |        |        |        |        |  |  |  |  |  |  |
|  |  |            |            |            |            |            |            |  |  |  |  |  |  |                          |                          |                          |                          |                          |                          |  |  |              |              |              |              |              |              |          |          |          |          |              |              |              |              |              |              |  |  |            |            |            |            |            |            |  |  |          |          |          |          |            |            |            |            |            |            |  |  |        |        |        |        |        |        |  |  |  |  |  |  |
|  |  | 林董       | 林董       | 林董       | 林董       | 林董       | 林董       |  |  |  |  |  |  |                          |                          |                          |                          |                          |                          |  |  | 岩崎忠雄     | 岩崎忠雄     | 岩崎忠雄     | 岩崎忠雄     | 岩崎忠雄     | 岩崎忠雄     |          |          |          |          |              |              |              |              |              |              |  |  |            |            |            |            |            |            |  |  |          |          |          |          |            |            |            |            |            |            |  |  |        |        |        |        |        |        |  |  |  |  |  |  |
|  |  | 林董       | 林董       | 林董       | 林董       | 林董       | 林董       |  |  |  |  |  |  |                          |                          |                          |                          |                          |                          |  |  | 岩崎忠雄     | 岩崎忠雄     | 岩崎忠雄     | 岩崎忠雄     | 岩崎忠雄     | 岩崎忠雄     |          |          |          |          |              |              |              |              |              |              |  |  |            |            |            |            |            |            |  |  |          |          |          |          |            |            |            |            |            |            |  |  |        |        |        |        |        |        |  |  |  |  |  |  |
|  |  |            |            |            |            |            |            |  |  |  |  |  |  |                          |                          |                          |                          |                          |                          |  |  |              |              |              |              |              |              |          |          |          |          |              |              |              |              |              |              |  |  |            |            |            |            |            |            |  |  |          |          |          |          |            |            |            |            |            |            |  |  |        |        |        |        |        |        |  |  |  |  |  |  |
|  |  |            |            |            |            |            |            |  |  |  |  |  |  |                          |                          |                          |                          |                          |                          |  |  |              |              |              |              |              |              |          |          |          |          |              |              |              |              |              |              |  |  |            |            |            |            |            |            |  |  |          |          |          |          |            |            |            |            |            |            |  |  |        |        |        |        |        |        |  |  |  |  |  |  |
|  |  | 岩崎弥之助 | 岩崎弥之助 | 岩崎弥之助 | 岩崎弥之助 | 岩崎弥之助 | 岩崎弥之助 |  |  |  |  |  |  | 岩崎俊弥                 | 岩崎俊弥                 | 岩崎俊弥                 | 岩崎俊弥                 | 岩崎俊弥                 | 岩崎俊弥                 |  |  | 淑子         | 淑子         | 淑子         | 淑子         | 淑子         | 淑子         |          |          |          |          |              |              |              |              |              |              |  |  | 須賀川誠   | 須賀川誠   | 須賀川誠   | 須賀川誠   | 須賀川誠   | 須賀川誠   |  |  |          |          |          |          |            |            |            |            |            |            |  |  |        |        |        |        |        |        |  |  |  |  |  |  |
|  |  | 岩崎弥之助 | 岩崎弥之助 | 岩崎弥之助 | 岩崎弥之助 | 岩崎弥之助 | 岩崎弥之助 |  |  |  |  |  |  | 岩崎俊弥                 | 岩崎俊弥                 | 岩崎俊弥                 | 岩崎俊弥                 | 岩崎俊弥                 | 岩崎俊弥                 |  |  | 淑子         | 淑子         | 淑子         | 淑子         | 淑子         | 淑子         |          |          |          |          |              |              |              |              |              |              |  |  | 須賀川誠   | 須賀川誠   | 須賀川誠   | 須賀川誠   | 須賀川誠   | 須賀川誠   |  |  |          |          |          |          |            |            |            |            |            |            |  |  |        |        |        |        |        |        |  |  |  |  |  |  |
|  |  |            |            |            |            |            |            |  |  |  |  |  |  | 菊                       | 菊                       | 菊                       | 菊                       | 菊                       | 菊                       |  |  | 福澤時太郎   | 福澤時太郎   | 福澤時太郎   | 福澤時太郎   | 福澤時太郎   | 福澤時太郎   |          |          |          |          |              |              |              |              |              |              |  |  |            |            |            |            |            |            |  |  |          |          |          |          |            |            |            |            |            |            |  |  |        |        |        |        |        |        |  |  |  |  |  |  |
|  |  |            |            |            |            |            |            |  |  |  |  |  |  | 菊                       | 菊                       | 菊                       | 菊                       | 菊                       | 菊                       |  |  | 福澤時太郎   | 福澤時太郎   | 福澤時太郎   | 福澤時太郎   | 福澤時太郎   | 福澤時太郎   |          |          |          |          |              |              |              |              |              |              |  |  |            |            |            |            |            |            |  |  |          |          |          |          |            |            |            |            |            |            |  |  |        |        |        |        |        |        |  |  |  |  |  |  |
|  |  |            |            |            |            |            |            |  |  |  |  |  |  |                          |                          |                          |                          |                          |                          |  |  |              |              |              |              |              |              |          |          |          |          | 福澤雄吉     | 福澤雄吉     | 福澤雄吉     | 福澤雄吉     | 福澤雄吉     | 福澤雄吉     |  |  | 和子       | 和子       | 和子       | 和子       | 和子       | 和子       |  |  |          |          |          |          |            |            |            |            |            |            |  |  |        |        |        |        |        |        |  |  |  |  |  |  |
|  |  |            |            |            |            |            |            |  |  |  |  |  |  |                          |                          |                          |                          |                          |                          |  |  |              |              |              |              |              |              |          |          |          |          | 福澤雄吉     | 福澤雄吉     | 福澤雄吉     | 福澤雄吉     | 福澤雄吉     | 福澤雄吉     |  |  | 和子       | 和子       | 和子       | 和子       | 和子       | 和子       |  |  |          |          |          |          |            |            |            |            |            |            |  |  |        |        |        |        |        |        |  |  |  |  |  |  |
|  |  |            |            |            |            |            |            |  |  |  |  |  |  | 福澤捨次郎               | 福澤捨次郎               | 福澤捨次郎               | 福澤捨次郎               | 福澤捨次郎               | 福澤捨次郎               |  |  | 福澤堅次     | 福澤堅次     | 福澤堅次     | 福澤堅次     | 福澤堅次     | 福澤堅次     |          |          |          |          |              |              |              |              |              |              |  |  |            |            |            |            |            |            |  |  |          |          |          |          |            |            |            |            |            |            |  |  |        |        |        |        |        |        |  |  |  |  |  |  |
|  |  |            |            |            |            |            |            |  |  |  |  |  |  | 福澤捨次郎               | 福澤捨次郎               | 福澤捨次郎               | 福澤捨次郎               | 福澤捨次郎               | 福澤捨次郎               |  |  | 福澤堅次     | 福澤堅次     | 福澤堅次     | 福澤堅次     | 福澤堅次     | 福澤堅次     |          |          |          |          |              |              |              |              |              |              |  |  |            |            |            |            |            |            |  |  |          |          |          |          |            |            |            |            |            |            |  |  |        |        |        |        |        |        |  |  |  |  |  |  |
|  |  |            |            |            |            |            |            |  |  |  |  |  |  |                          |                          |                          |                          |                          |                          |  |  |              |              |              |              |              |              |          |          |          |          | 万里子       |              |              |              |              |              |  |  |            |            |            |            |            |            |  |  |          |          |          |          |            |            |            |            |            |            |  |  |        |        |        |        |        |        |  |  |  |  |  |  |
|  |  |            |            |            |            |            |            |  |  |  |  |  |  |                          |                          |                          |                          |                          |                          |  |  |              |              |              |              |              |              |          |          |          |          |              |              |              |              |              |              |  |  |            |            |            |            |            |            |  |  |          |          |          |          |            |            |            |            |            |            |  |  |        |        |        |        |        |        |  |  |  |  |  |  |
|  |  | 岩崎弥太郎 | 岩崎弥太郎 | 岩崎弥太郎 | 岩崎弥太郎 | 岩崎弥太郎 | 岩崎弥太郎 |  |  |  |  |  |  |                          |                          |                          |                          |                          |                          |  |  | 綾子         | 綾子         | 綾子         | 綾子         | 綾子         | 綾子         |          |          |          |          | 初子         | 初子         | 初子         | 初子         | 初子         | 初子         |  |  |            |            |            |            |            |            |  |  |          |          |          |          |            |            |            |            |            |            |  |  |        |        |        |        |        |        |  |  |  |  |  |  |
|  |  | 岩崎弥太郎 | 岩崎弥太郎 | 岩崎弥太郎 | 岩崎弥太郎 | 岩崎弥太郎 | 岩崎弥太郎 |  |  |  |  |  |  |                          |                          |                          |                          |                          |                          |  |  | 綾子         | 綾子         | 綾子         | 綾子         | 綾子         | 綾子         |          |          |          |          | 初子         | 初子         | 初子         | 初子         | 初子         | 初子         |  |  |            |            |            |            |            |            |  |  |          |          |          |          |            |            |            |            |            |            |  |  |        |        |        |        |        |        |  |  |  |  |  |  |
|  |  |            |            |            |            |            |            |  |  |  |  |  |  | 岩崎久弥                 | 岩崎久弥                 | 岩崎久弥                 | 岩崎久弥                 | 岩崎久弥                 | 岩崎久弥                 |  |  | 岩崎彦弥太   | 岩崎彦弥太   | 岩崎彦弥太   | 岩崎彦弥太   | 岩崎彦弥太   | 岩崎彦弥太   |          |          |          |          | 岩崎寛弥     | 岩崎寛弥     | 岩崎寛弥     | 岩崎寛弥     | 岩崎寛弥     | 岩崎寛弥     |  |  |            |            |            |            |            |            |  |  |          |          |          |          |            |            |            |            |            |            |  |  |        |        |        |        |        |        |  |  |  |  |  |  |
|  |  |            |            |            |            |            |            |  |  |  |  |  |  | 岩崎久弥                 | 岩崎久弥                 | 岩崎久弥                 | 岩崎久弥                 | 岩崎久弥                 | 岩崎久弥                 |  |  | 岩崎彦弥太   | 岩崎彦弥太   | 岩崎彦弥太   | 岩崎彦弥太   | 岩崎彦弥太   | 岩崎彦弥太   |          |          |          |          | 岩崎寛弥     | 岩崎寛弥     | 岩崎寛弥     | 岩崎寛弥     | 岩崎寛弥     | 岩崎寛弥     |  |  |            |            |            |            |            |            |  |  |          |          |          |          |            |            |            |            |            |            |  |  |        |        |        |        |        |        |  |  |  |  |  |  |
|  |  |            |            |            |            |            |            |  |  |  |  |  |  |                          |                          |                          |                          |                          |                          |  |  |              |              |              |              |              |              |          |          |          |          |              |              |              |              |              |              |  |  |            |            |            |            |            |            |  |  |          |          |          |          |            |            |            |            |            |            |  |  |        |        |        |        |        |        |  |  |  |  |  |  |
|  |  |            |            |            |            |            |            |  |  |  |  |  |  |                          |                          |                          |                          |                          |                          |  |  |              |              |              |              |              |              |          |          |          |          |              |              |              |              |              |              |  |  |            |            |            |            |            |            |  |  |          |          |          |          |            |            |            |            |            |            |  |  |        |        |        |        |        |        |  |  |  |  |  |  |

### 親類縁者
子

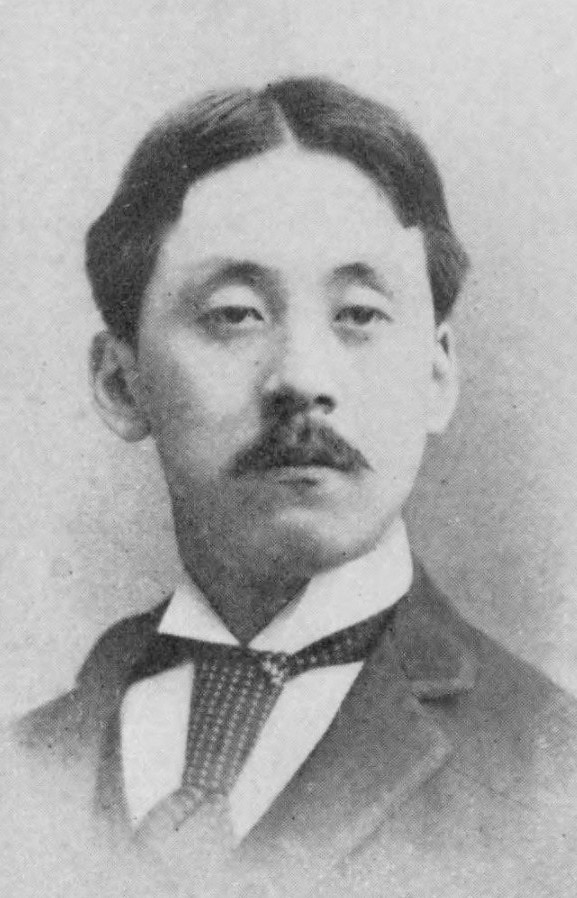
長男の一太郎

- 福澤一太郎 - 長男、慶應義塾塾長。文久3年10月12日（1863年11月22日）生まれ。
- 福澤捨次郎 - 次男、時事新報社長。慶應元年9月21日（1865年11月9日）生まれ。マサチューセッツ工科大学に学び、1888年卒業[149]。妻の菊は林董の娘[150]。
- 福澤里（阿三（のちに通称をお里））- 長女、中村貞吉の妻。慶應4年4月1日（1868年4月23日）生まれ。貞吉は工部大学校卒の工手学校初代校長で、その養父は高嶺秀夫の岳父の中村清行（大蔵権大丞）[151][152]。
- 福澤房（阿房）- 次女、諭吉の婿養子・福澤桃介の妻。明治3年7月26日（1870年8月22日）生まれ。
- 福澤俊（阿俊）- 三女、清岡道之助の長男・清岡邦之助に嫁す。1873年（明治6年）8月4日生まれ。[153]
- 福澤滝（阿滝）- 四女、日本勧業銀行重役志立鉄次郎に嫁す。1876年（明治9年）3月2日生まれ。[154]
- 福澤光（阿光）- 五女、工学士潮田伝五郎に嫁す[155]。1879年（明治12年）3月27日生まれ。
- 福澤三八 - 三男。1881年（明治14年）7月14日生まれ。
- 福澤大四郎 - 四男、実業家。1883年（明治16年）7月24日生まれ。妻の益子は馬屋原二郎の五女。[156]

孫
- 福澤進太郎 - 大四郎の長男、フランス文学者・慶應義塾大学教授。妻はギリシャ人。
- 福澤駒吉 - 房・桃介の長男、実業家。
- 潮田江次 - 光の子。
- 中村愛作 - 長女の長男。三島製紙社長、日本パルプ工業社長・会長。
- 清岡暎一 - 三女の長男。慶應義塾大学名誉教授。妻の千代野は杉本鉞子の二女。

曽孫
- 福澤幸雄 - 進太郎の長男、レーサー。
- 福澤武- 二男の長男・時太郎の二男。三菱地所社長・会長。

玄孫
- 福澤克雄 - 時太郎の長女・和子の子。TBSテレビ/ 映画監督/ 演出家 / テレビディレクター ）
- 片山千恵子 -（NHKアナウンサー）諭吉は大曽祖父[要出典]。
- 湯浅諭 - 滝の次女・ヤナの孫。弁護士。

その他
- 福澤桃介 - 女婿（次女・房の夫）、実業家（大同電力社長ほか）。
- 中上川彦次郎 - 甥（姉・婉の長男）。
- 高谷龍洲 - 母の再従兄弟、儒学者。
- 建部遯吾 - 諭吉の長女、里の孫にあたる中村仙一郎が、遯吾の子である三重子と結婚[157]。
- 藤原あき - 甥の三女。
- フランキー堺 - 次男が諭吉の曽孫の娘と結婚。
- 木内孝胤 - 大叔父・信胤が諭吉の孫娘と結婚。衆議院議員。

## 福澤諭吉を題材とした作品

### 映画
- かくて自由の鐘は鳴る（1954年、演：尾上九朗右衛門 (2代目)）
- 福沢諭吉の少年時代（1958年、監督：関川秀雄、製作：東映教育映画部）
- 福沢諭吉（1991年、演：柴田恭兵）

### テレビドラマ
- 若き血に燃ゆる〜福沢諭吉と明治の群像（1984年1月2日「新春ワイドドラマ」、テレビ東京、演：中村雅俊）
- 幕末青春グラフィティ 福沢諭吉（1985年、TBSドラマ、演：中村勘九郎）
- 春の波涛（1985年、NHK大河ドラマ、演：小林桂樹）
- あさが来た（2015年、NHK連続テレビ小説、演：武田鉄矢）
- 青天を衝け（2021年、NHK、演：中村萬太郎）

### 楽曲
- 福澤諭吉先生を讃える歌（1951年、作詞：西川好次郎、作曲：森完二）

福沢先生五十年祭実行委員会選定で藤山一郎が歌唱した。

### ゲーム
- Rise of the Ronin（2024年、ソニー・インタラクティブエンタテインメント、声：うえだゆうじ）

## 記念行事・記念切手
- 2009年（平成21年）、慶應義塾創立150年記念「未来をひらく福沢諭吉展」が東京国立博物館、福岡市美術館、大阪市立美術館において、また「福沢諭吉と神奈川展」が神奈川県立歴史博物館において順次開催された[158]。
- 1950年に8円切手「文化人シリーズ」の一枚として図案化された。また2008年には、上記記念行事の一環として80円の郵便切手が発行されている。